# Histoire de l'Afghanistan

Carte physique de l'Afghanistan.

L’histoire de l'Afghanistan commence au Paléolithique, il y a plus de 100 000 ans, les civilisations du Helmand et de l'Oxus étant prédominantes.
Durant l'Antiquité, le territoire afghan y est occupé par de nombreux empires, en particulier l'Empire Achéménide, l'Empire Macédonien ou l'Empire Séleucide. L'Empire perse des Sassanides et les Huns blancs qui partageaient le territoire sont envahis par le Califat omeyyade. L'Afghanistan devient ainsi une terre musulmane.
En 861, la dynastie Saffaride est fondée, mais elle est annexée par les Tajik samanides. Les Empires Ghaznévides, Ghorides et Khwarezmiens et Lohdi enchaînent ensuite avant d'être vaincus par les Mongols.
À partir de 1497, l'Afghanistan est séparé entre les Moghols et les Séfévides. À partir de 1709, l'Afghanistan obtient son propre état sous les Hotakis puis les Durranis. En 1823, l'Afghanistan prend enfin le nom d'Afghanistan et différents régimes politiques se succèdent.
Durant les XXe et XXIe siècles, de nombreuses guerres civiles ont lieu. En 2021, la guerre civile se termine et l'émirat islamique d'Afghanistan des talibans est créé.

## Préhistoire

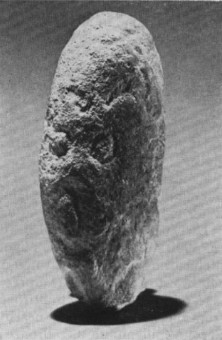
La plus ancienne figuration humaine trouvée en Afghanistan, site d'Aq Köprük, v. 20000 avant le présent.

Des centaines d'outils de pierre disséminés dans de nombreux sites, des outils de quartz du Paléolithique inférieur (haches, hachoirs et grattoirs) âgés de plus de 100 000 ans, attestent de la présence de l'activité humaine organisée à une date très précoce en Afghanistan,.
Le site de Kara Kamar, dans la région de Balkh, relève du Paléolithique supérieur, avec quelques datations, par le carbone 14, autour de 32 000 ans avant le présent, mais il est difficile de dire s'il s'agit d'une culture « aurignacienne ». Ces populations semblent avoir vécu de la chasse du cheval et du mouton. Dans la grotte de Darra-I-Kur dans le Badakhshan, un fragment de crâne de Néandertal datant du Paléolithique moyen, il y a environ 30 000 ans. Environ 20 000 outils de silex datant de cette même période ont été découverts à 50 kilomètres de Kara Kamar, sur les sites d'Aq Köprük. Sur l'un de ces sites, dans des abris sous roche de ces vallées du sud de l'Hindou Kouch, des restes de moutons et de chèvres associés à de l'outillage lithique et osseux ont été datés d'environ 14 000 ans avant notre ère. Ce qui indique la présence de communautés de chasseurs avant que n'apparaissent, toujours sur ces sites d'Aq Köprük, des populations néolithiques sans céramique aux VIIIe et VIIe millénaires.

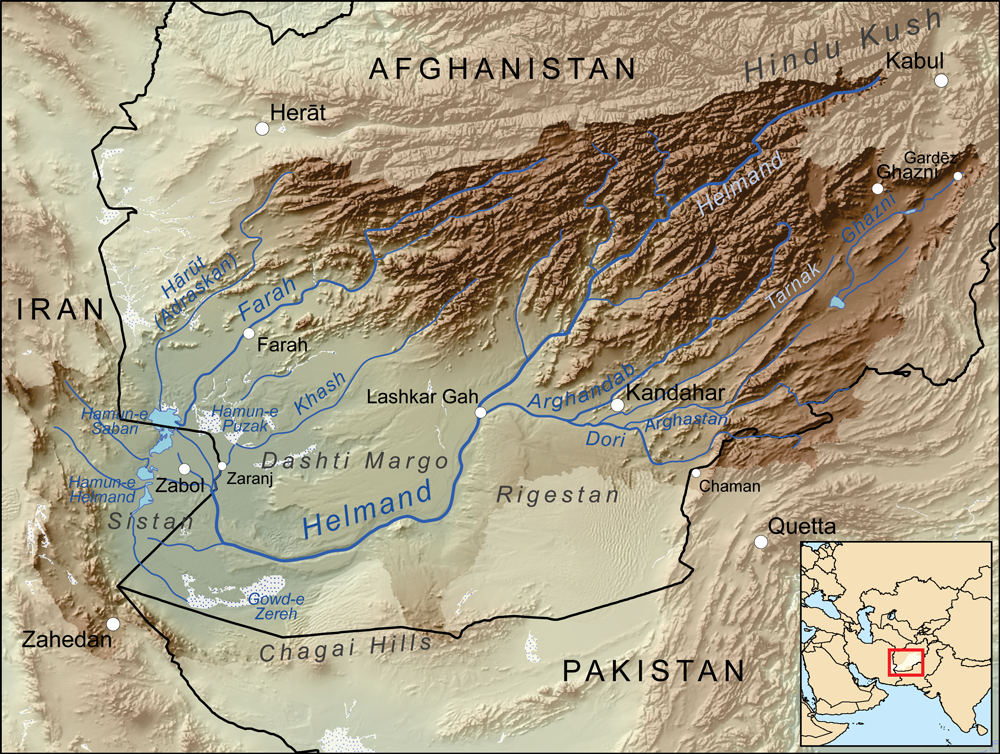
Iran et Afghanistan : le bassin endoréique du Sistan et le fleuve Helmand (ou Hilmand)

Par ailleurs plusieurs sites archéologiques, dans le bassin de l'Helmand, ont révélé les restes de villes du Chalcolithique afghan qui apportent des indices de l'ancienneté des échanges inter-régionaux :
Mundigak (sur un affluent de l'Arghandab, à proximité de Kandahar), relève du Chalcolithique puis de l'Âge du bronze, au début du IVe millénaire. Ces populations établissent des relations vers l'Est avec celles du Baloutchistan (en particulier Mehrgarh, près de Quetta) au Pakistan. Mundigak a établi des relations vers l'Ouest avec celles de Shahr-i-Sokhta, fondée en 3300 av. n. è., à la frontière de l'Afghanistan dans le bassin de l'Helmand, dont l'Arghandab est un affluent. Certains archéologues ont pu ainsi envisager une culture de l'Hilmand, depuis la seconde moitié du IVe millénaire jusqu'à la première moitié du IIIe millénaire (où elle atteint son apogée). Mundigak couvre alors plus de 50 hectares, Shahr-i-Sokhta environ 100 hectares. Un double mur de briques crues à Mundigak fait office de rempart équipé de bastions carrés. Un grand bâtiment à terrasses a été édifié. Dans les deux villes des pierres semi-précieuses, dont le lapis-lazuli, ont été travaillées ainsi que des vases en albâtre. Les relations qu'elles entretiennent avec les villes d'avant la civilisation de la vallée de l'Indus ne fait aucun doute, ces dernières étant établies sur la bordure occidentale du fleuve, et ceci avant 2500.
Shortugaï (Âge du bronze, Nord-est de la Bactriane) et certains sites du Nord-ouest de l'Afghanistan et du Sud de l'Ouzbékistan participent de la civilisation de l'Oxus (Complexe archéologique bactro-margien, BMAC) : culture de la Bactriane et de la Margiane. Elles constituent tout un réseau de communications entre les mondes indien, iranien et celles de l'Asie centrale. Les pillages de la fin des années soixante-dix ont révélé la richesse exceptionnelle de cette culture. Le site de Shortugaï est la première manifestation connue d'une colonisation, par la civilisation de la vallée de l'Indus à sa période de plein épanouissement (v. 2500 -v. 2000), des régions situées au nord de la chaîne de l'Hindou-Kouch. En effet seuls des objets relevant de cette culture ont été trouvés sur ce site, à 20 km. d'Aï Khanoum et dans la même petite plaine, une région proche de riches gisements de « rubis » (en réalité, des spinelles) et surtout de lapis-lazuli et d'or, dans la région du Badakhchan. Vers le XVIIIe siècle les grandes cités de l'Indus disparaissent, le système des échanges s'interrompt. La culture de la Margiane-Bactriane se replie sur soi. À l'âge du fer les cultures de cette région gardent des traces de contacts avec la plaine de l'Indus (région de Mehrgarh) et du Ferghana. La conquête achéménide, au Ve siècle av. J.-C., a rétabli le circuit des échanges à longue distance depuis l'Iran jusqu'à l'Inde et l'Asie centrale.

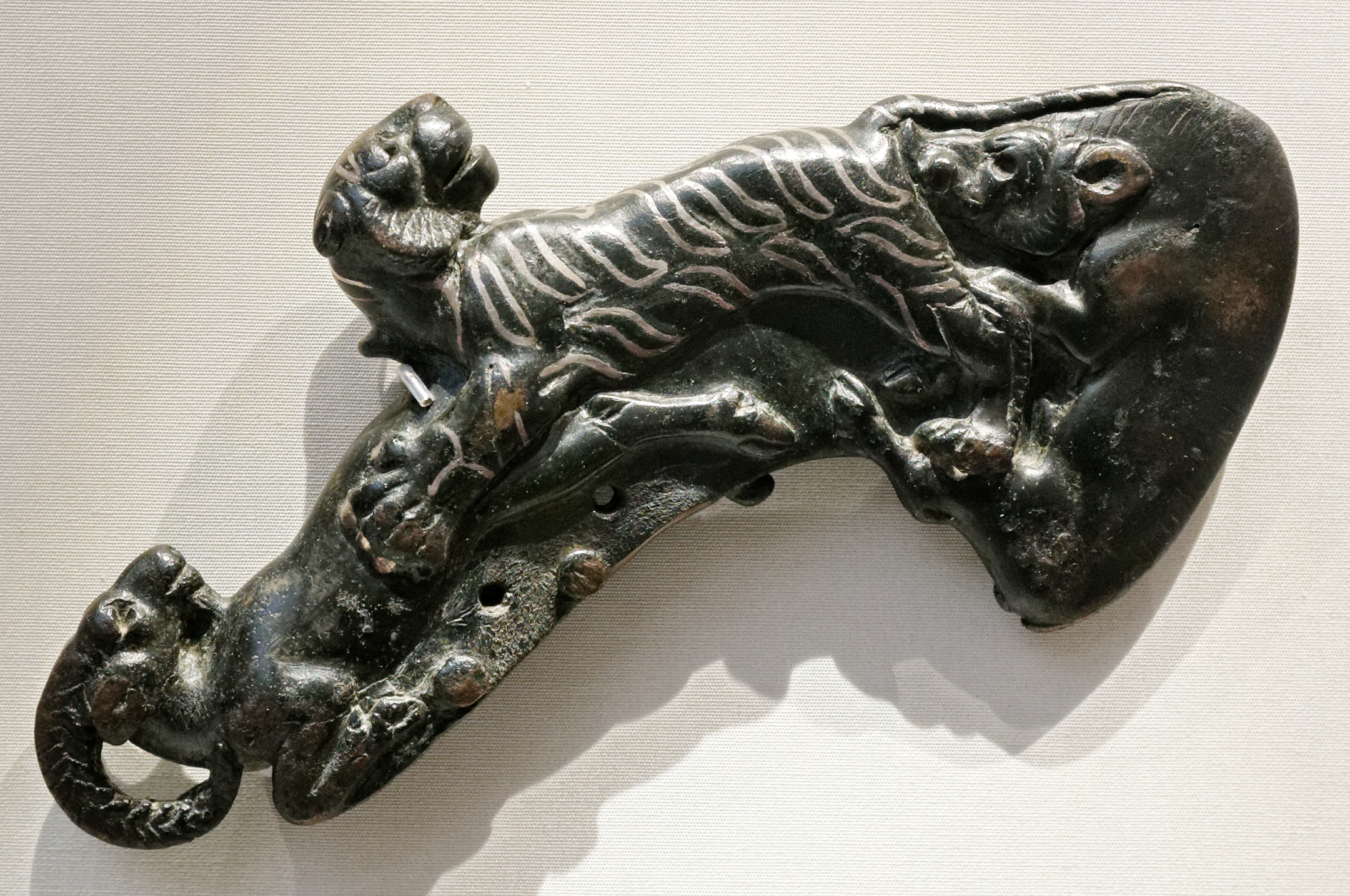
Hache cérémonielle : sanglier attaquant un tigre qui attaque un bouquetin. Nord de l'Afghanistan, Bactriane, 2500-2000. Bronze, argent. L: 18 cm. British Museum
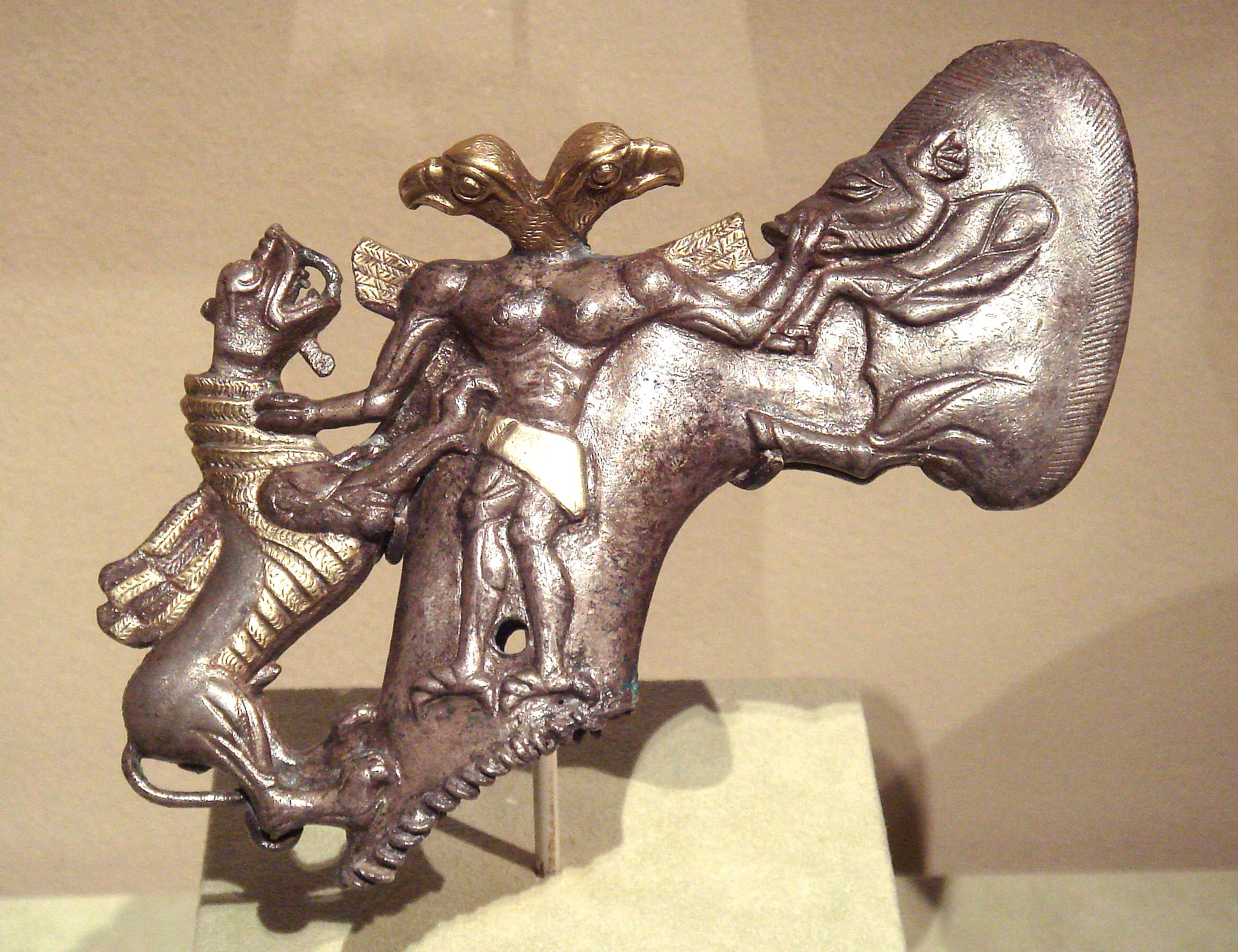
Hache cérémonielle. Nord de l'Afghanistan, Bactriane, 2500-2000. Argent à la cire perdue et dorures.
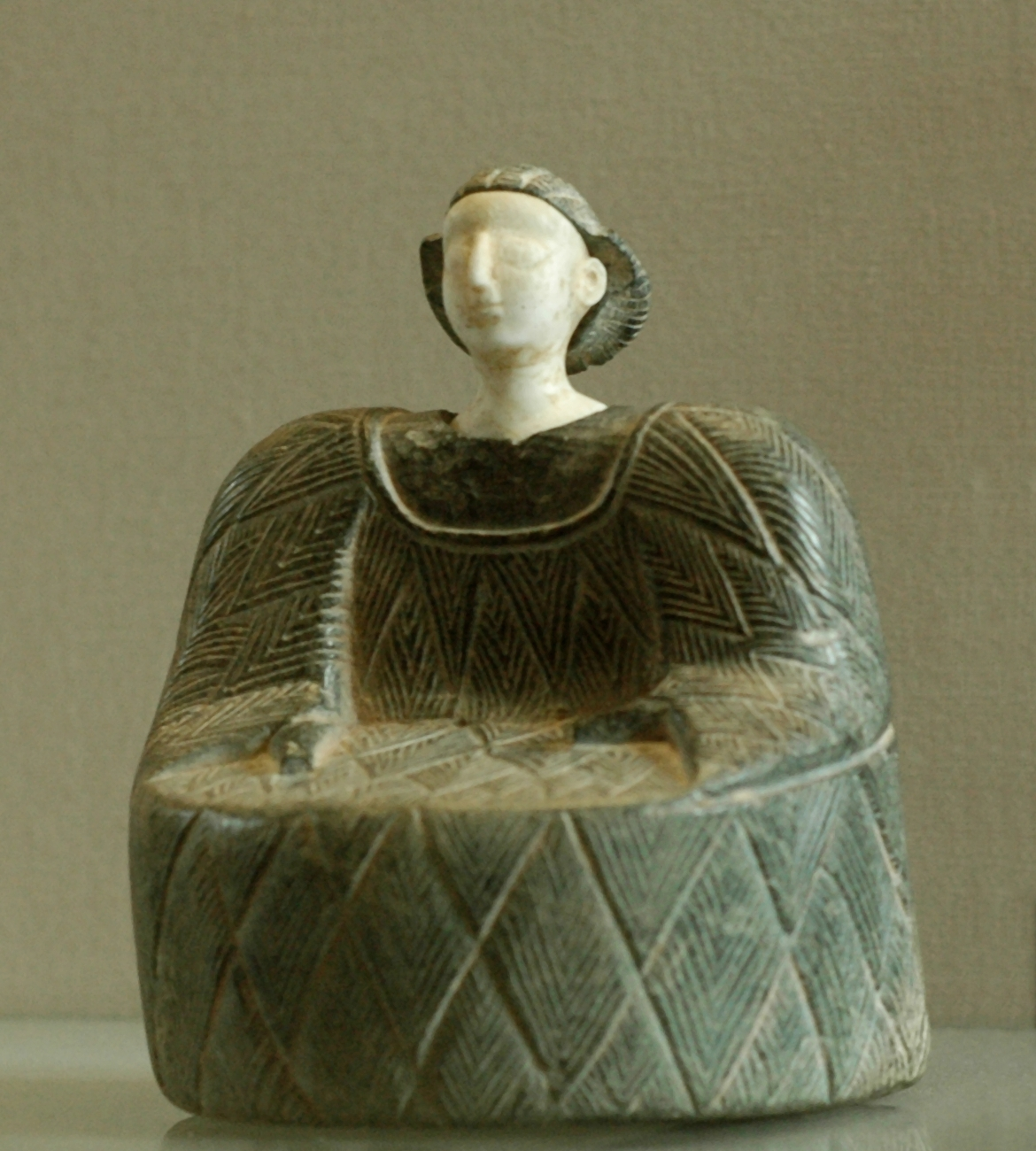
« Princesse de Bactriane », statuette composite, fin du IIIe-début du IIe millénaire av. J.-C.. Calcite et stéatite. Louvre
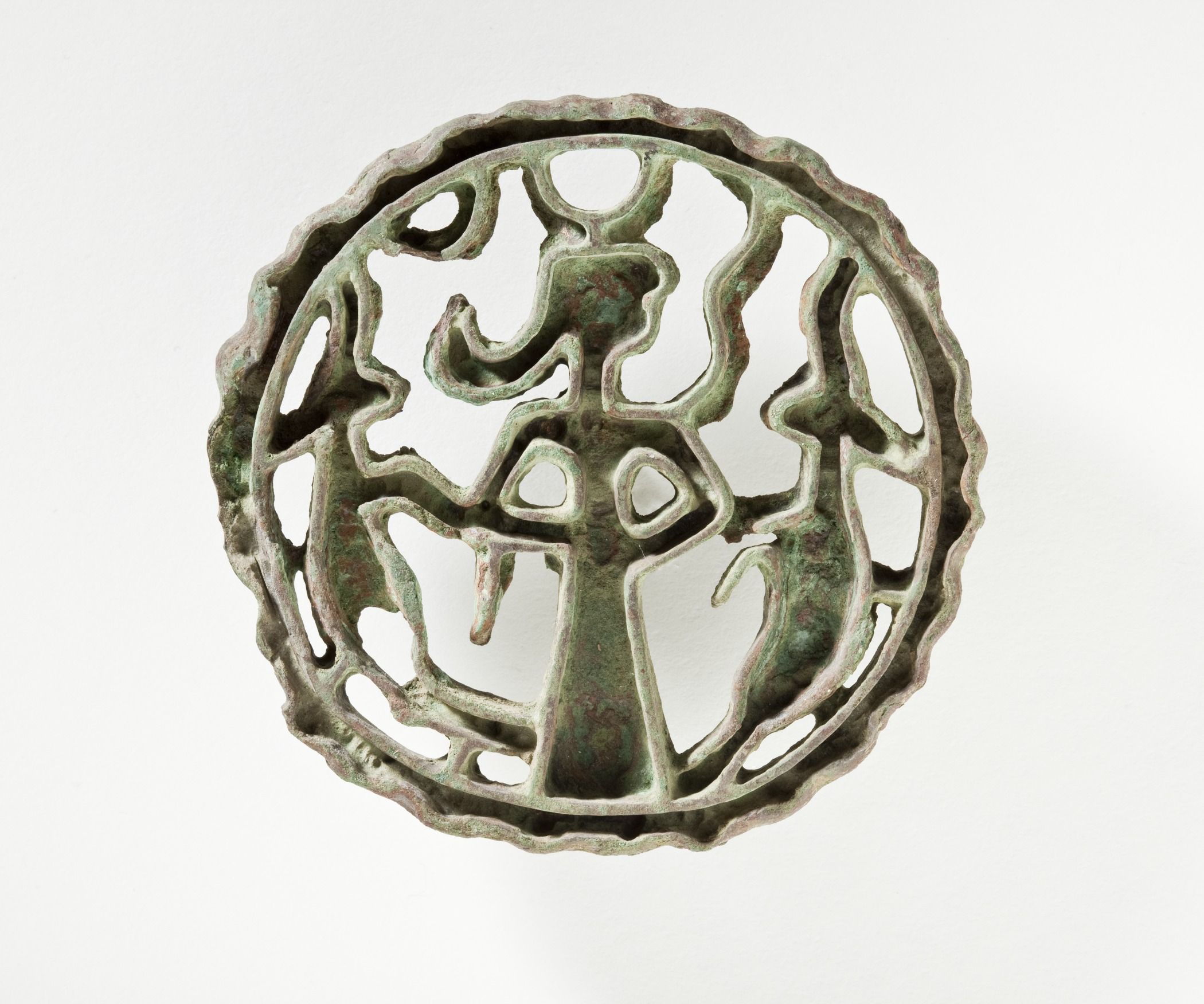
Sceau compartimenté: une femme entourée de deux animaux. 2000-1500. Bronze, d. 6,6 cm. LACMA
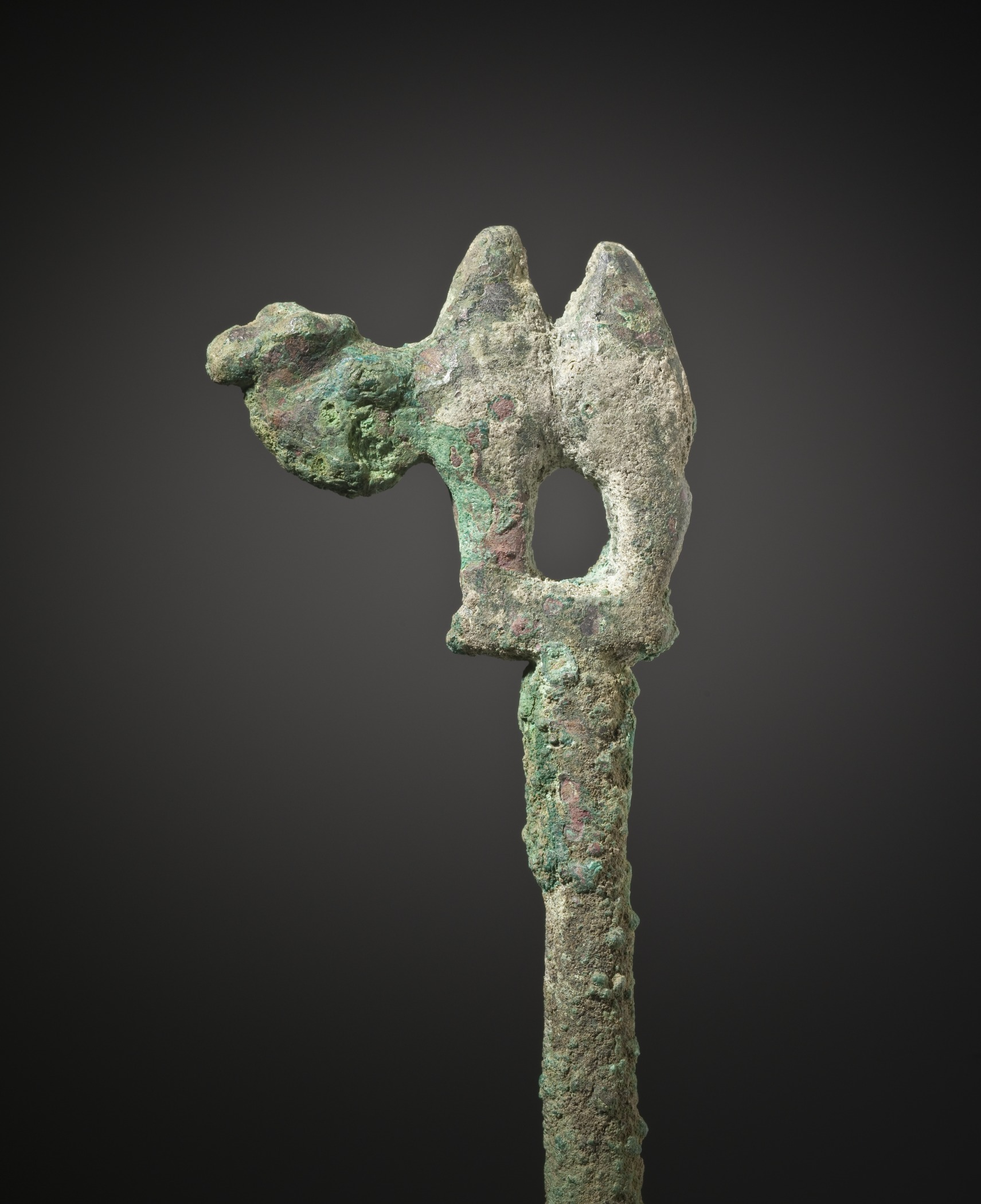
Épingle au chameau. Bactriane. 2000-1500. Bronze, H. tot. 20,5 cm. LACMA

C'est par l'Afghanistan que, selon la théorie de l'invasion aryenne (discutée), les populations indo-aryennes seraient passées pour s'installer dans la vallée de l'Indus vers le milieu du IIe millénaire.
Le nord-ouest de l'Afghanistan, la Bactriane, est occupée dès l'Âge du bronze. La région est célèbre dès l'Antiquité grâce à ses ressources minérales et à ses terres fertiles. Ceci explique pourquoi de nombreux conquérants d'alors et d'aujourd'hui, encore, veulent s'en emparer.

## Antiquité
- La partie nord-ouest des grands royaumes/pays indiens anciens
  - Royaume Ghandara (en) (vers 1200-500), tel que transformé en royaume gandhara des épopées (en)
  - Royaume des Kambojas (vers 700-200 AEC), transformé en royaume de Parama Kamboja (Mahabharata)
- Empire des Achéménides (550-330)
- Alexandre le Grand (356-323), en Asie centrale en 330-326
- Empire maurya (324-185)
- Diadoques, guerres des Diadoques (323-281), Empire séleucide (305-64)
- Guerre entre Séleucos Ier et Chandragupta Maurya (305-303)
- Édit bilingue de Kandahar, édits grecs d'Ashoka (vers -260), Kambojas (peuple iranien)
- Royaume gréco-bactrien (256-120 av. J.-C.)
- Empire parthe (de -247 à +224)
- Royaumes indo-grecs (de 200 à +10)
- Royaume indo-scythe (de -150 à + 400), art indo-scythe (en)
- Royaume indo-parthe (19-226)
- Empire kouchan (30-375)
- Royaumes Indo-Sassanides (230-365), kouchano-sassanide
  - Begrâm, Trésor de Begrâm
- Royaume kidarite (Huns rouges, 320-467), Kidara I
- Royaume Alkhon (Huns iraniens, 370/380-560/670), Mehama, Khiṇgila, Toramāṇa
- Shvetahûna (Huns blancs, 440-670)
- Dynastie des Shahiyas (Kaboulistan, 500-1010/1026), Turcs shahis
- Dynastie Zunbils (620-870, Sud)
- Au Ier millénaire, une partie de l'Afghanistan est peut-être intégrée au royaume des Mèdes.

### Le bouddhisme et la route de la soie
Pendant l'occupation d'Alexandre le Grand des territoires achéménides, la colonie grecque d'Aï Khanoum est fondée au Nord-est de l'Afghanistan. Elle deviendra un relais essentiel sur l'une des routes de la soie et une ville importante du royaume de Bactriane. En dépit du caractère éphémère de l'Empire d'Alexandre, certains royaumes grecs comme le royaume gréco-bactrien de Bactriane dans le nord-est et les royaumes indo-grecs (aux frontières indécises) lui succèdent durant, environ, deux cents ans.
Les gréco-bactriens et indo-grecs ont pour successeurs les Indo-Scythes (milieu IIe – Ier siècle av. J.-C.), puis le Royaume indo-parthe (au cours du ou juste avant le Ier siècle). Les datations sont difficiles à établir. Ainsi les dates correspondant à l'Empire kouchan (env. Ier – IIIe siècles) ne font pas l'objet d'un consensus.
Cet empire s'est étendu, pour partie, sur l'actuel Afghanistan, le Pakistan et le Nord de l'Inde.
Puis aux Ve et VIe siècles ce sont les  Shvetahûna, ou Huns blancs, qui prennent possession de la région : du Gandhara et du Nord de l'Inde.
Dans le même temps, la dynastie des Shahiyas de Kaboul, apparentée à des familles du Cachemire, occupe le pouvoir en Afghanistan, depuis la chute des Kouchans et jusqu'au IXe siècle.
L'établissement de la Route de la soie reliant l'Empire romain à la Chine, et à l'Inde, ou inversement : reliant la Chine à l'Inde, et allant jusqu'à l'Empire romain, en passant par l'Afghanistan, se met en place sous la dynastie Han (-206 à + 220) et, plus précisément, daterait de l'empereur Wudi (141-87 av. J.-C.).
Les caravanes étaient organisées, le plus souvent, par des Sogdiens (habitant une partie de l'Ouzbékistan qui englobait Samarcande et Boukhara : la Sogdiane).

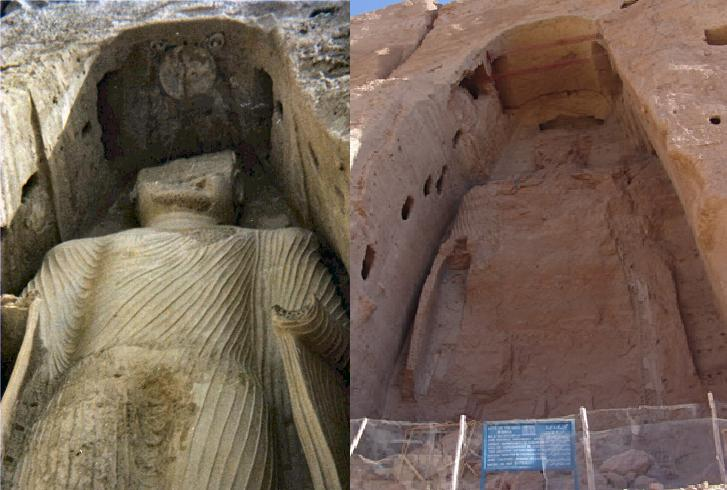
Statut de Bouddha à Bâmiyân.

La culture dominante produit ce gréco-bouddhisme, dont les monastères, leurs stupas et les décors sculptés témoignent de la persistance de la culture issue de l'époque hellénistique et ce jusqu'aux Ve et VIe siècles où l'art gréco-bouddhique est toujours florissant. Aux IIe et IIIIe siècles, le Kapissa (Kâpissâ), dans la région de Kaboul, porte des traces de l'hellénisme, tandis que le Kapissa, à Shotorak et Païtava, développe un art bouddhiste qui lui est propre. Les sites de la période qui suit, jusqu'au IXe siècle, ont donné des indices qui prouvent que les monastères étaient encore en activité, avec le soutien de donateurs laïcs.
Après l'effondrement de l'Empire kouchan l'Afghanistan semble profiter du commerce sur la Route de la soie : en témoignent la construction des Bouddhas de Bâmiyân ainsi que les monastères bouddhistes de Bamiyan et ceux de la vallée du Ghorband et le monastère de Fondukistan, aux Ve et VIe siècles.
Jusqu'à l'arrivée des Perses islamisés, le bouddhisme est présent partout en Afghanistan à côté du zoroastrisme, comme s'en font l'écho les voyageurs chinois, dont Xuanzang (pérégrination : 629-645), qui visite cette partie du monde. Son voyage l'a mené en Inde, depuis la Chine, et même jusqu'au Sri Lanka, sans qu'il puisse l'atteindre. Le bouddhisme est donc encore vivant dans cette partie de l'Asie. Certaines réalisations voient même le jour grâce aux dons des derniers commanditaires bouddhistes jusqu'au VIIIe siècle. Ce qui a laissé quelques ensembles monumentaux en Afghanistan. Également les ensembles de monastères du Fondukistan et Tapa Sardar, dont les formes prennent une plus grande liberté par rapport au naturalisme classique, et parfois bien plus proches de l'art indien. Ce qui pourrait laisser penser à des communautés en relation avec l'Inde, au cœur de l'Afghanistan qui, à cette époque, est dirigé (en partie) par les Shahiyas de Kaboul, qui avaient des liens avec certaines familles du Cachemire.

### L'Empire Achéménide (550 av. J.-C.-330 av. J.-C.)

#### Établissement

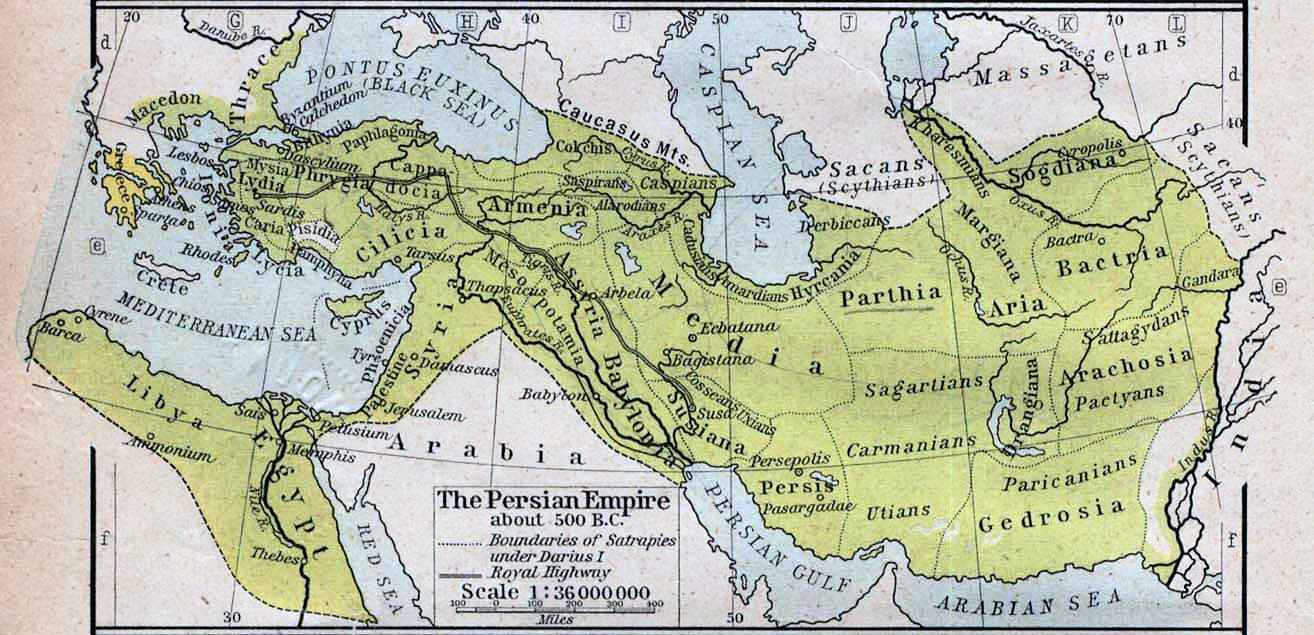
Empire achéménide

Cyrus se révolte contre l’empire mède en 553 av. J.-C. et en 550 av. J.-C., il réussit à vaincre les Mèdes, à capturer Astyage et à prendre la capitale mède d’Ecbatane. Une fois qu’il a pris le contrôle d’Ecbatane, Cyrus s’est présenté comme le successeur d’Astyage et prend le contrôle de l’ensemble de l’empire. Lorsque le pouvoir à Ecbatane passe des mains des Mèdes aux Perses, de nombreux tributaires de l’Empire mède croient que leur situation a changé et se révoltent contre Cyrus. Cela a forcé Cyrus à mener des guerres contre la Bactriane et les nomades Saka en Asie centrale. Au cours de ces guerres, Cyrus établit plusieurs villes de garnison en Asie centrale, dont Cyropolis. L'Empire est administré par de nombreuses satrapies. Les habitants d’Arachosie sont des peuples iraniens, appelés Arachosiens ou Arachoti. On suppose qu’ils étaient appelés Pactyans par leur appartenance ethnique, et ce nom peut avoir été en référence aux tribus ethniques Paṣtun (Pachtounes).
Sous la domination perse, de nombreux Grecs sont déportés en Bactriane, de sorte que leurs communautés et leur langue sont devenues courantes dans la région. Au début du règne de Darius Ier, en 522 av. J.-C., les peuples de Bactraine se révoltent bien qu'il fût en sa faveur auparavant. Suite à cela, d'autres révoltes éclatent dans l'empire mais Darius rétablie l'ordre en un an. En 516 av. J.-C., Darius se lance dans une campagne vers l'Inde et traverse l'Arie et la Bactriane, puis marche en Afghanistan jusqu’à Taxila, dans l’actuel Pakistan. Darius passe l’hiver de 516 à 515 av. J.-C. à Gandhara, se préparant à conquérir la vallée de l’Indus. Après sa campagne, Darius retourne en Perse en passant par l’Arachosie et la Drangiane.

#### Déclin

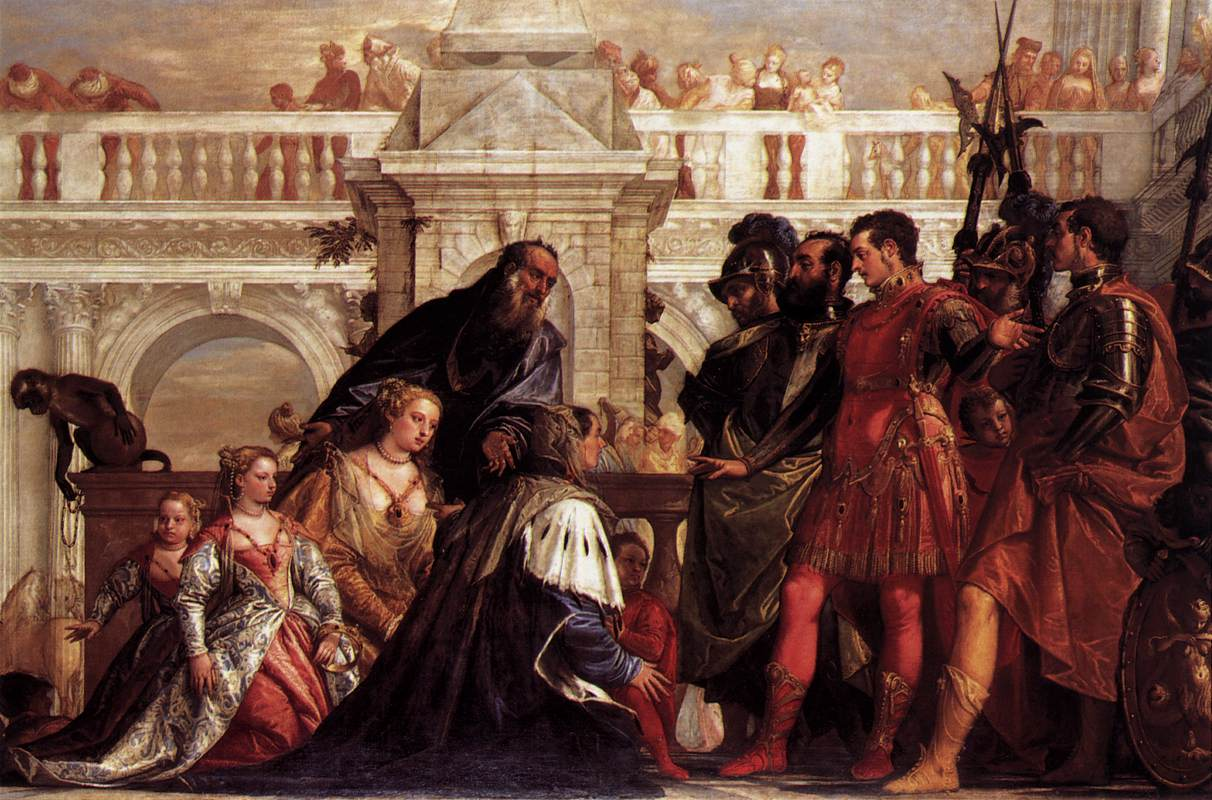
La Famille de Darius devant Alexandre, Paul Véronèse, 1570, National Gallery.

Au printemps 334 av. J.-C., le roi de Macédoine Alexandre le Grand envahit l’Asie Mineure à la tête d’une armée de soldats macédoniens et d’autres soldats grecs. Après sa défaite dans les plaines de Gaugamèles, Darius III se retire en Bactriane. Alexandre est arrivé dans l’Afghanistan actuel en 330 av. J.-C. puis se dirige vers la Bactriane, le dernier territoire invaincu des Achéménides. À l’automne, à Bactras, le satrape perse Bessos se déclare roi des rois de l’empire achéménide, prenant le nom royal d’Artaxerxès V. Après que Darius ait refusé de lui laisser le pouvoir provisoirement, Bessos et Nabarzanès lient finalement Darius et le jettent dans un chariot à bœufs où il meurt. Les Grecs renvoient son corps à Persépolis.

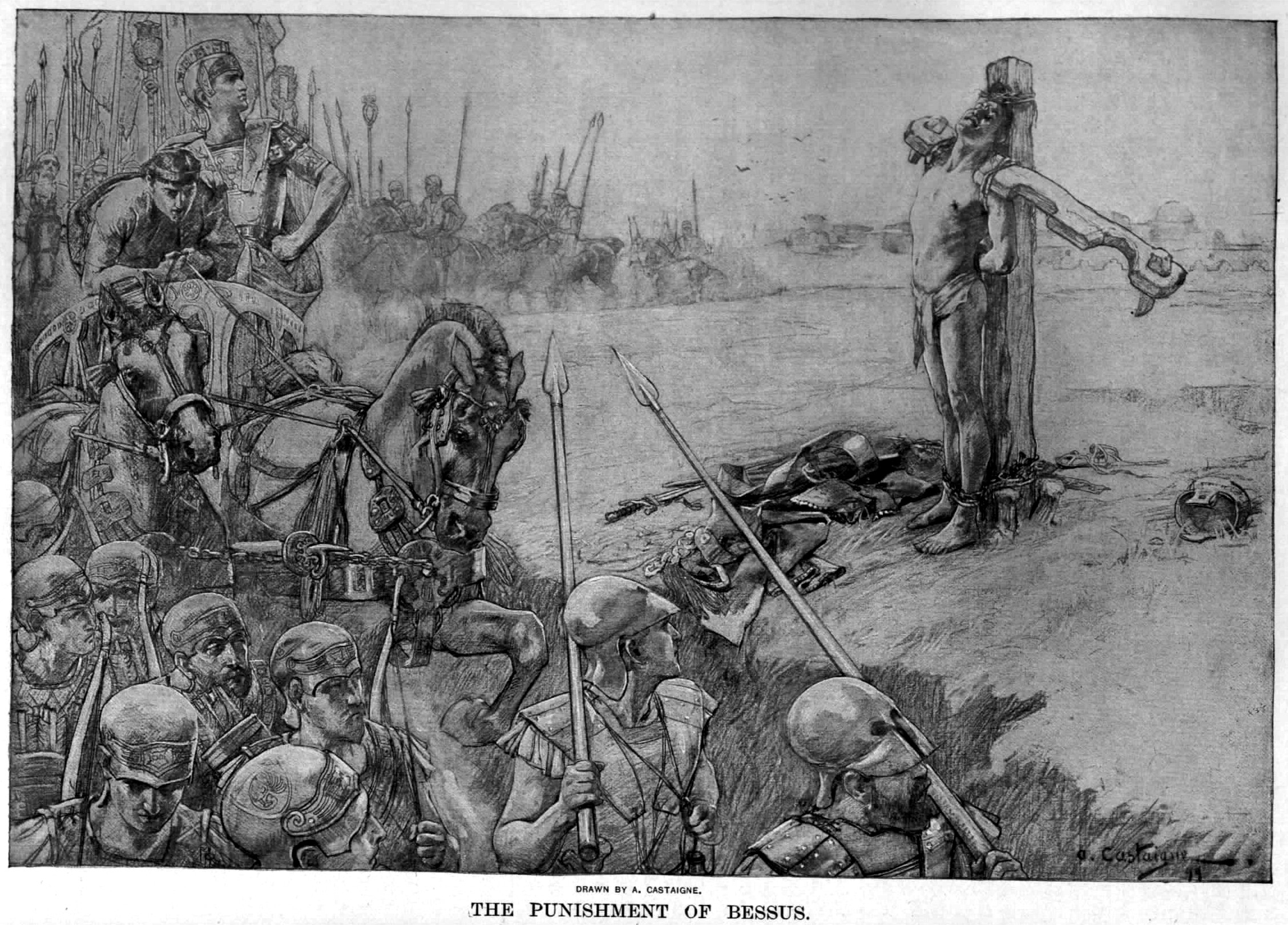
Le Châtiment de Bessos, André Castaigne, 1899.

Cependant, l’empire de Bessos commence rapidement à s’effondrer. Le commandant Nabarzanès, acceptant sa position désespérée, se rend à Alexandre et est gracié avec l’aide de Bagoas. Le satrape Satibarzanès est vaincu et tué par les forces macédoniennes en 329 av. J.-C., avant que Bessos ne puisse l’aider. À peu près à la même époque, le satrape Barsaentes (en) s’enfuit en Inde pour échapper aux forces macédoniennes. Bessos déclenche une révolte dans les satrapies orientales, et la même année, ses alliés commencent à être incertains quant à son soutien. Alexandre se rend avec son armée à Drapsaca, déborde Bessos et l’envoie fuir. Bessos est alors écarté du pouvoir par Spitaménès et Ptolémée est envoyé pour le capturer à Nautaca,,,,. Bessos a d’abord été fouetté en public, puis ses oreilles et son nez ont été coupés, une punition traditionnelle perse. Il est finalement envoyé à Ecbatane, où les Macédoniens le font exécuter.

### L'Empire Macédonien (330 av. J.-C.-323 av. J.-C.)
En 329 av. J.-C., Alexandre lance le siège de Cyropolis et combat les Sakas lors de la bataille de Jaxartes. La même année, Spitaménès se révolte en Sogdiane contre la Macédoine et assiège la garnison macédonienne à Markanda. Trop occupé à cette époque pour mener personnellement une armée contre Spitaménès, Alexandre envoie une armée sous le commandement de Pharnuque qui est rapidement anéantie avec une perte de pas moins de 2 000 fantassins et 300 cavaliers. En décembre 328 av. J.-C., le commandant macédonien Coénos le vainc à la bataille de Gabai et lorsque les Sogdiens et les tribus nomades apprennent que l’armée principale d’Alexandre approche, les Massagètes assassinent Spitaménès et envoient sa tête au vainqueur.
Après la conquête de la Bactriane en 328 av. J.-C., les troupes d’Alexandre continuent à conquérir l’Asie et avancent sur le territoire des actuels Tadjikistan, Pakistan et Inde. Après avoir tué le roi de Balkh, au printemps 327 av. J-C., Alexandre épouse Roxane en Bactriane. Il bat ensuite le chef sogdien Arimazes (en) à la forteresse du Rocher Sogdien. En Bactriane, Alexandre apporte sa religion et sa culture dans la région. Il fonde en Afghanistan les villes d'Alexandrie d'Arie, Alexandrie d'Arachosie et Alexandria du Caucase,. En 326 av. J.-C., l’armée d’Alexandre s’approche des frontières de l’empire Nanda. Épuisée par la guerre constante, l'armée grecque repart vers l'ouest. Des statues, des pièces de monnaie et des inscriptions témoignent du passage d'Alexandre le Grand vers 323 av. J.-C.. Après la mort d’Alexandre le 11 juin, le gouvernement de son empire est confié à son demi-frère Philippe Arrhidée et au fils d’Alexandre, Alexandre IV. Lors des accords de Babylone, les territoires de l'Empire sont partagées entre les différents satrapes. L'Afghanistan, sous les satrapies de Drangiane et d'Arie est donné à Stasanor. Cependant, lors des accords de Triparadisos, il obtient la Bactriane et la Sogdiane à la place. La Drangiane et l'Arie sont ainsi données à Stasandre et le pays des Paropamisades, satrapie centrée sur Kaboul, est à deux reprises, accordé à Oxyartès. Néanmoins, une lutte de pouvoir, la guerre des diadoques, commence entre les différents satrapes de l'empire.

### Les Empires Séleucide et Maurya (323 av. J.-C.-255 av. J.-C.)
Les satrapes orientaux se sont rapidement unis à la dynastie séleucide après que le puissant seigneur de guerre Séleucos Ier ait pris le contrôle des territoires en 323 av. J.-C.. Une confrontation entre les empires séleucide et maurya a lieu entre 305 et 303 av. J.-C.. Séleucos donne les territoires jusqu'à l'Indus à condition d'une alliance dynastique et de recevoir en échange cinq cents éléphants. La cession de territoire à l'empereur indien Chandragupta Maurya comprend les provinces des Paropanisadae, de l’Arie, de l’Arachosie et probablement de la Gédrosie, ou une grande partie de cette satrapie.
En 1958, le plus ancien édit du roi Ashoka Maurya datant des années 260 av. J.-C. a été découvert lors du fouille près de Kandahar,. Sa particularité est son écriture bilingue en grec pour la partie supérieure et en araméen pour la partie inférieure.

### Le royaume gréco-bactrien (255 av. J.-C.-130 av. J.-C.)
Diodote, le satrape de Bactriane, fait sécession à l'Empire Seleucide en 255 av. J.-C. ou 246 av. J.-C., début du règne de Séleucos II. Cependant, les dates de cet évènement ne sont pas claires car l'historien Justin affirme que rébellion a lieu en même temps que la conquête de la Parthie par les Parnis en 238 av. J.-C., l'historien Ammien Marcellin situe la rébellion parthe sous le règne d’un Séleucos et Appien dit que la rébellion parthe a eu lieu en 246 av. J.-C., pendant la troisième guerre de Syrie, à la suite de la conquête par Ptolémée III de la Syrie séleucide et de Babylone. Diodote divise les territoires sous son contrôle en un certain nombre de satrapies, chacune ayant son propre satrape. Deux de ces satrapies, Aspionus et Turiva sont établies à la frontière avec les Parthes. Le satrape de Sogdiane Euthydème renverse Diodote II en 224 av. J.-C. et fonde la dynastie des Euthydemides. Euthydème est attaqué en 208 av. J.-C. par le roi séleucide Antiochos III. Bien qu’il ait commandé 10 000 cavaliers, Euthydème perd d’abord la bataille de l'Arius (en) et doit battre en retraite vers Zariaspa. Il résiste ensuite avec succès à un siège de trois ans dans la ville fortifiée de Bactra (en), avant qu’Antiochos ne décide finalement de reconnaître le nouveau souverain et d’offrir l’une de ses filles au fils d’Euthydème, Démétrios, vers 206 av. J.-C. Dans le cadre du traité de paix, Antiochos reçoit des éléphants de guerre indiens d’Euthydème.
Vers 170 av. J.-C., Eucratide Ier renverse la dynastie des Euthydèmides et fonde la dynastie des Eucratides. Démétrios II, roi indo-grec euthydèmide, tente de détrôner Eucratide avec une armée de 60 000 hommes. Eucratide vainc Démétrios avec 300 hommes et met l'Inde sous sa domination en 4 mois. Sur le chemin du retour, il est tué par son fils Eucratide II et enterré sans sépulture. Le roi Mithridate Ier de Parthie occupe la partie à l'ouest de l'Arius, le Tabarestan et le Khorassan. En 144 av. J.-C., des tribus nomades attaquent et détruisent la ville de Aï-Khanoum. Le roi bactrien Hélioclès Ier déplace sa capitale à la vallée de Kaboul. En l’an 141 av. J.-C., les Gréco-Bactriens semblent avoir conclu une alliance avec le roi séleucide Démétrios II pour lutter à nouveau contre la Parthie. Démétrios gagne de nombreuses victoires mais il est fait prisonnier par les Parthes en 138 av. J.-C.. Les Parthes prennent un territoire entre l’Indus et la rivière de Jhelum en parallèle. Vers 130 av. J.-C., le peuple nomade Yuezhi envahit la Bactriane ce qui met fin à l'existence du royaume.

## Moyen Âge
Le Khorassan est l'une des principales provinces du grand Iran depuis l'époque des Sassanides. Il se rend indépendant du califat islamique auquel il était rattaché depuis l'invasion des Arabes. C'est sous la dynastie des Samanides originaires de Boukhara que le Khorassan et la culture persane renaissent.

### Les Saffarides (861-913)
En 861, Ya'qûb ben Layth as-Saffâr fonde la dynastie saffaride et s'installe à Zaranj,. En 864, Yaʿqûb mène une expédition à Lashkar Gah contre son ancien maître Salih, puis à Rukkaj et Zamindawar contre le souverain des Zubils, le tuant et s’assurant un immense butin. En 870, les Saffarides prennent Kaboul aux hindoues Shahi (en). En 871, Ya’qûb marche contre les Kharijites d’Hérat et les vainc. Il marche ensuite vers Karkheh et bat un autre chef nommé Abd al-Rahman. En 876, Al-Muwaffaq offre à Ya’qûb le poste de gouverneur du Khorassan, du Tabarestan, du Fars, de Gorgan et de Ray, et de le nommer chef de la sécurité à Bagdad. Ya’qûb, sentant que l’offre a été faite en raison de la faiblesse du calife, la rejette et répond qu’il avancera vers la capitale. Voyant qu’un accord avec les Saffarides est impossible, le calife abbasside Al-Mutamid déclare la guerre aux Saffarides. Le 7 mars 876, Al-Mutamid quitte Samarra, laissant son fils Al-Mufawwid (en) à la tête de la capitale. Le 15 mars, il arrive à Bagdad, avant d’arriver près de Kalwadha et d’établir son campement. La bataille de Dayr al-Aqul a eu lieu le 8 avril. Les Saffarides fuient la bataille. Ya’qûb s’est ensuite retiré d’Irak et est mort le 5 juin 879. En 900, les Saffarides sont écrasés à la bataille de Balkh (en) par les Samanides de Ismaïl Ier. Son frère Amr Ier prend sa place. Il est assassiné en avril 902. Son successeur Tahir ibn Muhammad ibn Amr est à l'origine d'une guerre civile en 908 gagnée par Al-Layth. Ce dernier est emprisonné par les Abbassides en 910. En 912, les Samanides expulsent les Saffarides du Sistan et occupent les territoires de leur empire.

### Les Samanides (913-962)
Nasr II prend la tête de l'empire samanide le 23 janvier 914. Presque immédiatement, une série de révoltes éclatent au sein de l’État, la plus grave étant celle menée par son grand-oncle, Ishaq ibn Ahmad, à Samarcande. Les fils d’Ishaq prennent part à la rébellion ; l’un de ses fils, Abou Salih Mansur (en), prend le contrôle de Nishapur et de plusieurs autres villes du Khorassan. Finalement, Ishaq est vaincu et se rend au général Hamuya ibn Ali, tandis qu’Abou Salih Mansur meurt à Nishapur. En 921, les Zaydides sous le commandement du général Dailamite Lili ibn al-Nu'man (en) envahissent le Khorassan, mais sont repoussés par le général simjuride Simjur al-Dawati (en). Plus tard, en 930, un chef militaire daylamite, Makan ibn Kaki, s’empare du Tabaristan et du Gorgan, et prend même possession de Nishapur dans l’ouest du Khorassan. Il est cependant contraint de se retirer au Tabaristan un an plus tard, en raison de la menace que représentent les Samanides. Le 25 décembre 940, les Samanides écrasent les Ziyarides à la bataille d'Iskhabad (en). Nasr meurt en 943 et son fils Nouh Ier monte sur le trône.

### L'Empire des Ghaznévides (962-1161)

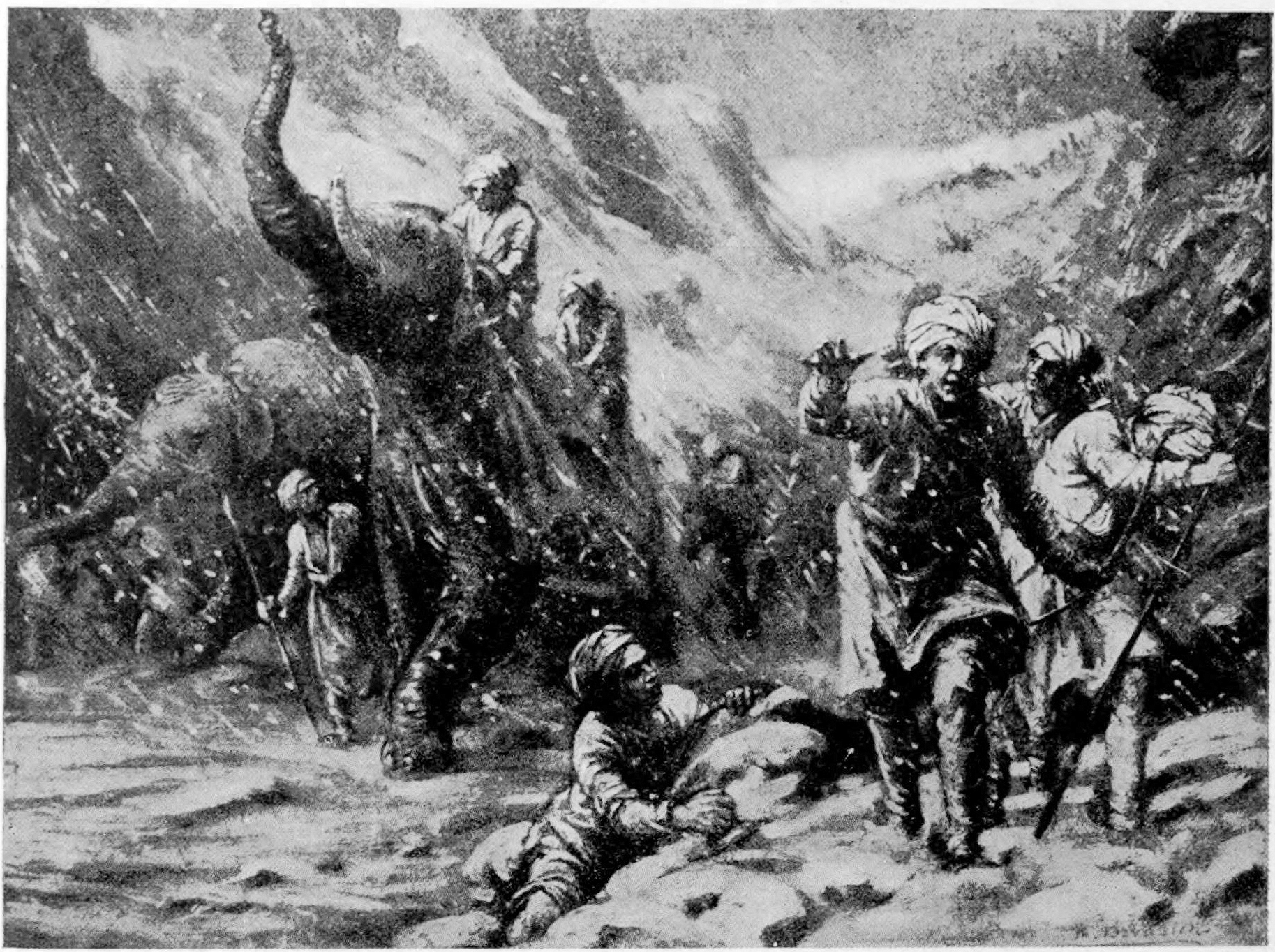
Jayapala face à une tempête de neige à Laghman en 988.

À l’époque, Alptegîn est à la tête de la garde royale de la dynastie samanide, mais en 962, après avoir été chassé de Balkh par l'armée samanide, il quitte son poste et cherche à établir un gouvernement indépendant à Ghazni. Il vainc l’armée samanide au Tokharistan (en) avec l'aide de son esclave Subuktigîn. Finalement, Alptegîn conquiert Ghazni de son dirigeant local, Abu Bakr Lawik (en), et il est reconnu comme gouverneur par l’administration samanide. Il meurt peu de temps après en septembre 963, et son fils, Abu Ishaq Ibrahim (en), lui succède. En 977, les citoyens de Ghazni, fatigués de l’impopulaire gouverneur Böritigin (en), invitent Abu Ali Lawik (en), le fils d’Abou Bakr, à gouverner leur ville. La dynastie Shahi de Kaboul soutient Lawik et envoie une grande force sous sa direction vers Ghazni. Subuktigîn unifie les garnisons turques de Gardêz, Ghazni et Bâmiyân et bat les forces d’invasion à Charkh, tuant Lawik dans les combats. Par la suite, avec le soutien de l’armée, Subuktigîn remplace Böritigin en tant que gouverneur. En 978, Subuktigîn envahit l'Arachosie et Lashkar Gah dans le sud de son royaume. Il poursuit son expansion à Qousdar dans le nord-est du Baloutchistan et dans un certain nombre de forts frontaliers appartenant à la dynastie Shahi. Avec le djihad comme casus belli, il attaque les terres indiennes voisines et détruit les temples hindous, les remplaçant par des mosquées. Sa menace incite le maharaja shahi Jayapala (en) à former une alliance avec l’émirat de Multan et à marcher sur Ghazni avec une grande armée en 986. Une première bataille de Laghman (en) a lieu en 988 qui, après des jours, n'a pas encore de vainqueur définitif. Une tempête de neige soudaine dévaste l’armée de Jayapala. Jayapala concède un traité humiliant avec des conditions telles que le paiement de 1 million de dirhams et l’octroi de ses proches comme otages à Subuktigîn. Cependant, il ne respecte pas le traité une fois de retour à son royaume. De ce fait, l'émir ghaznévide part avec une armée composée d’Afghans et de Khalajs en 988. Jayapala, qui jouit d’un certain prestige parmi les dirigeants indiens, rassemble une armée de plus de 100 000 cavaliers et de fantassins,,,, avec l’aide des chefs hindous de la Dynastie Tomara (en), de la dynastie Pratihâra, des Chahamanas (en) et des Chandelas,. Les armées se croisent à nouveau à Laghman (en) mais Subuktigîn bat les Shahis à plate couture. À la suite de ce triomphe, Subuktigîn nomme un gouverneur à Peshawar avec une force de 10 000 soldats. Il incorpore ensuite le territoire entre Laghman et Peshawar dans son empire,.
Tout au long de son règne, Subuktigîn reconnait la souveraineté des Samanides, il marque les noms des émirs samanides avant son propre nom dans ses pièces de monnaie, et utilise le titre d’« al-Hajib al-Ajall » pour indiquer son statut subordonné. L’émir samanide, Nouh II, va progressivement s’appuyer de plus en plus sur l’armée ghaznévides pour se défendre contre le khanat qarakhanide dans le nord, qui constitue une menace constante pour ses frontières. En 994, Nouh demande l’aide de Subuktigîn pour mater le rebelle Abou Ali Simjuri et son partisan qarakhanide, Fa’iq Khassa. Subuktigîn et son fils Mahmoud à sa suite, rencontrent l’armée de Simjuri à Hérat. Au cours des négociations initiales, Subuktigîn accepte la paix à condition qu’Abou Ali prête obéissance à Nouh II et paie une somme de 15 millions de dirhams en compensation. Les guerriers d’Abou Ali trouvent ces termes trop humiliants et attaquent donc l’armée ghaznévide par eux-mêmes. La bataille est une victoire pour Abou Ali jusqu’à ce que l’un de ses alliés, le prince ziyaride Dara de Gorgan déserte son armée et s'allie aux Ghaznévides. Abou Ali et Fa’iq s’enfuient vers Gorgan pour chercher de l’aide auprès de leur allié, Fakhr ad-Dawla Ali. En 995, Fa’iq et Abou Ali envahissent Nishapur, et lorsque Subuktigîn arrive, au lieu de le combattre, ils demandent pardon. L'émir refuse et lance une attaque. L'armée rebelle est écrasée face aux éléphants de guerre ennemis. Abou Ali est emprisonné en 996 et est exécuté en 997. L'émir Subuktigîn meurt en août et son fils Ismaïl prend sa succession tandis que Mahmoud, son fils aîné qui est impliqué dans la guerre civile des Samanides, se trouve à Nishapur. Mahmoud, n'acceptant pas la décision, affronte son frère à la bataille de Ghazni (en) en mars 998. Mahmoud remporte la bataille et prend le titre d'émir. Mahmoud se rend à Balkh et rend hommage à Mansour II. En 1017, le souverain qarakhanide Ilig Khan parvient à un accord avec Mahmoud, dans lequel ils acceptent de partager l’ancien territoire samanide le long de l’Oxus. En 1020, le prince Masûd mène une expédition à Ghor, qui est encore une enclave païenne. Les quatre dernières années de la vie de Mahmoud sont consacrées à l’afflux d’Oghouzes et de Turcs seldjoukides d’Asie centrale et de la dynastie des Bouyides. Dans un premier temps, après avoir été repoussés par Mahmoud, les Seldjoukides se retirent à Khwarezm, mais Toghrul Ier Beg et Chaghri Beg (en) les conduisent à capturer Merv et Nishapur vers 1029. Le 30 avril 1030, le sultan Mahmud meurt à Ghazni à l’âge de 58 ans,.

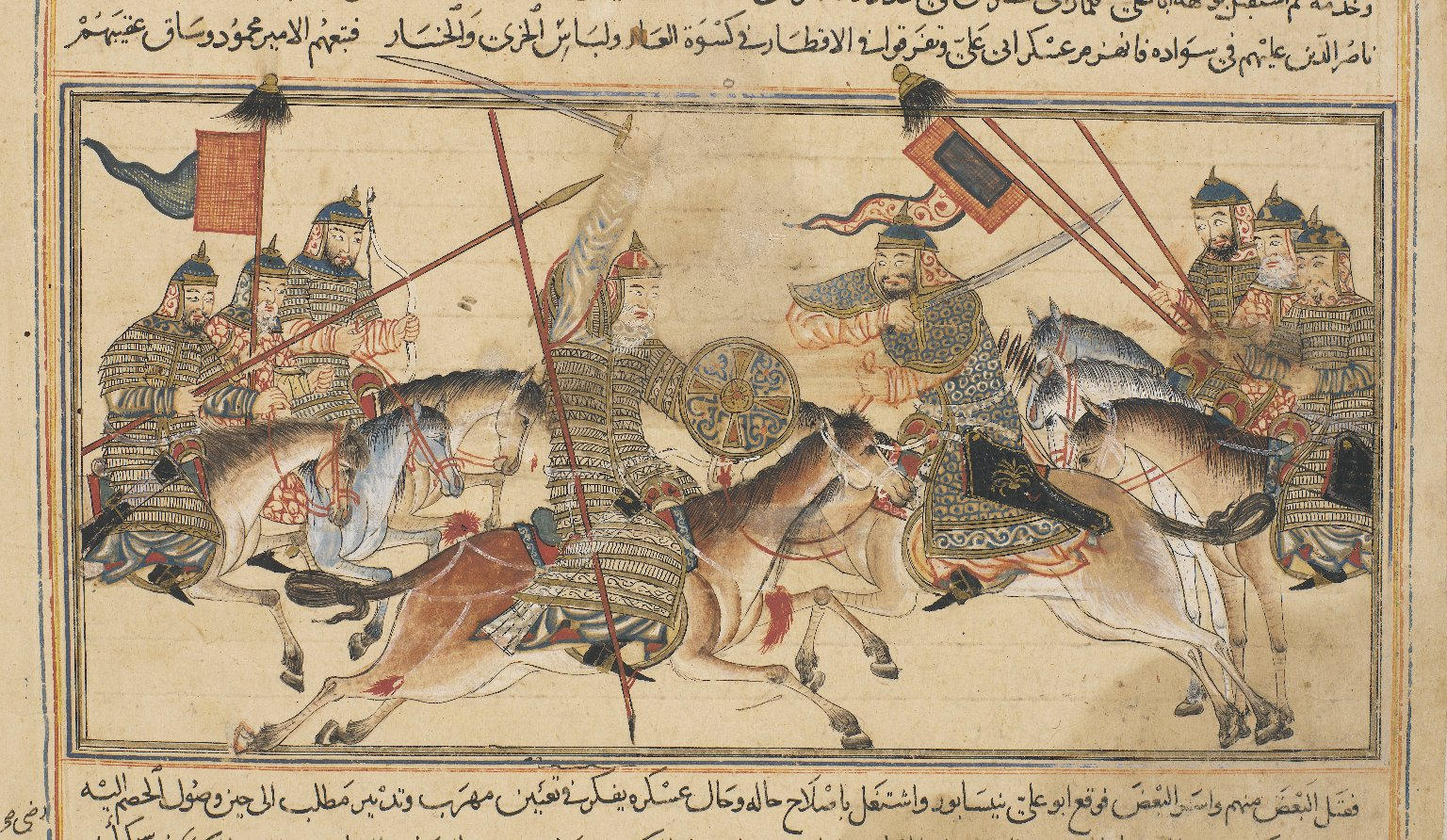
Combat entre Mahmoud de Ghazni et Abou 'Ali Simjuri.
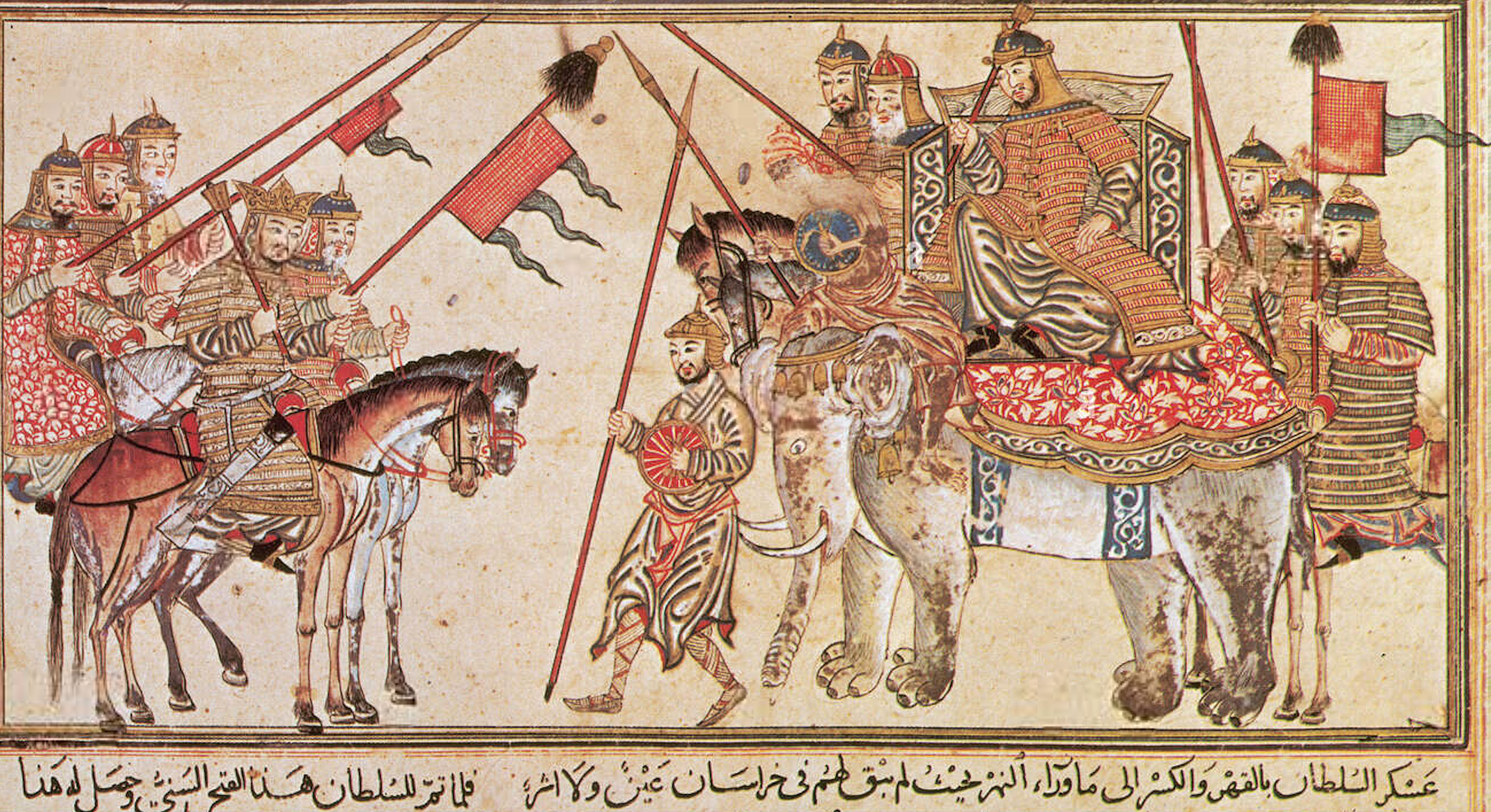
Le qarakhanide Ilig Khan à cheval se soumettant à Mahmoud de Ghazni monté sur un éléphant.
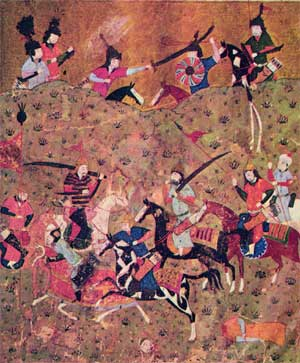
La bataille de Dandanakan en 1040.

Mohammed de Ghazni devient sultan de l'empire. Son frère jumeau, Masûd, s'empare de la capitale et détrône Mohammed. En 1033, Masûd s’empare de la forteresse de Sarsut. En 1034, Harun (en), gouverneur de Khwarazm, déclare son indépendance des Ghaznévides et s’allie avec le souverain qarakhanide Alitigin (en). Masûd, cependant, réussit à faire assassiner Harun et Alitigin meurt peu de temps après. Harun est remplacé par son frère Ismail Khandan (en), qui maintient l’alliance avec les Qarakhanides. Pendant ce temps, les Seldjoukides, sous la direction de Toghrul, demandent l’asile à Masûd. Ce dernier, cependant, les considère comme dangereux et envoie une armée sous le commandement de Begtoghdi (en), le nouveau commandant en chef du Khorassan. L’armée est rapidement écrasée par les Seldjoukides, qui forcent Masûd à céder Nasa, Farava et le Dehistan en échange de la reconnaissance seldjoukide de l’autorité ghaznévide. Le sultan a fait marcher une armée vers Türkmenabat pour collecter le tribut, mettant la ville à sac pendant quatre jours et la brûlant plus tard. Il vainc le souverain de Tomara lors du siège de Hansi en 1037. Il envahit peu de temps après Kerman, qui est alors sous le règne du souverain bouyide Abu Kalijar. Masûd réussit rapidement à conquérir la région, mais les habitants de Kerman, qui préfèrent la domination bouyide, se rallient à Kalijar et, sous son vizir Bahram ibn Mafinna (en), reconquiert Kerman. Pendant ce temps, un autre souverain qarakhanide nommé Böritigin (en) envahit les territoires ghaznévides et pille Khuttal et Vakhsh. Masûd, après être retourné au Khorassan, tente de reconquérir Chaghaniyan mais est vaincu par Böritigin. Cependant, il expulse les Seldjoukides d’Hérat et de Nishapur. Il marche bientôt vers Merv pour éliminer complètement la menace seldjoukide du Khorasan. Son armée comprend 50 000 hommes et une centaine d'éléphants de guerre. Il est accompagné de son vizir Ahmad Shirazi, d'Abou Sahl Zawzani, de ses généraux Ali Daya, Begtoghdi et Subashi, et du vizir Abd al-Razzaq Maymandi (en). Le 23 mai 1040, environ 16 000 soldats seldjoukides s’engagent contre une armée ghaznévide affamée et démoralisée par la tactique adverse à la bataille de Dandanakan. L'armée ghaznévide subit une lourde défaite détruisant une grande partie de leurs forces. Masûd, qui blâme Ali Daya et d’autres généraux pour cette défaite désastreuse les fait emprisonner à Lahore. Cependant, l’armée de Masûd, qui le tient en haute estime, se révolte contre lui et fait réintégrer son frère Mohammed sur le trône. Masûd, après un règne de 10 ans, est tué le 17 janvier 1041.
En apprenant le meurtre de son père, Mawdûd part avec son armée à Ghazni pour se venger. Mohammed s’enfuit avec son armée face à l’invasion de Mawdûd, perdant Ghazni dans le processus. Mawdûd passe l’hiver à Ghazni, puis rencontre l’armée de Mohammed le 19 mars 1041 dans la province de Nangarhar. Mawdûd mène personnellement l’attaque, battant l’armée du nouveau sultan. En 1042, Mawdûd récupère les territoires des Seldjoukides et occupe brièvement Balkh et Hérat. Cela augmente considérablement sa renommée et Böritigin le reconnait comme son suzerain. Au même moment, une rébellion au Sistan est réprimée par l’esclave militaire de Mawdûd, Toghrul (en). En 1044, Mawdûd envoie son armée le Toukharistan mais est repoussé par le prince seldjoukide Alp Arslan. De plus, Mawdûd envoie également des soldats au Sistan afin d’exercer son autorité sur le souverain de la région, le nasride Abu’l-Fadl Nasr. Cependant, ces actions sont infructueuses, et le Sistan devient rapidement un État vassal seldjoukide, et donc les frontières ghaznévides sont limitées à Bost. En 1048, Mawdûd, avec l’aide de Böritigin et d’une armée envoyée par l’ancien souverain kakouyide Garshasp Ier (en), attaque à nouveau le Khorassan. Böritigin et son commandant Qashgha font campagne à Khwarezm et Termez, mais Mawdud meurt et l’invasion échoue. Après cela, Böritigin semble avoir cessé de reconnaître les Ghaznévides comme son suzerain. Son fils, Masûd II (en), succède à son père et règne pendant une courte période de moins d'un an. Son oncle Ali le remplace. La succession enchaîne avec le coup d'état d'Abd ar-Rachid en 1049. Le général Toghrul mène une armée contre Alp Arslan et remporte une victoire à Hupyan dans l’Hindou Kush pendant l’hiver 1051. Il assiège la forteresse de Taq et la tient assiégée pendant un mois, battant une armée de secours seldjoukide, commandée par Payghu. En 1052, il prend le pouvoir à Abd ar-Rachid et usurpe le trône qui appartenait à la maison ghaznévide. Après avoir massacré plusieurs princes ghaznévides, Toghrul épouse la fille de Masûd pour légitimer son règne et commence à frapper des pièces à son image. Un général kirghiz bat le tyrannique Toghrul et Farrukh-Zad (en), héritier légitime, est placé sur le trône par les Kirghizs. Vers 1058, Farrukh demande à son armée d’envahir le Toukharistan dans l’espoir d’éliminer les Seldjoukides. Son armée est d’abord couronnée de succès, capturant l’Atabeg seldjoukide Qutb ad-Din Kul-Sarigh. Cependant, Alp Arslan contre-attaque et bat l’armée ghaznévide, capturant plusieurs de ses commandants. Un traité de paix ultérieur, rédigé par Abolfazl Beyhaghi, permet un échange de prisonniers et un pacte de non-agression mutuelle. Le 4 avril 1059, le sultan meurt de maladie et l'Empire passe sous la direction de Ibrahim de Ghazni (en). En 1060, à la demande des nobles de Ghor, Ibrahim envahit la province et dépose son souverain Abbas ibn Shith (en). Il fait ensuite placer sur le trône ghoride le fils de ce dernier, Mohammed ibn Abbas (en). Après 14 ans de paix avec les Seldjoukides, Ibrahim, en janvier 1073, envoie une armée à Sakalkand. Son armée rencontre un premier succès, capturant l’oncle du sultan seldjoukide Malik Chah, Usman Chaghri Beg. Cependant, une armée dirigée par les émirs seldjoukides Gumushtegin Bilge Beg et Anushtigin Gharchai chasse l’armée ghaznévide qui avait dévasté Sakalkand. Ibrahim meurt le 25 août 1099, mettant fin à un règne de 40 ans.
En 1112, Masûd III (en), nouveau sultan, construit un palais et un minaret à Ghazni. En mars 1115, Shir-Zad (en) le remplace mais il est détrôné par Arslan-Shah (en) en février 1116. Arslan doit faire face à la rébellion de son autre frère, Bahram, qui reçoit le soutien du sultan seldjoukide Ahmad Sanjar,. Sanjar attaque Arslan à la bataille de Ghazni (en) et ce dernier réussit à s’échapper tandis que Bahram-Shah (en) lui succède sur le trône le 25 février 1117 en tant que vassal des Seldjoukides. En 1135, Bahram cesse de payer un tribut au sultan seldjoukide Sanjar. En réponse, Sanjar mène une armée à Ghazni, et Bahram, voyant la taille de l’armée de Sanjar, s’enfuit à Lahore. Après avoir envoyé des demandes diplomatiques, Bahram est confiant en son trône, en sa position de fidèle tributaire de l’Empire seldjoukide, et retourne à Ghazni. En 1148, Sayf al-Din Suri (en) est de retour avec une armée, victorieux à la bataille de Ghazni, tandis que Bahram se sauve à Kurram. Après avoir rassemblé une armée, Bahram retourne à Ghazni. Sayf al-Din Suri part, mais l’armée ghaznévide le rattrape, et une bataille s’ensuit à Sang-i-Surah. Sayf al-Din Suri et Majd al-Din Musawi sont capturés puis crucifiés. En réponse, Ala ad-Din Husayn, frère cadet de Sayf al-Din Suri et chef ghoride, lance une campagne contre Bahram en 1150. Les Ghaznévide et les Ghorides croisent le fer à Tiginabad, et grâce aux efforts héroïques de Harmil Sam-i Hussein et Harmil Sam-i Banji, l’armée ghaznévide est vaincue. Bahram rassemble une partie de son armée aux sources chaudes de Jush-i Ab-i Garm, mais est à nouveau vaincu et s’enfuit à Ghazni. Bahram rassemble les parties restantes de son armée, ajoutant la garnison de la ville, mais à nouveau son armée fut vaincue et la ville fut incendiée par les Ghurides. Après cette défaite, Bahram Shah s’enfuit en territoire ghaznévide en Inde. Ghazni est ensuite soumise à sept jours de pillages, au cours desquels 60 000 habitants de la ville sont tués. Toutes les tombes des dirigeants ghaznévides, à l’exception de Mahmoud, Masûd et Ibrahim, sont ouvertes et leurs restes brûlés. Ghazni est repris grâce à l'intervention des Seljoukides. Après ses campagnes en Inde, il meurt en 1152. Khusrau Shah (en) reconstruit l’armée et se dirige vers l’ouest pour capturer les terres occidentales des Ghorides, mais face à l’armée d’Ala al-Din, il est battu à Hérat. Il est d’accepter un pacte qui donne aux Ghorides certaines terres. En 1161, Khosrô Malek perd sa capitale Ghazni face à un groupe de Turcs oghouzes le forçant à se retirer à Lahore, qui devient sa nouvelle capitale,.

### Les Ghorides et les Khwarezmiens (1161-1222)
En 1163, Ghiyath al-Din Muhammad (en) prend la tête de l'Empire ghoride. En 1173 commence un règne conjoint entre Muhammad Ghûrî et son frère originellement chef des Ghorides. La même année, Muhammad, après de multiples tentatives, reconquiert la ville de Ghazni des Turcs oghouzes, qui l'avaient prise aux Ghaznévides. En 1175, les Ghorides ont pris le contrôle d’Hérat des Seldjoukides, et la ville est devenue l’une de leurs principales bases de pouvoir et centres de développement culturel, avec Fîrouz-Kôh et Ghazni. Ils prennent également le contrôle des régions de Nimrz et de Sistan, et étendent leur suzeraineté jusqu’aux Seldjoukides de Kerman. En 1186, Muhammad et Husain Kharmil (en) assiègent Lahore et la défaite des Ghaznévides marquent la fin de leur empire. Après la mort du khan khwarezmien Ala ad-Din Muhammad en 1200, son fils Alā' al-Din Muhammad lui succéda. Sur ce, Ghiyath demande à Muhammad de faire des préparatifs depuis l’Inde pour attaquer les Khwarezmiens. Muhammad est arrivé d’Inde avec une grande armée, y compris des éléphants. Désormais préparés, Ghiyath et Muhammad entrent dans le Khorassan avec leur armée, capturant Nishapur, Merv, Sarakhs, Tous. Les frontières de l'empire vont jusqu’à Gorgan et Bistam. En 1204, les Kara-Khitans, alliés à Ala ad-Din de Khwarezm et au qarakhanide Uthman ibn Ibrahim (en) avec 40 000 soldats,, écrasent les Ghorides à la bataille d'Andkhund (en) près de l'Oxus. L’expédition désastreuse conduit à l’insurrection généralisée dans l'empire ghoride avec plusieurs soulèvements contre l’autorité de Muhammad. Muhammad ordonne également à ses soldats indiens de se joindre à lui dans l’expédition contre les Kara-Khitans. Cependant, peu de temps après, une autre agitation politique éclate qui renvoie Muhammad vers le Pendjab où il a finalement été assassiné. Après la mort de Muhammad, une lutte confuse s’ensuit entre les dirigeants ghorides restants et les Khwarezmiens. Les Khwarezmiens sous Ala al-Din s’emparent d’Hérat et de Ghor en 1206, et enfin de Ghazni en 1215, achevant ainsi la prise de contrôle de la partie occidentale de l’empire ghoride,.

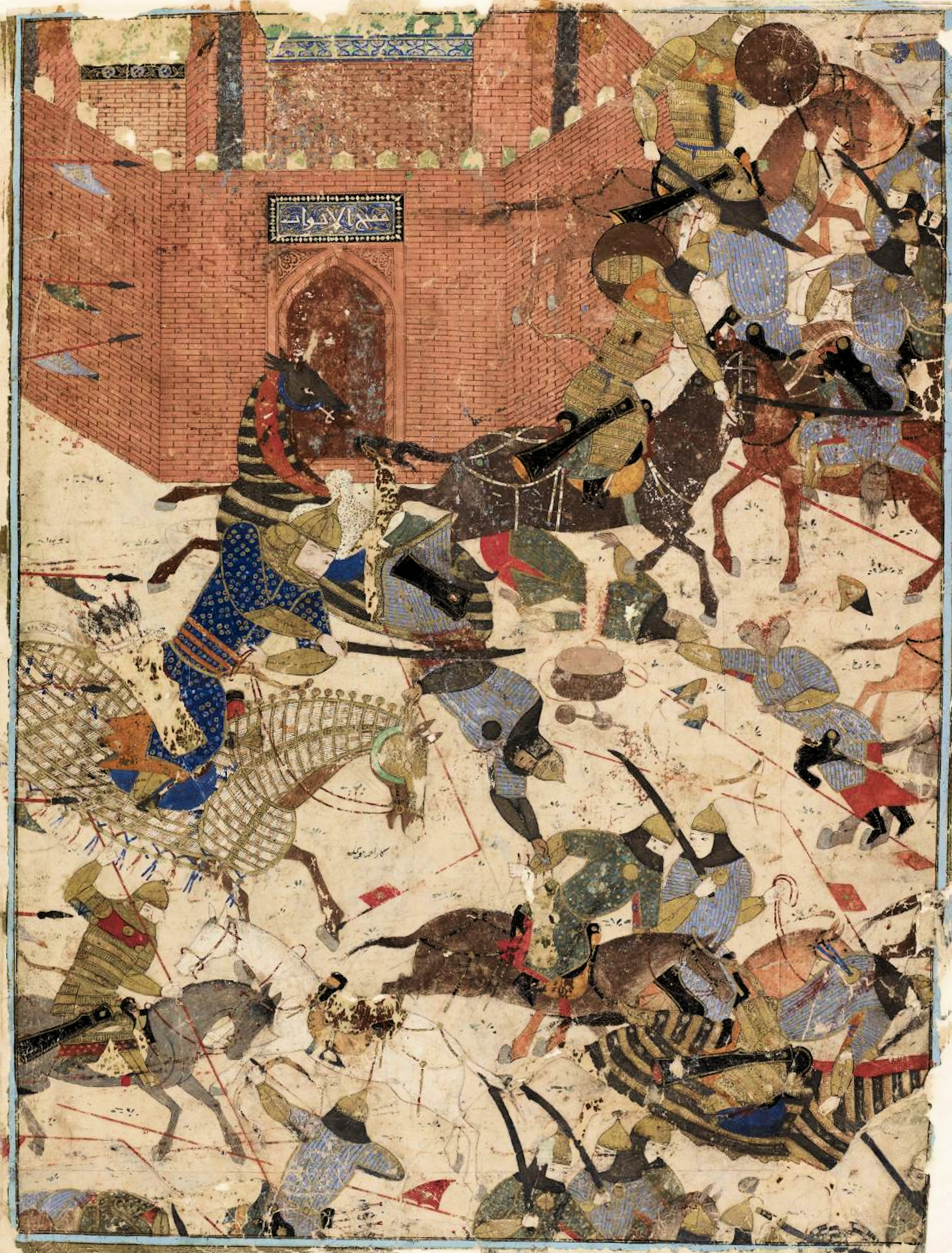
Bataille devant les portes de Samarcande.
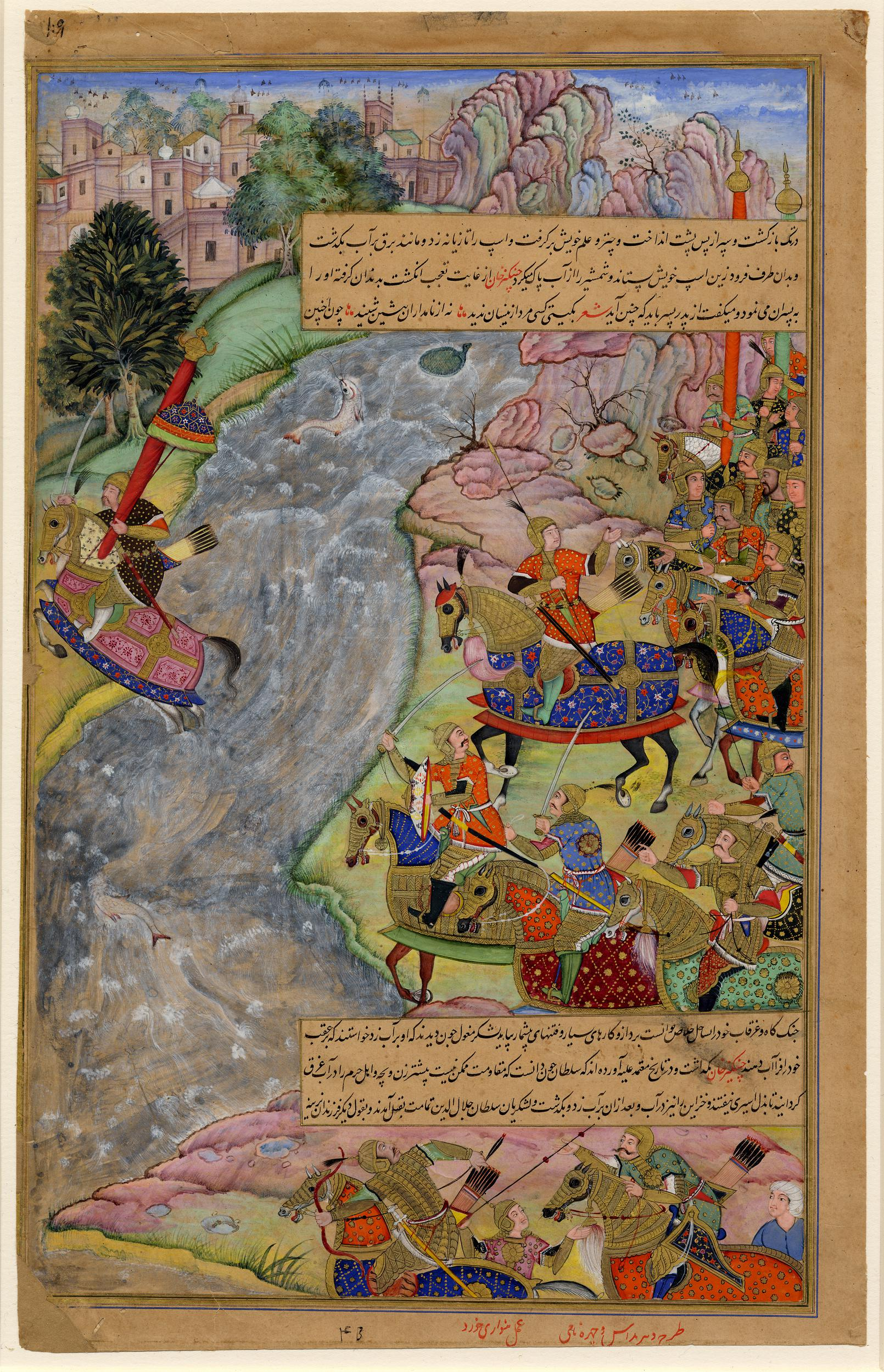
Jalal al-Din s'échappant après la bataille de l'Indus.

En 1218, un petit contingent de Mongols traverse les frontières à la poursuite d’un général ennemi en fuite. Après avoir réussi à le récupérer, Gengis Khan a pris contact avec le Shah. Gengis cherche à ouvrir des relations commerciales, mais ayant entendu des rapports exagérés sur les Mongols, le Shah pense que ce geste n’est qu’un stratagème pour envahir le Khwarezm. En 1218, le Shah autorise Inalchuq, le gouverneur d’Otrar, à arrêter une caravane commerciale mongole et à saisir ses biens. À la recherche d’une solution diplomatique, Gengis Khan envoie trois émissaires à Gurganj, mais Ala ad-Din les humilie et en exécute publiquement un. Indigné, Gengis abandonne sa guerre en cours contre la dynastie chinoise Jin et chevauche vers l’ouest en 1219 avec la majeure partie de son armée, ne laissant derrière lui qu’une force minimale sous le commandement de Muqali. Les Mongols de Gengis et Tolui assiègent Boukhara en février 1220 tuant la majeure partie des troupes khwarezmiennes dans les combats. La ville se rend le 10 février. Les Mongols prennent Samarcande au cours du siège de la ville. Gengis détache une armée, dirigé par ses fils Djötchi et Djaghataï, vers le nord-ouest pour assiéger l’ancienne capitale de Gurganj. Lorsque la ville est prise prise, elle est anéantie, dans un massacre sanglant. Lors de l’assaut final sur les murs de la ville, des milliers de civils sont rassemblés par les Mongols et poussés dans les douves de la ville. Les Mongols détruisent les barrages sur l’Oxus, inondant la ville. Ils réduisent en esclavage les femmes, les enfants et les artisans de la ville, soit environ 100 000 personnes, et tuent le reste de la population. L’armée de Tolui se compose d’environ 50 000 hommes. L’armée comprend également « 3 000 machines lançant de lourdes flèches incendiaires, 300 catapultes, 700 mangonneaux pour décharger des marmites remplies de naphte, 4 000 échelles d’assaut et 2 500 sacs de terre pour remplir les douves ». Parmi les premières villes à tomber, il y a Termez puis Balkh. En avril 1221, Tolui assiège (en) puis attaque Merv. Le lendemain, le gouverneur de la ville se rend sur la promesse de Tolui que la vie des citoyens soit épargnée. Cependant, dès que la ville est rendue, Tolui massacre presque toutes les personnes qui se rendent, dans un massacre peut-être à une échelle plus grande que celui de Gurganj. Après avoir achevé Merv, Tolui se dirige vers l’ouest, attaquant les villes de Nishapur et Hérat. En septembre, le chah Jalal ad-Din inflige une lourde défaite aux Mongols à la bataille de Parwan tuant la moitié des troupes mongoles. Le 24 novembre, les Khwarazmiens de Jalal ad-Din sont écrasés à la bataille de l'Indus et plusieurs de leurs commandants ne ressortent pas vivants des affrontements. Le camp, le harem et les trésors du Chah sont capturés, et tous les membres masculins de sa famille, y compris ses fils de sept ans et ses fils en bas âge, sont tués.

### L'Empire Mongol (1222-1357)
Entre 1235 et 1240, le Cachemire est envahi et devient une dépendance mongole. Les Cachemiris se révoltent en 1254 et 1255, et Möngke Khan, qui devient Grand Khan en 1251, nomme ses généraux, Sali Noyan et Takudar, pour remplacer la cour et nomme le maître bouddhiste, Otochi, comme darugachi du Cachemire. Cependant, le roi du Cachemire tue Otochi à Srinagar. Sali attaque le Cachemire, tuant le roi, et réprime la rébellion, après quoi le pays reste soumis à l’Empire mongol pendant de nombreuses années.

#### L'Ilkhanat (1256-1357)
Houlagou Khan détruit l’État ismaélien nizarite 1258 respectivement. En 1258, il assiège Bagdad avec plus de 120 000 hommes causant la chute des Abassides. Houlagou se proclame ilkhan, créant ainsi un état centré sur la Perse mais toujours une région administrative de l'empire mongol. Après cela, il avance jusqu’à Gaza, conquérant brièvement la Syrie ayyoubide, Alep et Damas en 1260. La mort de Möngke, empereur mongol, force Houlagou à retourner en Mongolie pour assister au qurultay du prochain empereur. Kubilai Khan se bat contre les Song du sud en 1260 lorsqu’il reçoit la nouvelle qu’Ariq Boqa le défie pour la succession du trône. La guerre civile oppose Kubilai Khan aidé par Houlagou à Ariq Boqa aidé par Berké Khan de la Horde d'or et Alghu de Djaghataï. Houlagou laisse derrière lui une petite force de plus de 10 000 hommes en Palestine sous l'officier Ketboğa qui est vaincue à la bataille d'Aïn Djalout le 3 septembre par les Mamelouks d’Égypte. Cette défaite le force à retourner au Moyen-Orient. Berké en profite pour envoyer Nogaï attaquer l'Ilkhanat. Houlagou marche vers le nord par le col de Derbend contre Berké. Sur les rives du Terek, il est pris en embuscade par une armée de la Horde d’Or sous le commandement de Nogaï, et son armée est vaincue à la bataille du fleuve Terek en 1262, avec plusieurs milliers d’êtres abattus ou noyés lorsque la glace du fleuve céda. Houlagou s’est ensuite retiré en Azerbaïdjan. Le 10 avril 1262, Hulegu envoie une lettre à Louis IX de France, proposant une alliance contre l'Égypte. Ariq Boqa se rend à Kubilai à Shangdu le 21 août 1264, après quoi les dirigeants de la Horde d’Or et du Khanat de Djaghataï reconnaissent la réalité de la victoire et du règne de Kubilai. Houlagou est remplacé par son fils Abaqa en février 1265. La Horde d'or s'allie aux Mamelouks pour battre l'Ilkhanat. La Horde d’Or tente de distraire Abaqa en attaquant ses territoires afin de l’empêcher d’envahir la Syrie tenue par les Mamelouks. Les hostilités se poursuivirent jusqu’à la mort du khan de la Horde d’Or, Berké, en 1267. Kubilai tente d’intervenir pour arrêter la guerre civile, et en raison de son influence, le nouveau khan de la Horde d’Or, Möngke Temür, ne lance pas d’invasion majeure sur le territoire d’Abaqa.

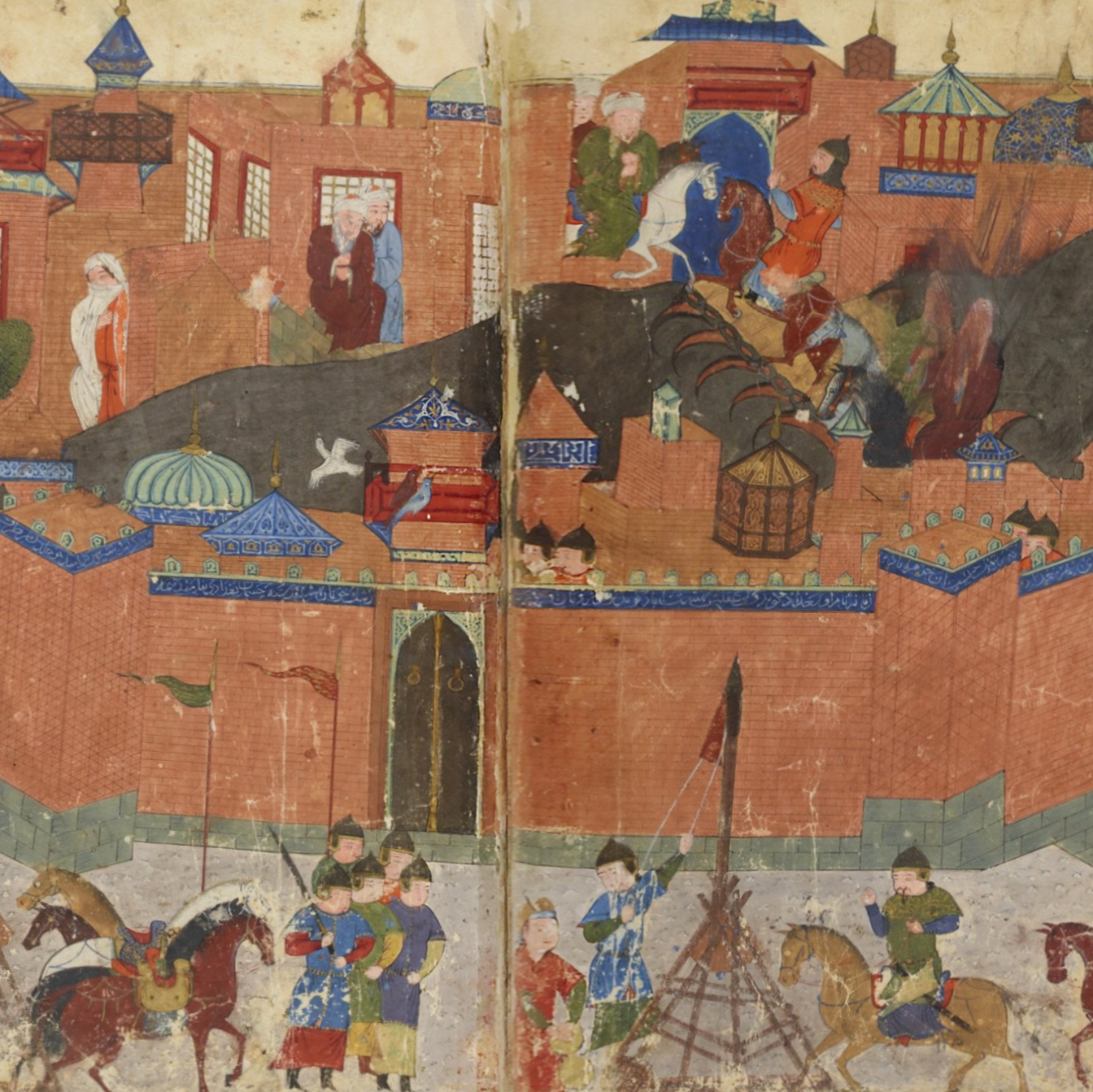
Siège de Bagdad en 1258.
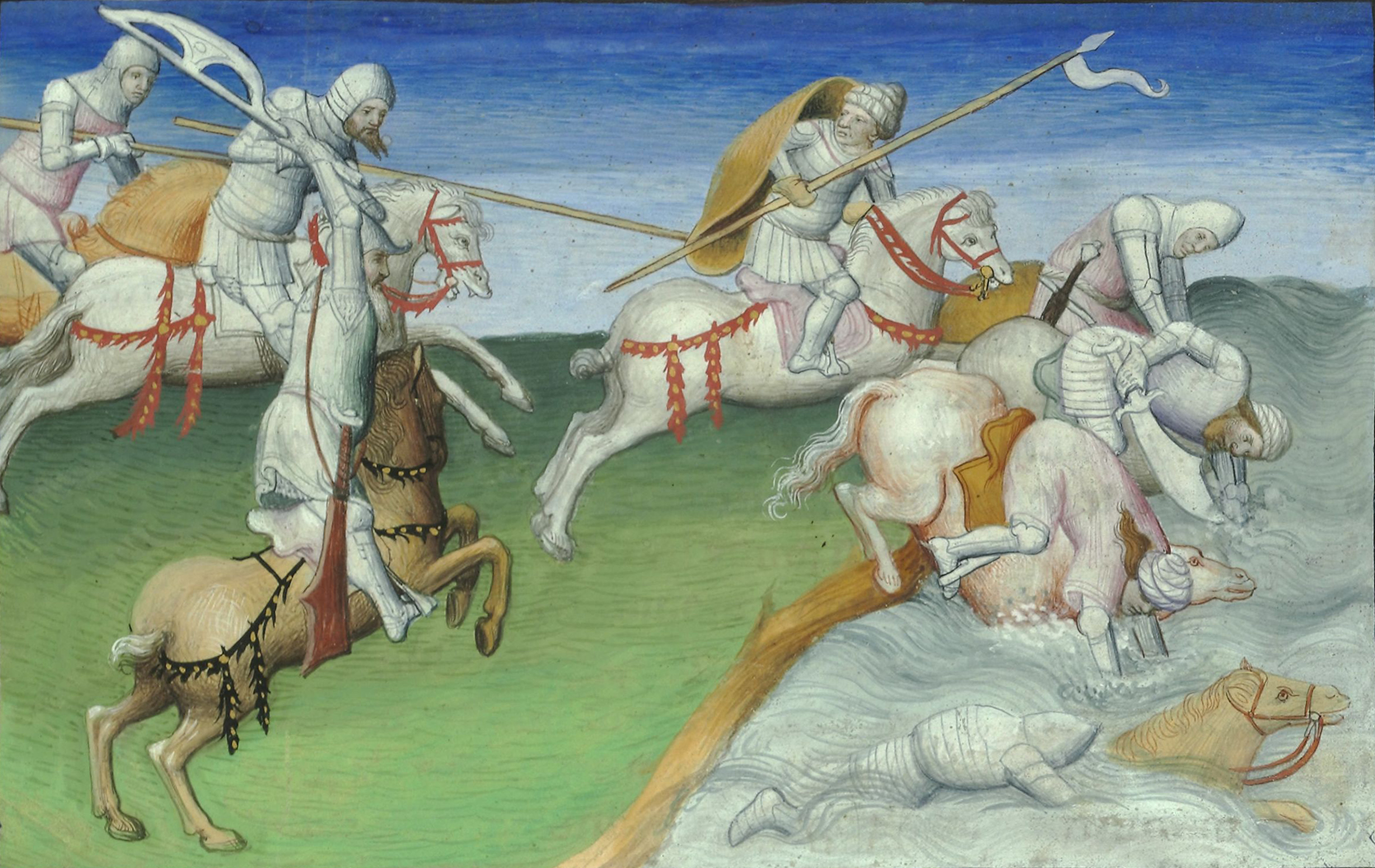
Bataille de Terek, Héthoum de Korikos.

Le 20 octobre 1280, les Mongols s’emparent d’Alep, pillent les marchés et incendient les mosquées. L’invasion mongole de Mengü Temür du sultanat mamelouk commence en septembre 1281. Ils sont rejoints par les Arméniens sous Léon III, et par environ 200 chevaliers hospitaliers de la forteresse de Margat, qui considèrent qu’ils ne sont pas liés par la trêve avec les Mamelouks. La deuxième bataille de Homs est gagnée par les Mamelouks. Le khan Mengü Temür se retire en Irak. L’année suivante, Abaqa mourut et son successeur, Tekuder, renversa sa politique envers les Mamelouks. Il se convertit à l’islam et noue une alliance avec le sultan mamelouk,.
En 1296, Témur Khan, le successeur de Kubilai Khan, envoie un commandant militaire, Baïdu, en Perse mongole. Cinq ans plus tard, Ghazan envoie ses serviteurs mongols et persans pour collecter les revenus des possessions de Houlegou en Chine. Là-bas, ils rendent hommage à Temür et ont participé à des échanges culturels à travers l’Eurasie mongole. Nawrūz se querelle rapidement avec Nurin Aqa, qui est plus populaire auprès de l’armée, quitte le Khorassan. Nawrūz correspond avec le sultan mamelouk Lajin. Ghazan Khan commence une purge contre Nawrūz et ses partisans en mai 1297. Son frère Hajji Narin et son disciple Satalmish sont exécutés, ainsi que les enfants de Nawrūz à Hamadan, son autre frère Lagzi Güregen est également mis à mort en Irak le 2 avril 1297. Plus tard cette année-là, Ghazan marche contre Nawrūz lui-même, qui est à l’époque le commandant de l’armée du Khorassan. Les forces de Ghazan sont victorieuses lors d’une bataille près de Nishapur. Nawrūz se réfugie à la cour du roi d’Hérat dans le nord de l’Afghanistan, mais le Malik le trahit et livre Nawrūz à Qutlugh Châh, qui le fait exécuter immédiatement le 13 août. Dans les années 1330, des épidémies de peste noire ravagent l’Ilkhanat et l'ilkhan Abou-Saïd Bahadour et ses fils sont tués en 1335 par la peste. L'Ilkhanat disparaît en 1357 lorsque Djanibeg prend Tabriz.

### Mogholistan (1347-1370)
Au milieu du xive siècle, un nouveau khanat est formé sur le territoire autour de la rivière Ili, qui était une sorte d’alliance tribale nomade, dirigée par un membre de la famille de Djaghataï. Le nouveau khanat est considéré comme une continuation du khanat de Djaghataï bien que certains le considèrent comme un khanat moghol car les tribus sont considérées comme de purs Moghols, par opposition aux habitants principalement turcs et mongols habitant la Transoxiane,,. La tribu la plus puissante, les Duglats, qui contrôle de vastes territoires au Mogholistan et dans l’ouest du bassin du Tarim, décide de nommer leur khan en 1347 et place Tughlugh Timur (en) sur le trône. Tughlugh Timur devient ainsi le chef de l’alliance tribale qui régne sur le bassin du Tarim et les régions steppiques du Mogholistan. Son règne coïncide avec le règne d’une série de khans fantoches en Transoxiane, et signifie en même temps que les Djaghataïdes règnent désormais sur pas moins de deux khanats : le khanat occidental centré en Transoxiane et l’oriental centré sur le Mogholistan. Tughlugh, contrairement aux khans de l’ouest, est un dirigeant puissant. En 1354, il se convertit à l’islam et tente de réduire le pouvoir des Duglats.
En 1360, il profite de révoltes en Transoxiane et de son droit à la succession. Il envahit la Transoxiane, s’empare du pouvoir et unifie temporairement les deux khanats. En 1361, il l'attaque à nouveau et nomme son fils Ilyas Khoja (en) gouverneur de la Transoxiane, mais il ne peut conserver ses territoires et l’émir Hussein les expulse de Transoxiane peu de temps après. En 1363, Tughlugh, qui avait exécuté un grand nombre de ses dirigeants locaux, nomme Ilyas Khoja comme son dirigeant. Ilyas Khoja attaque Tamerlan en 1364 et le batt sur la rive nord du Syr-Daria. Il assiège ensuite Samarcande, mais subit une forte attrition due à une épidémie, de sorte que l’année suivante, il est forcé de se retirer de la Transoxiane. Le Dughlat Qamar-ud-din Khan Dughlat se rebelle et tue Ilyas Khoja en 1368, s’emparant du trône pour lui-même. Le frère d’Ilyas Khoja, Khizr Khoja, s’enfuit à Tourfan.

### L'Empire Timouride (1370-1497)

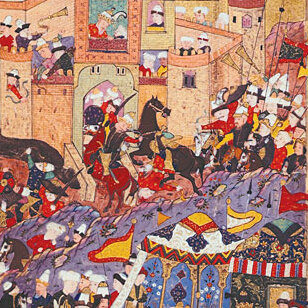
Siège de Balkh en 1370.

En 1370, après avoir échoué aux batailles de Belh (en) et de Tachkent (en) contre le Khanat de Djaghataï, Tamerlan assiège Balkh (en) et se proclame émir, créant ainsi l'Empire Timouride. En 1375, il envahit le Mogholistan, pillant la région d’Ili. Qamar riposte en attaquant Ferghana jusqu’à ce que Timur le mette en fuite. Tamerlan commence ensuite sa campagne perse par Hérat, capitale de la dynastie kertide. Comme Hérat ne se rend pas, il réduit la ville en ruines et massacre la plupart de ses citoyens en 1381. Le malik kertide Ghiyâth al-Dîn II Pîr `Alî est capturé puis éliminé en 1389. Tamerlan envoie alors un général pour capturer Kandahar. En 1394, les ambassadeurs de la dynastie Ming de l’empereur Hongwu présentent finalement à Tamerlan une lettre s’adressant à lui en tant que sujet. Tamerlan fait arrêter les ambassadeurs Fu An (en), Guo Ji et Liu Wei. Il prévoit d’envahir la Chine. À cette fin, Tamerlan fait une alliance avec les tribus mongoles survivantes du plateau mongol.
En décembre 1404, Tamerlan commence des campagnes militaires contre la Chine des Ming et arrête un envoyé des Ming. Il tombe malade alors qu’il campe de l’autre côté de la Syr-Daria et mourut à Otrar le 18 février 1405 sans choisir d'héritier. Son petit-fils Khalil Sultan est proclamé sultan à Tachkent et se saisit du trésor royal de Samarcande. Chahrokh, fils de Tamerlan et oncle de Khalil, entre dans la ville sans opposition le 13 mai 1409 et il est donc considéré comme l'unique sultan timouride. Son fils Ulugh Beg lui succède en 1447. Cependant, il est assassiné par son fils Abd ul-Latif le 27 octobre 1449. Lorsqu'Abd ul-Latif est assassiné, Abd Allah Mirza est libéré et nommé souverain de Samarcande. En juin 1451, il est écarté du trône par Abou Saïd et exécuté. Quand Abou Saïd annexe Balkh en 1454, un autre Timouride, Babur Mirza, mène ses forces contre lui en réponse, culminant avec un siège sur Samarcande. Cependant, les deux parties conviennent finalement d’une trêve, établissant le fleuve Amou-Daria comme frontière. Jihan Shah, souverain de Qara Qoyunlu, profite de la situation et fait marcher ses forces dans la région, capturant Hérat en 1458. Cependant, face à une révolte de son fils Hasan Ali, il est contraint d’abandonner ses dernières conquêtes, permettant la réannexion du Khorassan par Abou Saïd.
En 1459, les Timourides de Merv et de Khorassan sont écrasés à la bataille de Sarakhs (en). En 1461, les fils d'Abd ul-Latif, se révoltent également. Husayn Bayqara apprend qu'Abou Saïd a quitté Hérat pour réprimer la rébellion du fils d'Abd ul-Latif et profite de l'occasion pour attaquer à nouveau Jurjan. À la bataille de Jauzi Wali en mai 1461, il vainc le sultan Mahmoud Mirza (en) et nomme Abdal-Rahman Arghun gouverneur du territoire. Il assaillit ensuite Hérat d’août en octobre 1461. Abou Saïd conclut rapidement une trêve avec Juki Mirza et marche vers Hérat. Abou Saïd le chasse de ses territoires. Ce succès lui permet de tourner ses forces pour défaire Juki Mirza. Il assiège le prince à Shahrukhiya, une ville forte et peuplée sur la Syr-Daria, et après un siège d’un an, les rebelles négocient une reddition. Après plusieurs années de guerre contre Aq Qoyunlu, les Timourides sont massacrés à la bataille de Qarabagh (en) le 4 février 1469,. Trois jours plus tard, Abou Saïd est remis à Yadgar Muhammad Mirza (en), un arrière-petit-fils de Chahrokh et allié d’Ouzoun Hasan. Yadgar empoisonne Abou Saïd sous prétexte qu’il a fait tuer son arrière-grand-mère Goharshad. Ouzoun Hasan fait proclamer Yadgar comme successeur d’Abou Saïd et lui fournit des forces timourides afin qu’il puisse prendre le contrôle du Khorassan, qui était alors contrôlé par le sultan Husayn Mirza Bayqara. Yadgar est écarté du trône par Husayn dans une bataille en septembre. Yadgar se proclame sultan à Hérat en juillet 1470. Husayn rentre à Hérat six semaines plus tard. Yadgar est capturé et est immédiatement exécuté.

## Époque moderne

### L'Afghanistan entre Séfévides et Moghols (1497-1709)

#### Guerre contre Boukhara (1497-1528)

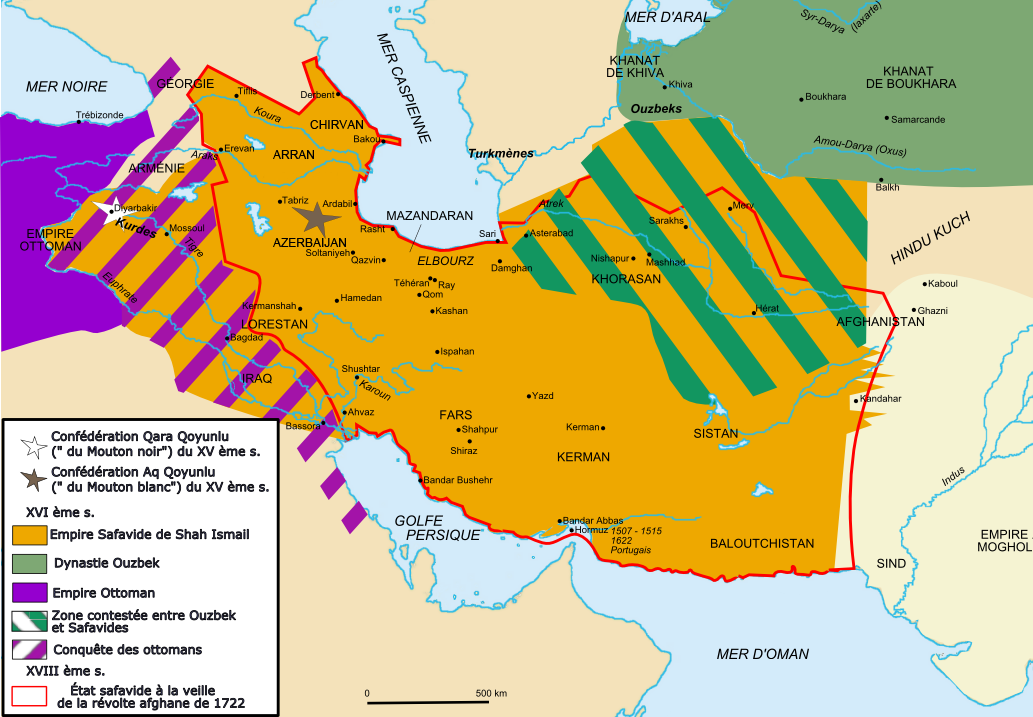
Carte de la Perse et de l'Afghanistan au début du XVIe siècle.

Babur monte sur le trône de l'émirat de Ferghana dans sa capitale Akhsikath en 1494 à l’âge de douze ans. Il conquiert Samarcande (en) en 1497, pour que son frère lui vole la ville de Ferghana peu de temps après. Dans sa tentative de reconquérir Ferghana, il perd le contrôle de Samarcande au profit de Mohammad Chaybani. Pendant 3 ans, il recrute une grande armée majoritairement constituée de tadjikes. En 1501, il tente de reprendre Samarcande (en) des mains du khan ouzbek Chaybani,. Il occupe la ville mais Chaybani contre-attaque et la ville semble définitivement perdue, de même pour Ferghana. En parallèle, la dynastie séfévide est fondée vers 1501 par le chah Ismaïl Ier. Il envahit le reste de la Perse. Kaboul est gouvernée par l’oncle paternel de Babur, Ulugh Beg II (en), qui meurt en 1502 en ne laissant qu’un enfant en héritage. En octobre 1504, Babur en profite et capture Kaboul (en) qui appartenait à Abdul Beg Arghun,. En 1505, Babur s’unit à Husayn Bayqara, l'avant dernier émir timouride, contre leur ennemi commun, le khan Chaybani. Cependant, cela n’a pas eu lieu car Bayqara est mort le 4 mai 1506 et ses deux fils, Badi az-Zaman et Muzaffar Husayn, sont réticents à la guerre.

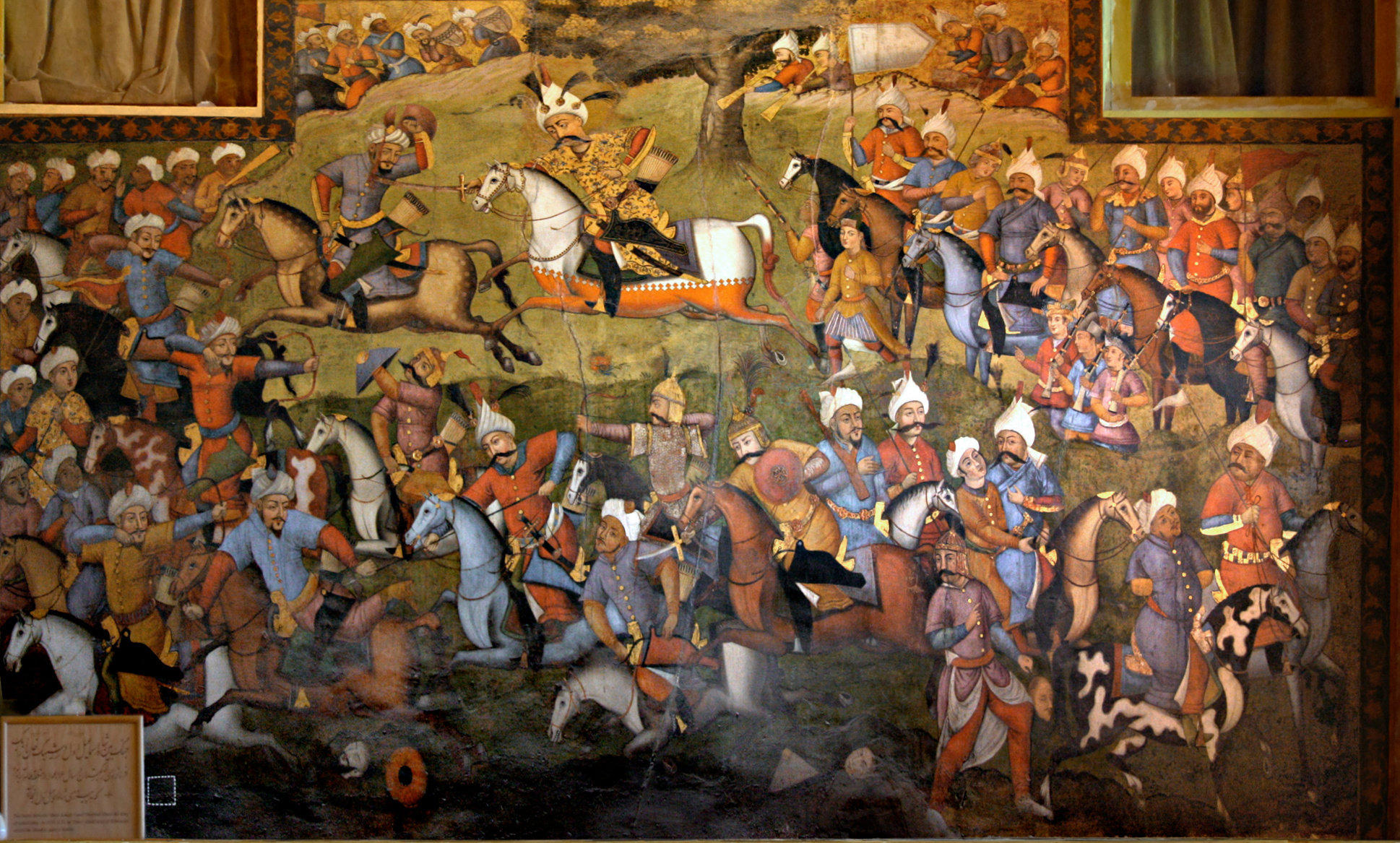
Tableau de la bataille de Merv, palais de Tchehel-Sotoun.

En novembre 1510, après avoir échoué à conquérir le khanat kazakh,, Chaybani se replie à Hérat. Ismaïl envahit plusieurs villages du Khorassan et s'approche dangereusement de la ville. En conséquence, Chaybani quitte la ville et e réfugie derrière les remparts de Merv. Ismaïl et sa grande armée encerclent Merv et commencent à assiéger la ville. Merv résiste longtemps et activement et les troupes assiégeantes ne peuvent capturer Merv. Le 2 décembre, Chaybani n'attend pas les 30 000 hommes venant en renfort et part à la poursuite de l'armée persane. Les ouzbeks sont pris en embuscade et encerclés par 17 000 hommes à la bataille de Merv (en). Chaybani et beaucoup d'aristocrates meurent,. Après la mort de Chaybani, en janvier 1511, Babur tente à nouveau de reprendre Boukhara et Samarcande. Babur s'allie à Ismaïl contre la coalition des Chaybanides dirigée par Suyunchkhoja Khan (ru). Le sultan kazakh Abulkhair Sultan (ru), ancien ennemi de Chaybani, s'allie aux Chaybanides. Il tente d'evahir la Perse mais se fait tuer. Durant le reste de l'année, Babur capture la majeure partie de la Transoxiane. À l’automne 1512, les troupes séfévides envahissent le territoire de l’État ouzbek. Le 12 novembre 1512, près de la ville de Gijduvan, à 40 kilomètres de Boukhara, une bataille (ru) a lieu entre les troupes persanes dirigées par Najm-e Sani (en) et les troupes ouzbèkes dirigées par Ubaid-Allah Shah. Les séfévides perdent à la bataille et Sani est excuté. De 1514 à 1525, Babur subit plusieurs rébellions mineures de tribus afghanes. Le 21 avril 1526, il bat le sultanat de Delhi à la première bataille de Panipat et devient le premier empereur moghole. En 1528, l’armée de Tahmasp Ier entre dans le Khorassan, Ubaid, khan du vilayet de Boukhara, abandonne sa position vulnérable à Hérat et se dépêche de retourner en Transoxiane pour mobiliser toute l’armée ouzbèke. Les armées séfévides et ouzbèkes s'entrechoquent à bataille de Djam (ru), près de Nishapur. L'armée ouzbèke possède entre 80 000 et 120 000 hommes dirigés par le khan Köchkunju, le sultan Ubaid Shah, son fils Abdulaziz Khan (ru), le fils de Chaybani, Suyunj Muhammad et le fils de Muhammad Timur (ru), Pulad Khan (ru). L'armée persane, quant à elle, varie entre 24 000 et 40 000 hommes menés par le Chah Tahmasp, ses 2 frères et 18 autres commandants. Ubaid et le commandant Janibek (ru) font fuir les troupes séfévides de Malik Bek Khoyi, Yagub Bey Qajar et Ahmad Sultan Afshar (en). Pendant que les Ouzbèkes pensent avoir gagné la bataille, les forces de Tahmasp foncent vers le détachement de Ubaid. Les ouzbèkes, pris par surprise, s'enfuient.

#### Akbar en Afghanistan (1581-1600)
En août 1581, Akbar s’empare de Kaboul et s’installe dans la forteresse de Balla Hissar (en). En 1585, après la mort de Mirza Muhammad Hakim (en), Kaboul est passée aux mains d’Akbar et est officiellement incorporée en tant que province de l’empire moghol. L’expédition de Kaboul est le début d’une longue période d’activité au-delà des frontières nord de l’empire. Il reste au nord de l'empire pendant 13 ans et déplace même sa capitale à Lahore. En 1586, Akbar négocie un pacte avec le khan de Boukhara Abdullah dans lequel les Moghols acceptent de rester neutres pendant l’invasion ouzbèke du Khorassan séfévide. En retour, Abdullah s’engage à ne pas soutenir, subventionner ou offrir un refuge aux tribus afghanes hostiles aux Moghols. Akbar ordonne à Zain Khan de mener une expédition contre les tribus afghanes. Birbal (en), un ministre renommé à la cour d’Akbar, reçoit également un commandement militaire. L’expédition échoue et, lors de leur retraite des montagnes, Birbal et ses commandants sont pris en embuscade et tués par des Afghans à la bataille du col de Malandari (en) le 16 février 1586. Des dizaines de forts sont construits et occupés pour sécuriser la région. En 1593, Akbar reçoit le prince séfévide en exil, Rostam Mirza. Rostam Mirza prête allégeance aux Moghols. Il obtient le grade de mansab et le commandement de plus de 5 000 hommes. Le prince séfévide et gouverneur de Kandahar, Mozaffar Hosayn, qui est en conflit avec le chah Abbas Ier, accepte également de faire défection pour rejoindre les Moghols. Lui, gagne également 5 000 hommes et sa fille se marie au prince Shâh Jahân. Kandahar est sécurisée en 1595 avec l’arrivée d’une garnison dirigée par le général moghol, Shah Bayg Khan,,. La reconquête de Kandahar n’a pas ouvertement perturbé les relations mogholes-perses. Akbar et le Shah perse continuent à échanger des ambassadeurs et des cadeaux. Cependant, l’équation du pouvoir entre les deux a maintenant changé en faveur des Moghols. Malgré son pacte avec les Ouzbeks, Akbar nourrit l’espoir de reconquérir l’Asie centrale, mais le Badakhchan et le Balkh restent fermement ancrés dans la domination ouzbèke. Abdullah Khan meurt en 1598 et les dernières tribus afghanes rebelles sont soumises en 1600. Durant le règne d'Akbar, Pierre-Olivier Malherbe, explorateur français, rencontre l'empereur à Agra et aurait visité la ville de Kaboul.

#### L'Afghanistan au centre des conflits duXVIIesiècle(1600-1653)

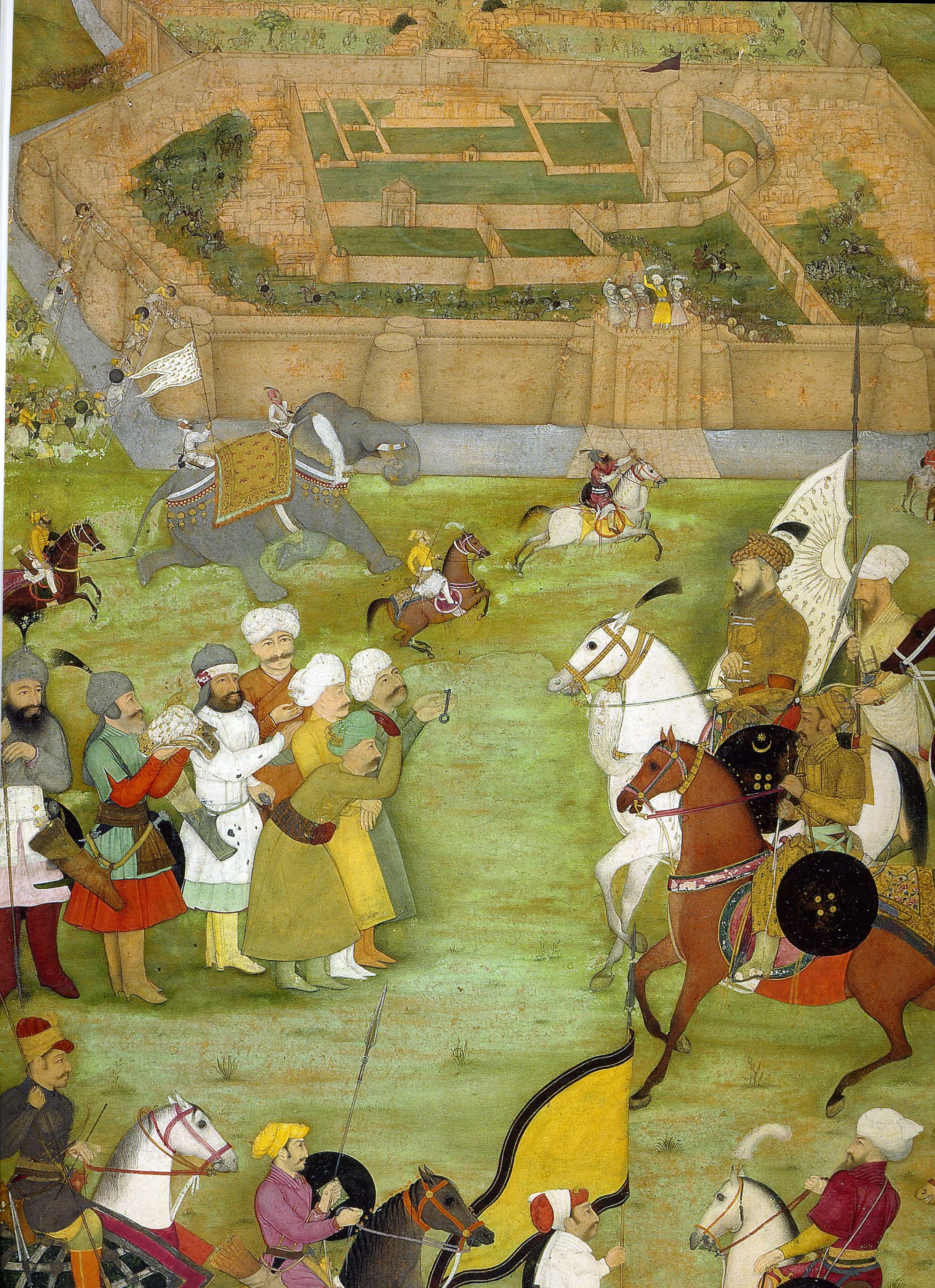
La reddition de Kandahar en 1638.

En avril 1602, Abbas Ier mène ses troupes à la conquête des régions au sud de l’Amou-Daria, qui appartiennent au khanat de Boukhara. En juin, le khan ouzbèke Baqi Muhammad (en) et ses 80 000 écrasent l'armée d'Abbas composée de 120 000 hommes à la bataille de Balkh (ru). En 1605, le gouverneur séfévide d’Hérat, Hossein Khan, assiége Kandahar, mais la défense obstinée du gouverneur moghol Shah Beg Khan et l’arrivée de l’armée moghole l’année suivante forcèrent les Séfévides à battre en retraite. En 1620, lorsque l’ambassadeur iranien refuse de se prosterner devant l’empereur moghole Jahangir, une guerre (en) éclate. En 1623, après un siège de 45 jours, Kandahar est tombée le 22 juin, suivie ensuite par Zamindawar. Après avoir fortifié la ville et nommé Ganj Ali Khan (ru) comme gouverneur de la ville,, Abbas retourne au Khorassan. Au printemps 1623, un émissaire moghol arrive dans le camp du Chah de Perse avec une lettre de l’empereur Jahangir reconnaissant la perte de Kandahar et mettant fin au conflit. En 1626, Jahangir commence à envisager une alliance entre l’Empire ottoman, les Moghols et le khanat de Boukhara Ouzbeks contre les Séfévides. L’ambition de Jahangir ne s’est pas matérialisée en raison de sa mort en 1627. Abbas meurt à son tour en 1629. Shâh Jahân et ses fils occupent la ville de Kandahar en 1638 aux Séfévide,. En 1639, les armées de Shah Safi de Perse s’emparent de Bâmiyân et probablement de Kandahar ensuite. En 1646, Jahân, assisté de Kamran Khanand Malik Maghdood, marche sur Kandahar et négocie la reddition avec le commandant perse, Ali Mardan Khan. Shâh Jahân lance son invasion de l'Asie centrale de 1646 à 1647 (en) contre le khanat de Boukhara. Avec une armée totale de 60 000 cavaliers, Shâh Jahân et ses fils Aurangzeb et Murâd Bakhsh font campagne dans les territoires de Balkh et Badakhshan. Ils se mettent en route à la fin du mois de mai 1646. Le 2 juillet, Balkh est maîtrisé sans beaucoup de force, et le trésor de Nazr Muhammad Khan, d’une valeur de 70 millions de roupies, passe sous le contrôle moghol, bien qu’ils n’aient réussi à en conserver que 12 millions, car la population locale en avait pillé la majeure partie. Jahân envoie alors son ministre Saadullah Khan (en) pour gouverner les villes locales et introduire la monnaie standard à Balkh. Shah Jahan nomme son fils Aurangzeb, alors gouverneur du Gujarat, pour diriger la campagne d’Asie centrale et rétablir l’ordre avec une armée d’environ 25 000 hommes qui quitte Kaboul en avril 1647. Après 3 jours à Balkh, Aurangzeb part affronter les Ouzbeks à Aqchah. Ils se rencontrent le 1er juillet, mais Aurangzeb les bat et se prépare à battre en retraite après le pillage du camp de Beg Ughli le 5 juin. Cependant, même s'ils étaient en position gagnante, les Moghols se retirent car la population locale n’aime pas les Moghols, les produits de première nécessité sont rares et Jahân sait qu'il ne pourrait pas maintenir ses territoires faces à une armée adverse deux fois plus nombreuse. Les territoires récemment conquis retournent donc sous le contrôle des Ouzbèks.
Le 4 avril 1648, le nouveau Chah Abbas II quitte Ispahan avec une armée de 40 000 hommes. Après avoir capturé Lashkar Gah, il assiège Kandahar le 28 décembre. La ville est prise le 22 février 1649. Jahân envoie Aurangzeb et Saadullah Khan avec 50 000 soldats, mais bien qu’ils vainquent les Séfévides à l’extérieur de la ville, ils réussissent pas à la prendre. Aurangzeb tente de reprendre la ville fortifiée en 1652. Abd al-Aziz Khan (en), khan de Boukhara, conclut une alliance avec Abbas II et en mai 1652, il expédie 10 000 soldats à Kaboul en mai pour affaiblir les lignes d’approvisionnement mogholes. Les tribus de l'Hindou Koush font de même et infligent de lourds dégâts aux forces mogholes. Après deux mois de lutte contre la résistance perse, Aurangzeb abandonne. En 1653, Dârâ Shikôh, autre fils de Jahân, part avec une grande armée et deux des pièces d’artillerie les plus lourdes de l’empire moghole. Mais après un siège de cinq mois, les Moghols ne parviennent pas à affamer la ville et la tentative de percer leurs murs par des tirs de canon échoue également.

#### Période de révoltes (1670-1704)
En 1672, une rébellion pachtoune a lieu sous la direction de Khushal Khattak,, déjà membre de la résistance tribale contre les Mogholes en Afghanistan. Amir Khan, sur ordre d’Aurangzeb, mène une importante armée moghole jusqu’au col de Khyber, où l’armée est encerclée par des membres de la tribu pachtoune et mise en déroute. Aurangzeb utilise la politique de la terre brûlée, envoyant des soldats qui massacrent, pillent et brûlent de nombreux villages. Aurangzeb utilise également la corruption pour monter les tribus pachtounes les unes contre les autres. Après cela, la révolte s’étend, les Moghols subissant un effondrement presque total de leur autorité le long de la ceinture pachtoune. La fermeture de l’importante route commerciale d’Attock à Kaboul le long de la route du Grand Tronc est particulièrement critique. En 1674, la situation s’est détériorée à un point tel qu’Aurangzeb lui-même campe à Attock pour prendre personnellement les commandes. Les Moghols ont finalement divisé la rébellion et, bien qu’ils ne réussissent jamais à exercer une autorité efficace en dehors de la principale route commerciale, la révolte est partiellement réprimée. En 1699, la province de Kerman est submergée par une invasion baloutche. En conséquence, Soltan Hossein nomme le prince géorgien Gurgin Khan au poste de gouverneur de Kerman. Avec l’aide de son frère Shah-Qouli-Khan, il met en déroute les Baloutches numériquement supérieurs dans diverses rencontres en 1700. En 1703, les Afghans attaquent à leur tour.

### L'Empire hotaki (1709-1738)

#### Création et début (1704-1715)
En 1704, le chah séfévide Soltan Hossein nomme le prince géorgien Gurgin Khan gouverneur de Kandahar. Ses troupes géorgiennes sont chargées de pacifier la région pour mettre un terme aux attaques sur les caravanes commerciales. Il s'oppose rapidement à Mirwais Hotak, chef de la tribu pachtoune des Ghilzai, qu'il fait arrêter et déporter à Ispahan. Durant son exil, Mirwais parvient à influencer le chah et le convaincre de la déloyauté de Gurgin Khan. Il se rend en pèlerinage à La Mecque et obtient une fatwa justifiant une révolte contre les Séfévides chiites. Il étudie attentivement toutes les faiblesses militaires des Séfévides pendant qu’il passe du temps à la cour ottomane. Autorisé à rentrer à Kandahar en 1707, Mirwais rassemble ses forces et s'allie avec les chefs baloutches contre Gurgin Khan. La révolte éclate en 1709 : les Géorgiens et leur chef sont massacrés et Mirwais devient le souverain d'une petite principauté indépendante autour de Kandahar. L’armée progresse lentement car la cour n’est pas disposée à aider beaucoup et elle arrive à Farah en 1710. Pour rétablir l'autorité séfévide dans la région, le chah envoie une armée menée par le neveu de Gurgin Khan, Kai-Khosrov. Celui-ci tente d'assiéger Kandahar à l'été 1711, mais le manque de ravitaillement le contraint à battre en retraite vers Hérat le 26 octobre et il est tué lors d'une escarmouche. Une autre armée perse est envoyée à Kandahar en 1712, mais elle n’y parvient jamais car son commandant mourut à Hérat, laissant les Hotakis livrés à eux-mêmes. Grâce à cela, Mirwais peut étendre son contrôle sur l’ensemble de la province de Kandahar.

#### Les hotakis en Perse (1715-1730)
Après la mort de Mirwais Khan, en 1715, son frère Abdulaziz Hotak (en) lui succède. Abdulaziz s’est rangé du côté des Perses et s'est réintégré dans la suzeraineté de l’Iran séfévide, qui s’est avérée impopulaire auprès de ses compatriotes afghans. Mahmoud Hotak, son neveu, voyant que les réalisations de son père, Mirwais Hotak, ne sont pas respectées, rassemble de nombreux fidèles de Mirwais et entre dans le palais royal à Kandahar. Mahmoud lui-même tue Abdulaziz et monte sur le trône des Hotakis à l’âge de 18 ans. Mahmoud envahit la Perse. Après avoir traversé le Sistan et pris Kerman en 1720, les Ghilzais battent une armée séfévide largement supérieure en nombre à la bataille de Gulnabad le 8 mars 1722 et font pendant six mois le siège d'Ispahan. Soltan Hossein abdique en faveur de Mahmoud le 23 octobre 1722. Durant les années suivantes, Mahmoud devient fou et paranoïaque. Le 22 avril 1725, un groupe d’officiers afghans libère Achraf Hotak, son cousin, de la prison où il a été enfermé par Mahmoud et lance un coup d’État qui le place sur le trône. Mahmoud est probablement mort de sa folie bien que certaines sources stipulent qu'ils auraient été assassiné par Achraf. En 1726, les Ottomans déclarent la guerre à l'Empire hotaki après qu'Achraf se soit autoproclamé calife de l'Islam sunnite et exige qu'ils lui cèdent les territoires ottomans en Perse. Le sultan Ahmed III mobilise 50 000 hommes. Les 2 camps font la paix en octobre 1727 avec le traité de Hamedan (en). Selon le traité, Achraf est officiellement considéré comme Shah de Perse et les Ottomans reprennent le contrôle de villes au nord-ouest de la Perse comme Zandjan. La domination afghane sur la Perse ne dure que quelques années : dès 1729, Nader Chah reconquiert Ispahan après la bataille de Damghan. Nader continue sa campagne en gagnant aux batailles de Varamin (en), Murche-Khort (en) puis Zarghan (en). Cette dernière bataille oblige l'armée de Achraf à fuir la Perse. Pendant sa fuite, près de la frontière du Sistan, il est attaqué par un groupe de Baloutches et tué au début de 1730. Selon un autre récit, Hussain Hotak a envoyé son propre fils Ibrahim après Achraf après que ce dernier ait atteint la province de Kandahar. Les hommes d’Ibrahim ont trouvé Achraf dans un petit village et l’ont poursuivi à cheval. Ashraf a poignardé Ibrahim au côté avec un poignard, mais Ibrahim a pu abattre Achraf.

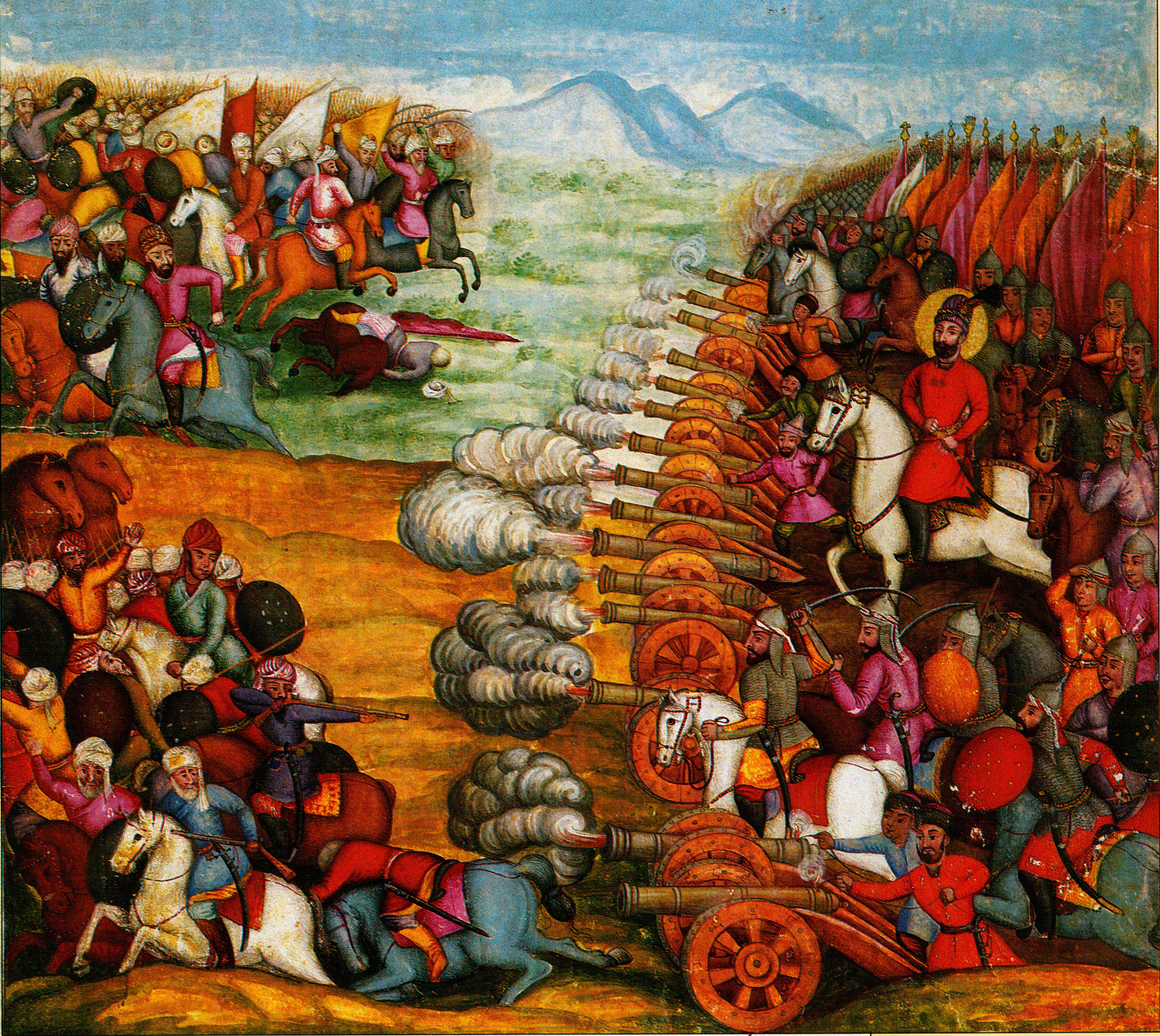
Bataille de Damghan, 1757.
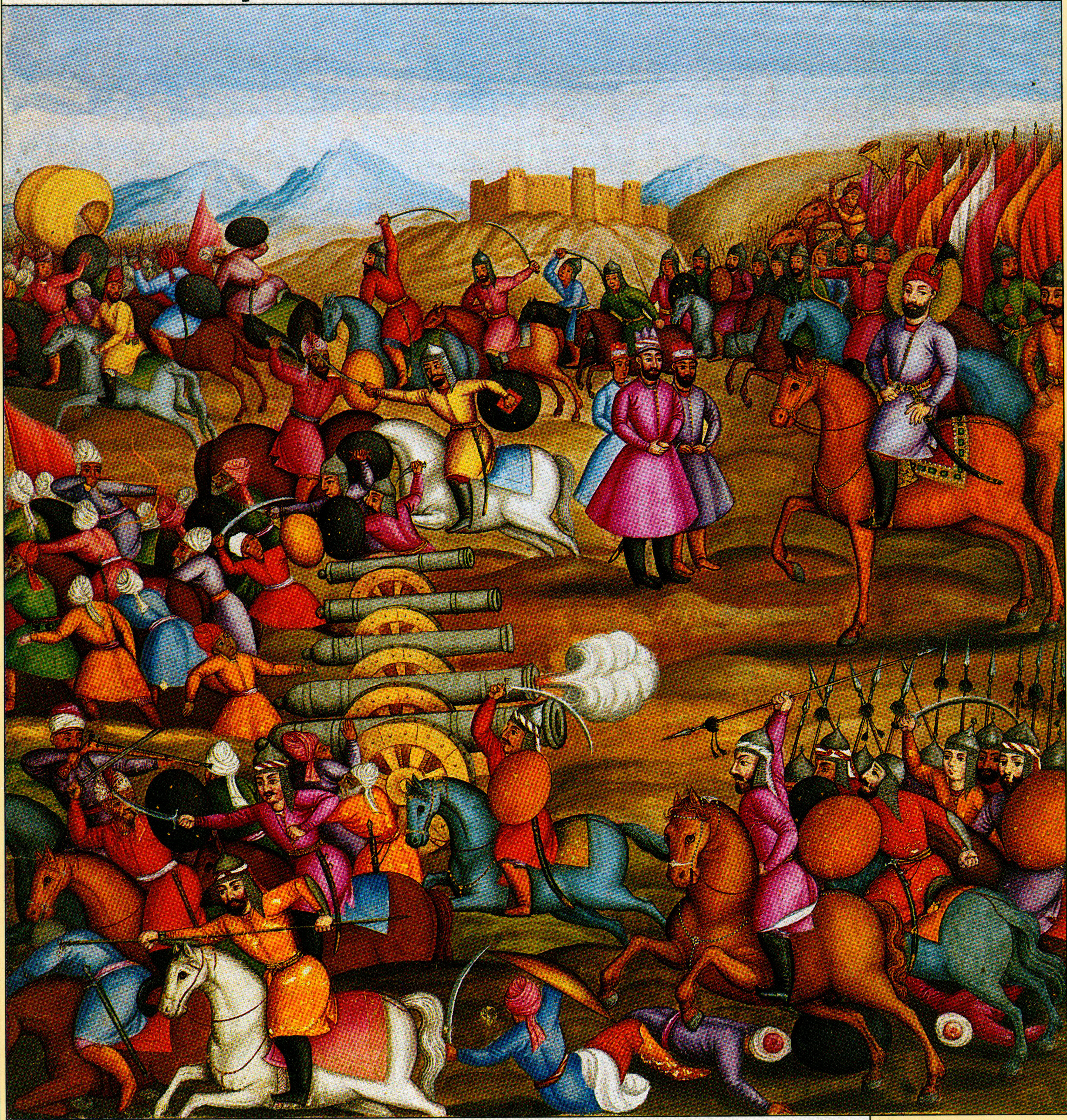
Bataille de Murche-Khort, 1757.
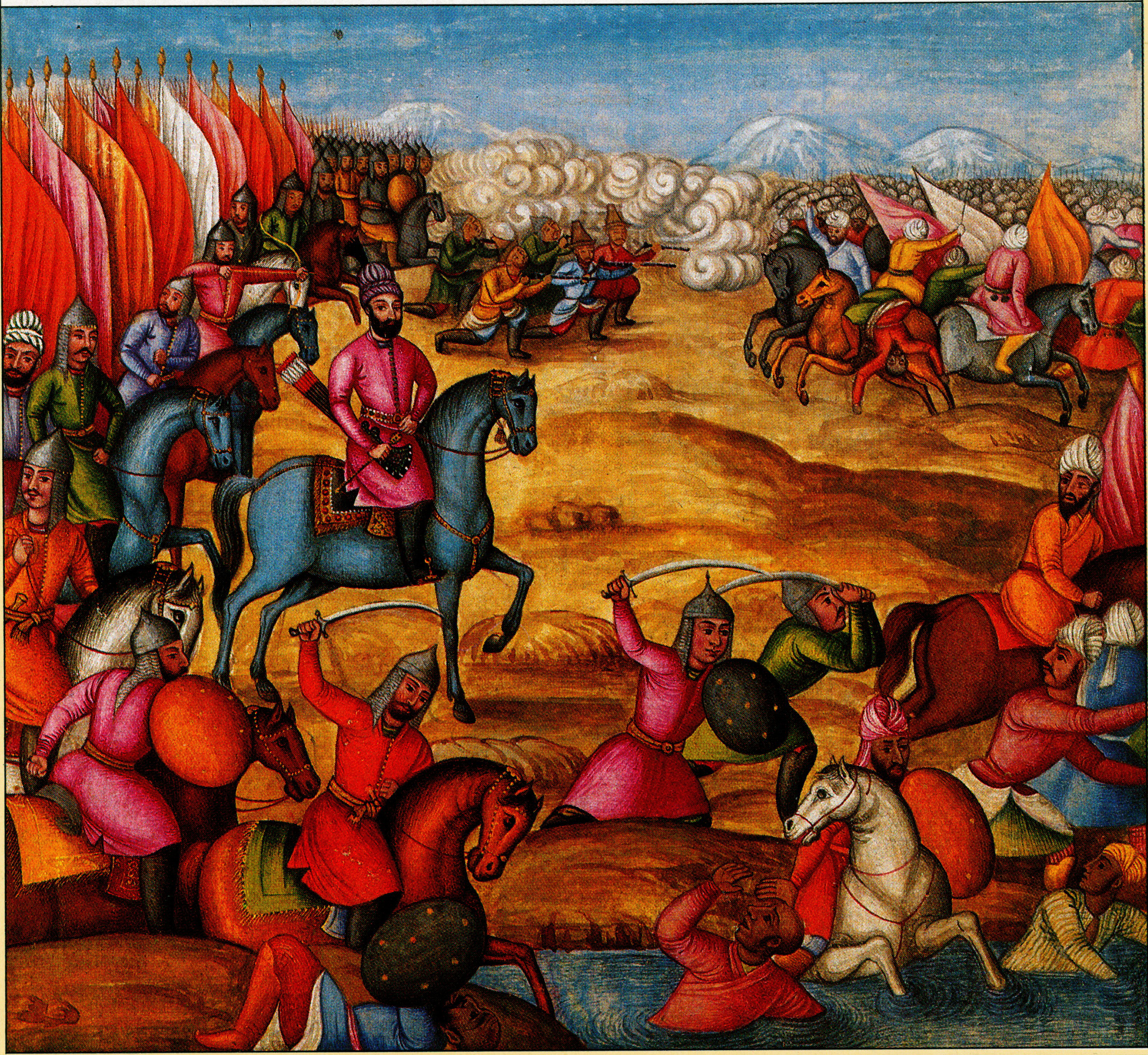
Bataille de Zarghan, 1757.

#### Déclin (1730-1738)

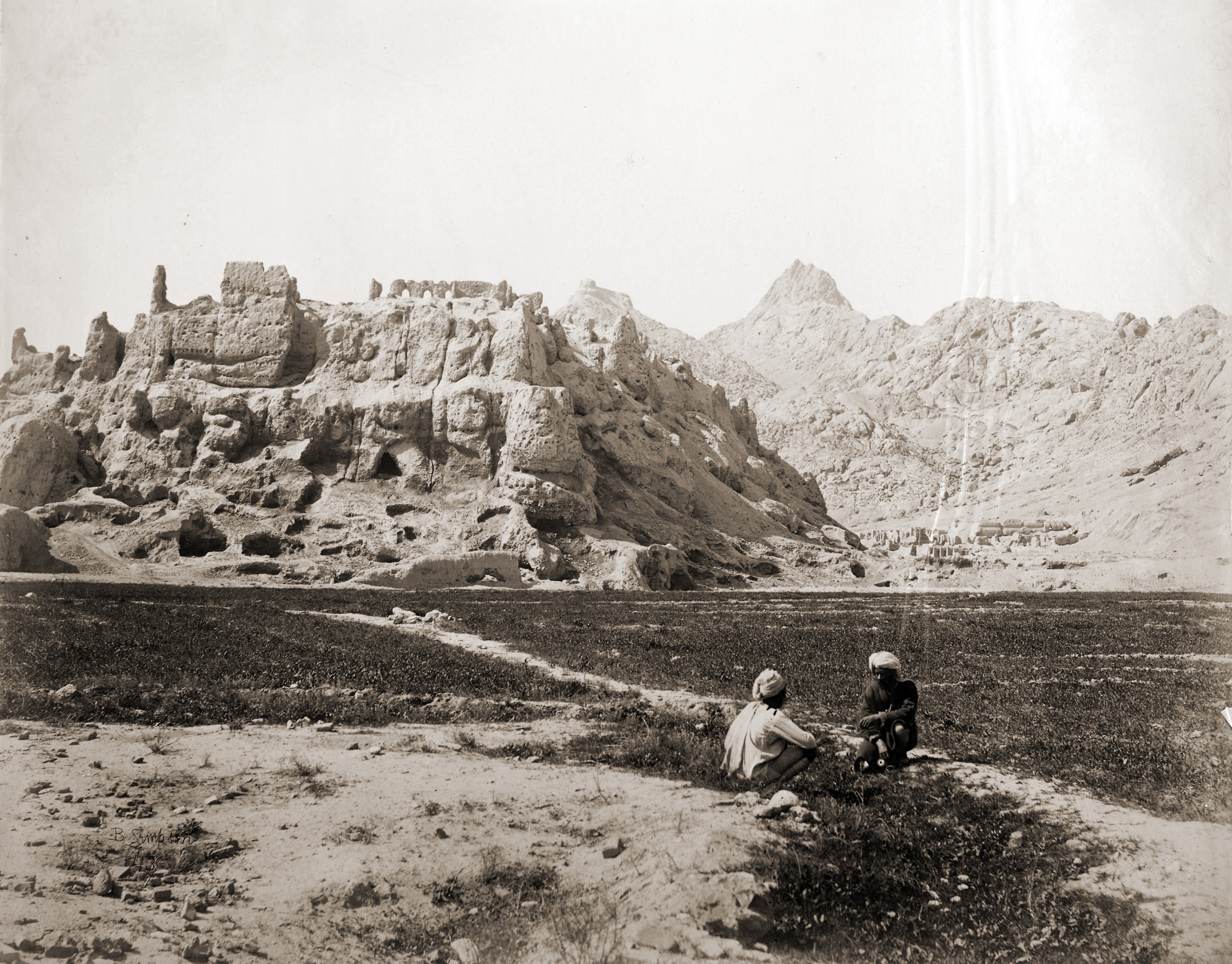
Ruine de Kandahar, 1881.

En 1730, Hussain Hotak fournit une assistance militaire à la tribu afghane d’Abdali, qui se rebelle à Hérat contre la domination perse. Hussain Hotak envoie plusieurs milliers de soldats de Kandahar à Hérat sous le commandement de Muhammad Seydal Khan. Le 8 mars 1736, Nader devient chah de Perse et fonde la dynastie Afcharide. Il fait la paix avec les Ottomans et commence à se préparer à attaquer. Le 23 mars 1738, il sélectionne 3000 combattants bakhtiaris pour mener l'assaut sur Kandahar. Un Bakhtiari nommé Mollah ed-Din Mostafi est choisi pour diriger ce dernier. Le 24 mars, l'assaut commence. L'émir afghan Hussain Hotak et ses hommes se rendent le lendemain,. Hussain Hotak est traité avec indulgence et est exilé à Mazandéran avec le reste de la famille royale Hotaki. Nader reconstruit la ville de Kandahar et la nomme Naderabad (en) en son propre honneur.

#### Sultanat de Hérat (1717-1732)
Hérat s'est entre-temps rendue indépendante de la domination séfévide en 1717 sous l'autorité d'une dynastie abdalie. En 1720, l'émir Mahmoud écrase le sultanat lors d'une bataille. En mai 1729, Nader Chah prépare une campagne contre le sultanat de Hérat. Le 4 mai, il se bat à la bataille de Kafer Qal'eh (en), avec 15 000 hommes contre les 30000 de Allahyar Khan, qu'il finit par gagner le 1er juillet. Il se dirige ensuite vers Hérat et gagne à nouveau une bataille. Le sultanat de Hérat devient vassal des séfévides. Zulfiqar Khan, sultan de Hérat, se révolte contre l'occupation perse. Il entre dans Hérat le 21 avril 1730, faisant fuir le gouverneur de la ville Allahyar Khan. Les rebelles battent Ibrahim Khan et prennent alors Machhad avec 8 000 soldats. En février 1731, Nader ordonne à Emamverdi Khan, le gouverneur de Kerman, de marcher sur Herat et de soumettre les rebelles. En avril, les troupes persanes assiègent Hérat. Zulfiqar Khan et Seidal Khan font une attaque conjointe coordonnée contre les Perses. L’attaque est décimée par l'armée persane grâce à une stratégie de Nader. La défaite provoque le départ de Seidal Khan, ce qui amène les défenseurs restants d’Hérat à demander des conditions de soumission. Avec le traité signé par les deux parties, Allahyar Khan est réélu gouverneur d’Hérat et Zulfiqar Khan est exilé à Farah. Le sultanat est annexé par l'empire séfévide.

### Occupation afcharide (1738-1747)
Le 21 mai 1738, Nader quitte Naderabad et marche vers Kaboul. Au départ, Nader fait croire aux Moghols qu’il n’a aucun problème avec eux et qu’il ne s'est rendu dans leur domaine que pour rechercher des Afghans en fuite. Nader Shah traverse le territoire moghol à la source de Mukhur et s’arrête à Qarabagh, au sud de Ghazni. Un détachement est envoyé sous les ordres du fils de Nader, Nasrollah Mirza (en), pour attaquer les Afghans de Ghorband et de Bâmyân. Lorsque le gouverneur de Ghazni s’enfuit en apprenant l’approche de Nader, les Cadi, les érudits et les hommes riches de Ghazni offrent des présents aux envahisseurs et se soumettent à Nader lorsqu’il entre le 31 mai. Pendant ce temps, l’autre détachement a vaincu les Afghans, pardonnant à tous ceux qui se rendent et imposant un châtiment cruel à ceux qui résistent. Le 11 juin, il atteint Ghazni après avoir franchi la frontière entre l’Iran et l’Empire moghol. Avec son flanc sécurisé, Nader est libre de marcher sur Kaboul. Les chefs de la ville ont essayé de céder pacifiquement, mais Sharza Khan a décidé de résister. Le 10 juin, Nader atteint la ville et la garnison sort pour tenter d’attaquer les Perses, qui se retirent alors à une distance de sécurité où ils peuvent assiéger la ville. Nader arrive le 11 et inspecte les défenses de la ville du haut de la Roche Noire. La garnison tente d’attaquer à nouveau, mais est chassée par l’armée perse. La ville est assiégée pendant une semaine jusqu’à ce que, le 19 juin, la tour d’Aqa-bin s’effondre et que la citadelle capitule. Nader s’est installé à Kaboul pour s’occuper des affaires de la province. Il reçoit la nouvelle que l’empereur moghol ne recevrait pas la lettre de Nader et qu’il ne laisserait pas son ambassadeur partir. En réponse, il envoie un émissaire à la cour impériale et exprime que son seul souhait est de rendre service aux Moghols et de les débarrasser des Afghans. L’envoyé envoyé pour remettre la lettre est refoulé à Jalalabad, puis assassiné par un chef voisin.
Pendant ce temps, Nader quitte Kaboul en raison d’un manque de vivres et part pour Gandomak le 25 août. Le 6 novembre, Nader commence sa marche vers l’Inde. Nasir Khan, le gouverneur moghol de l’Afghanistan, est à Peshawar lorsqu’il apprend que Nader a pris Kaboul et prévoit d’envahir l’Inde. Il a rapidement rassemblé environ 20 000 Afghans des régions de Khaibar et de Peshawar et a bloqué le seul passage entre Ali Masjid et Jamrud. Cependant, ses soldats, mal nourris et recrutés à la hâte, ne pouvaient pas rivaliser avec les troupes perses expérimentées dirigées par un célèbre général,. Le 14 novembre, Nader quitte son camp de Barikab sous le commandement de Nasr-ullah Mirra. Le 15 novembre, l'armée perse charge contre l'armée de Nasir dispersant ses soldats vaincus après des heures de combat. Nasir et ses hommes sont capturés,. Le 18 novembre, Nader entre dans Peshawar sans rencontrer d’opposition et s’empare du palais du gouverneur. En 1739, Nader écrase l'armée moghole à la bataille de Karnal puis commet un massacre à Delhi.
Nader fait campagne au nord contre le Khanat de Boukhara. En 1740, il occupe Boukhara. Il bat le khan de Khiva, Ilbars Khan II, à la bataille de Pitnak (en). La campagne se termine par la prise de Samarcande (en). L’Empire Afcharide annexe la Transoxiane, le khanat de Khiva, le khanat de Boukhara et le khanat de Kokand.

### L'Empire durrani (1747-1823)

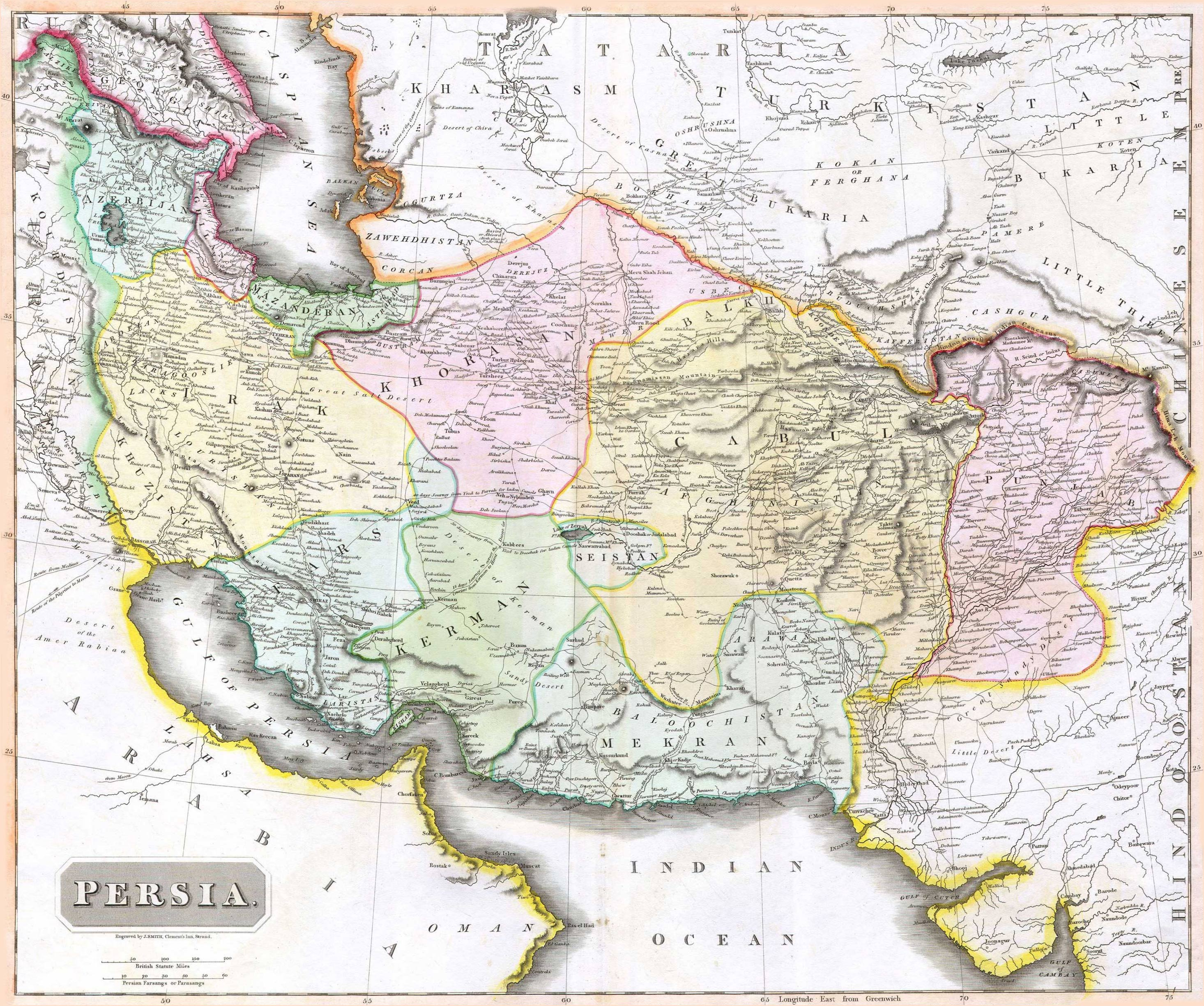
La Perse et l'Afghanistan en 1814, par le géographe anglais Thompson.

Nader s'appuie sur les Abdalis, tribu pachtoune rivale des Ghilzai, et place un prince de cette tribu, Ahmad Khan, à la tête d'un régiment de troupes afghanes durant son invasion de l'Empire moghol. Lorsque Nader Chah est assassiné, en 1747,, Ahmad Khan est élu roi des Afghans par la loya jirga et adopte le titre de Durr-i-Durrân, « perle des perles ». Le nom de Durrani reste associé à sa dynastie et à la tribu des Abdalis en général. Il fonde ainsi l'Empire durrani, considéré par l'historiographie comme le premier État afghan.
Bénéficiant d'une situation géopolitique favorable, Ahmad Shah Durrani peut étendre son empire aux dépens des Perses comme des Moghols. À son apogée, son autorité s'étend du Khorassan à l'ouest au Cachemire à l'est, et de l'Amou-Daria au nord à la mer d'Arabie au sud. Sa grande victoire sur les Marathes à Panipat en 1761, lui assure la domination sur le nord-ouest de l'Inde, mais il ne peut s'y maintenir face à la montée en puissance des Sikhs, qui prennent le contrôle de Lahore en 1767.
L'Empire durrani ne survit pas longtemps à la mort d'Ahmad Shah, en 1772. Son fils Timour Shah, en butte à l'hostilité des tribus pachtounes, tente de s'appuyer sur les élites urbaines tadjikes et kizilbaches et transfère sa capitale de Kandahar à Kaboul en 1775. Il s'avère incapable d'empêcher le déclin de la dynastie, et après sa mort, en 1793, ses nombreux fils se disputent la succession, chacun étant soutenu par une ou plusieurs tribus pachtounes et gouvernant un territoire réduit autour de l'une des grandes forteresses du pays. Kaboul passe ainsi successivement entre les mains de Zaman Shah (1793-1801), Mahmoud Shah (1801-1803), Shah Shuja (1803-1809) et de nouveau Mahmoud Shah (1809-1819).
Affaibli par ces querelles intestines, l'Empire durrani perd ses territoires périphériques. À l'ouest, l'Empire kadjar conquiert le Khorassan et menace Hérat ; au nord, l'émirat de Boukhara étend son autorité sur les tribus ouzbèkes du nord de l'Hindou Kouch ; au sud, le khanat de Kalat se libère de la tutelle afghane ; à l'est, l'Empire sikh prive les Durranis de leurs riches provinces indiennes. C'est de cette période que date le premier contact entre l'Afghanistan et l'Empire britannique : craignant les visées de Napoléon sur l'Inde, les Britanniques envoient un émissaire, Mountstuart Elphinstone, négocier une alliance défensive avec Shah Shuja en 1809.

### L'émirat d'Afghanistan (1823-1926)
Les premières décennies du XIXe siècle sont marquées par l'ascension des Barakzaï, une famille qui fait et défait les derniers empereurs de la dynastie Durrani. Un membre de cette famille, Dost Mohammad, s'impose à Ghazni en 1819 avant de prendre le contrôle de Kaboul en 1826 grâce au soutien des Kizilbaches. Il ne prend pas le titre de shah, mais seulement d'émir. Il s'oppose à Ranjît Singh, le souverain sikh du Pendjab, qui occupe Peshawar en 1823 après sa victoire à la bataille de Nowshera.

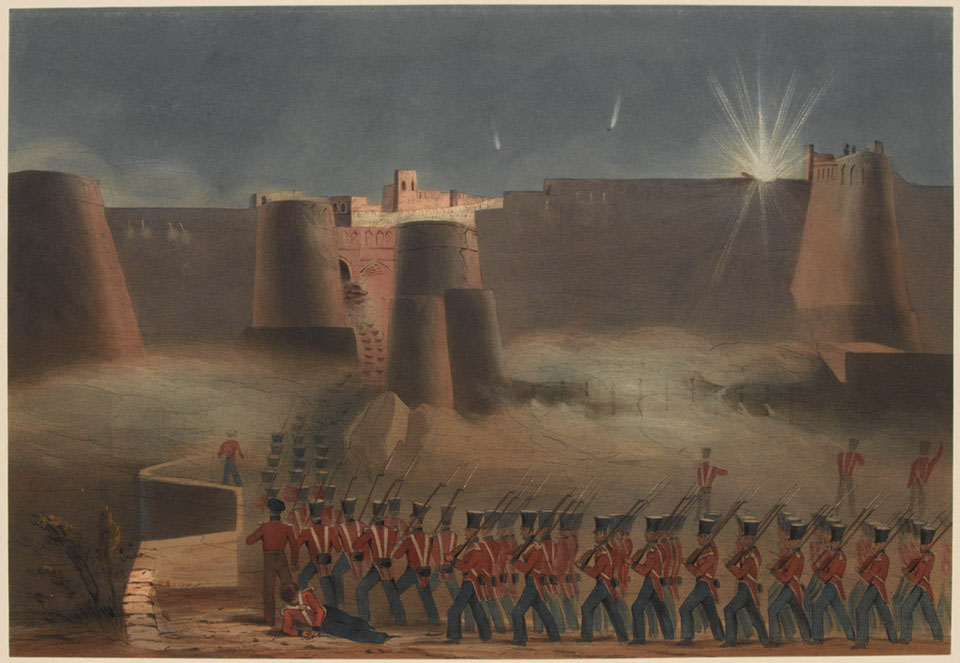
Armée indo-britannique à la bataille de ghazni.

Les visées de Dost Mohammad sur le nord de l'Inde inquiètent les Britanniques, tout comme l'arrivée à Kaboul de Jan Witkiewicz, premier ambassadeur de l'Empire russe, en 1837. Ils envahissent l'Afghanistan en 1839 pour rétablir Shah Shuja sur le trône et faire du pays un État tampon contre l'avancée russe en Asie centrale. La première guerre anglo-afghane se solde par un désastre pour les Britanniques : de nombreuses révoltes éclatent contre le shah, coordonnées par Dost Mohammad, puis par son fils Wazir Akbar, et le corps expéditionnaire britannique est anéanti durant sa retraite hors de Kaboul à la bataille de Gandamak, en janvier 1842. Après une expédition punitive qui aboutit à la destruction du bazar de Kaboul au mois d'octobre, les Britanniques quittent l'Afghanistan,, laissant Dost Mohammad reprendre le pouvoir..
Ayant conclu une alliance avec les Britanniques en 1855, Dost Muhammad dirige ses ambitions territoriales dans d'autres directions. Il repousse les frontières septentrionales de l'émirat jusqu'à l'Amou-Daria et conquiert Kandahar, Konar et Hérat. En février 1856, les tribus Khostwal et Waziri se révoltent contre le règne de Dost Mohammad. Après avoir rencontré une résistance mineure le mois précédent, les rebelles assiègent le fort de Khost en mars. Malgré l’échec des négociations de paix en juillet et août, la rébellion ne prend fin qu’au début de 1857. À sa mort, en 1863, l'Afghanistan est à peu près réunifié. Une querelle de succession oppose trois de ses fils jusqu'en 1868, lorsque Sher Ali s'impose grâce au soutien financier britannique. Son règne est marqué par une série de réformes inspirées par le penseur Djemâl ad-Dîn al-Afghâni : création d'un embryon de gouvernement, refonte du système fiscal, développement de l'industrie, fondation de la première école publique du pays, naissance du premier journal afghan, Shams al-nahâr (« Le soleil du jour »).

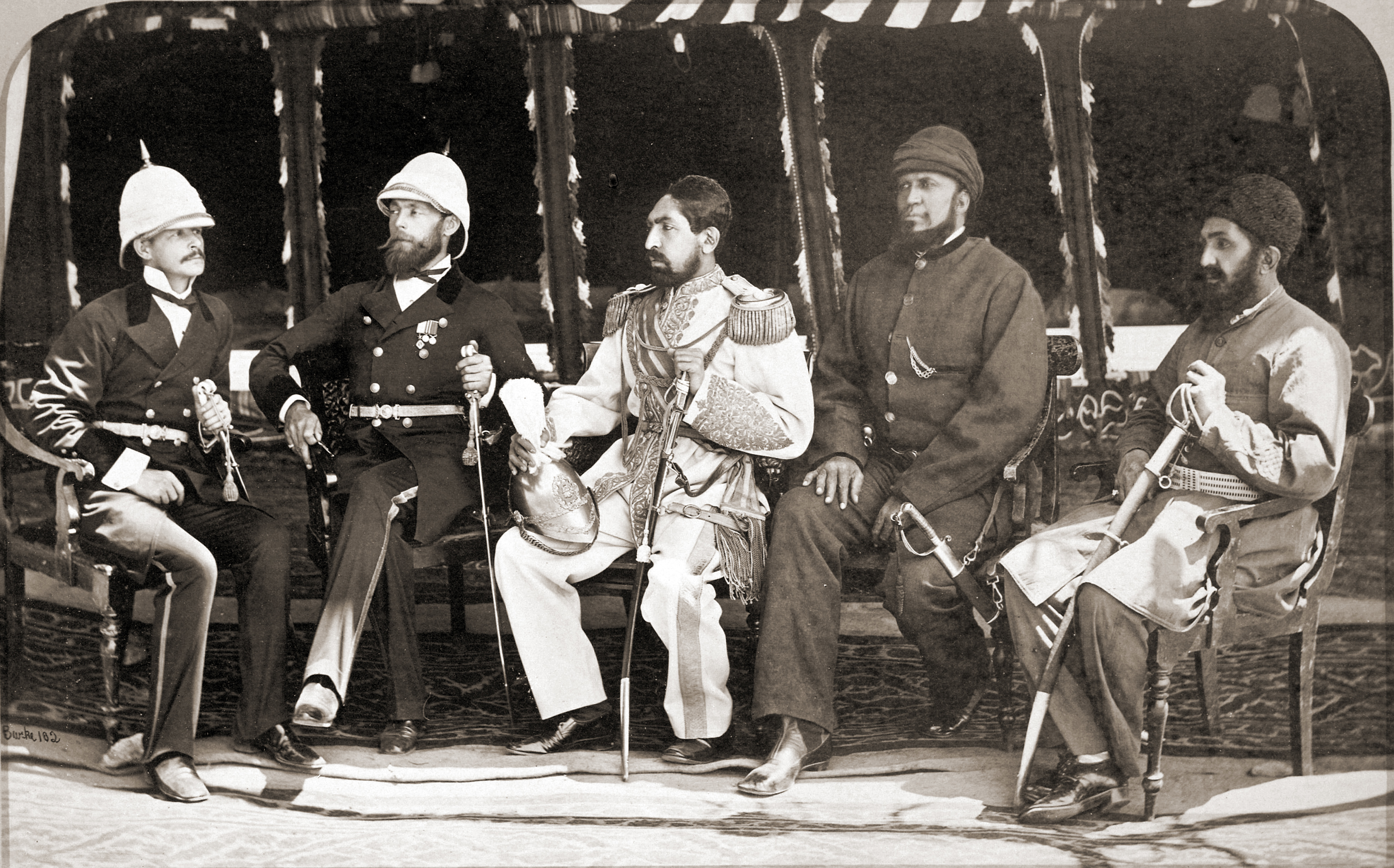
L'émir Mohammad Yakub Khan et le représentant britannique Louis Cavagnari le 26 mai 1879, lors de la signature du traité de Gandamak.

La seconde guerre anglo-afghane éclate en 1878. Elle est le fruit de la rivalité entre les empires russe et britannique en Asie centrale, un « Grand Jeu » dans lequel l'Afghanistan est un pion crucial. Malgré leur victoire à Maiwand (27 juillet 1880), les Afghans, écrasés à Kandahar (en) (1er septembre 1880), sont contraints d'accepter le traité de Gandomak, par lequel ils perdent toute indépendance en matière de politique étrangère et doivent céder plusieurs districts frontaliers aux Britanniques.
Un neveu de Sher Ali, Abdur Rahman, gouverne l'Afghanistan de 1880 à 1901. Cette période voit la fixation définitive des frontières du pays au nord et à l'est. Le tracé de la ligne Durand, en 1893, divise artificiellement les Pachtounes entre l'Afghanistan et l'Inde britannique. Une série de campagnes militaires permet à Abdur Rahman d'imposer son autorité à l'intérieur de ces limites : Maïmana est définitivement conquise en 1884, le Hazaradjat en 1893, le Kafiristan en 1896. Ces conquêtes s'accompagnent de mesures particulièrement brutales : les chiites du Hazaradjat sont contraints à l'exil tandis que les habitants polythéistes du Kafiristan sont islamisés de force et rebaptisés Nouristanis. Abdur Rahman se montre tout aussi impitoyable dans la manière dont il écrase les révoltes contre son autorité, qu'il s'agisse de prétendants au trône ou de tribus mécontentes de sa politique fiscale. Il prend des mesures dans le domaine économique et social (abolition de l'esclavage, lutte contre les bandits de grands chemins, construction de routes, développement de l'industrie), mais le développement du pays, entravé par un certain isolationnisme, reste limité à la région de Kaboul.
Habibullah Khan succède à son père en 1901. La passation de pouvoir se fait sans heurt ni guerre civile, du jamais vu dans l'histoire de l'Afghanistan. L'une des premières décisions de son règne est une amnistie générale qui permet le retour au pays de nombreux intellectuels exilés par son père. L'un d'eux, Mahmoud Tarzi, devient le chef de file d'un courant « jeune-afghan » inspiré par les Jeunes-Turcs, qui milite pour la modernisation à marche forcée du pays avec l'aide de conseillers turcs. Un autre courant de pensée, pro-britannique et moins radical, porté par les Musahiban, tente d'orienter la politique afghane dans une direction diamétralement opposée. Incapable de choisir entre ces deux partis, l'émir opte pour la neutralité pendant la Première Guerre mondiale, malgré les tentatives allemandes d'attirer l'Afghanistan dans le camp des Empires centraux pour attaquer l'Inde. Il est assassiné le 20 février 1919. Nasrullah Khan, frère de l'ancien émir, est proclamé émir le 21 février à Jalalabad. Amanullah reçoit la nouvelle à Kaboul. Il s'empare du trésor à Kaboul et organise un coup d’État contre Nasrullah. Ce dernier refuse de se battre et se rend à Kaboul. Le 28 février 1919, Amanullah se proclame émir. Le 3 mars 1919, Nasrullah est arrêté par les forces d’Amanullah. Le 13 avril 1919, Nasrullah est accusé d'être complice du meurtre de Habibullah et obtient la prison à vie mais il est assassiné à son tour un an plus tard. Amanullah décide d’envahir l’Inde britannique. Les troupes afghanes franchissent la frontière indo-britannique à l'extrémité ouest de la passe de Khyber. L'Inde leur déclare la guerre en retour le 6 mai. Le 8 août 1919, le traité de Rawalpindi est signé mettant fin au conflit. Dans ce document, les britanniques reconnaissent l'indépendance politique de l'Afghanistan, renonce à étendre l'Inde britannique au-delà de la passe de Khyber et les deux pays se mettent d'accord sur leur frontière commune. Durant l'été 1923, la tribu Alizai se révolte dans la région de Zamindawar. La rébellion dure 6 mois, en grande partie à cause du fait qu’aucun des bataillons conscrits du sud n’est disposé à combattre les Alizai.
Les mangals, les zadrans et 4 autres tribus, qui s'étaient déjà révoltés en 1856 et en 1912, se soulèvent à nouveau contre le gouvernement afghan, cette fois contre l’occidentalisation et les réformes modernisatrices de Amanullah. Le soulèvement est lancé dans la province du Sud en avril 1924. À la mi-mars 1924, la ville de Khost, où les manifestations se poursuivent depuis l’automne 1923, éclate dans une rébellion ouverte contre le gouvernement, dirigé par Mulla Abd Allah. Fin avril, les rebelles sont vaincus mais pas définitivement. Les rebelles sont ensuite rejoints par les tribus Alikhel et Sulaimankhel. Le 22 avril, les rebelles réussissent à tendre une embuscade à un régiment gouvernemental, infligeant de lourdes pertes et faisant 20 morts. Le 27 avril, à l’issue d’une bataille indécise, les rebelles font 60 victimes contre 7 morts et 27 blessés parmi les soldats afghans. En juillet, Abd-al Karim (en), le fils d’un ancien roi d’Afghanistan, quitte l’Inde britannique pour l’Afghanistan afin de prendre la tête de la rébellion et de contester le trône de l’Afghanistan. Ali Ahmad rallie les khogyanis et les shinwaris pour aider à réprimer la rébellion. Le 11 août 1924, le roi Amanullah déclara la guerre sainte contre les rebelles. Le 22 août 1924, la force aérienne afghane est créée. En octobre, les rebelles réussissent à battre un détachement militaire afghan, et il semblait que la rébellion était sur le point de marcher sur Kaboul. La domination rebelle continue en novembre, ils tuent en effet une cinquantaine de soldats. La rébellion est finalement réprimée le 30 janvier 1925 avec l’emprisonnement et l’exécution de 40 chefs rebelles. Abd-al Karim s'enfuit en Inde pour éviter d'être capturé.
Le 27 novembre 1925, en raison des incursions répétées sur le territoire soviétique par les rebelles basmatchis utilisant l’île comme base, ainsi que de la revendication soviétique sur l’île, 340 soldats soviétiques débarquent sur l’île d’Urta Tagay, qui avait été conquise par l'Afghanistan en 1920, et un affrontement avec la garnison de l’île fait 12 morts et 5 afghans sont faits prisonniers. Le 18 décembre, le Premier ministre afghan publie une lettre de protestation. Le 19 décembre, les Soviétiques n’ayant pas répondu à la lettre, le gouvernement afghan commence à déployer des troupes vers le nord. Le 28 février 1926, les Soviétiques transfèrent l’île à l’Afghanistan lors d’une cérémonie. Le 9 juin, Amanullah est couronné roi créant ainsi le royaume d'Afghanistan,.

### Le royaume d'Afghanistan (1926-1973)

#### Fin du règne de Amanullah Khan (1926-1928)

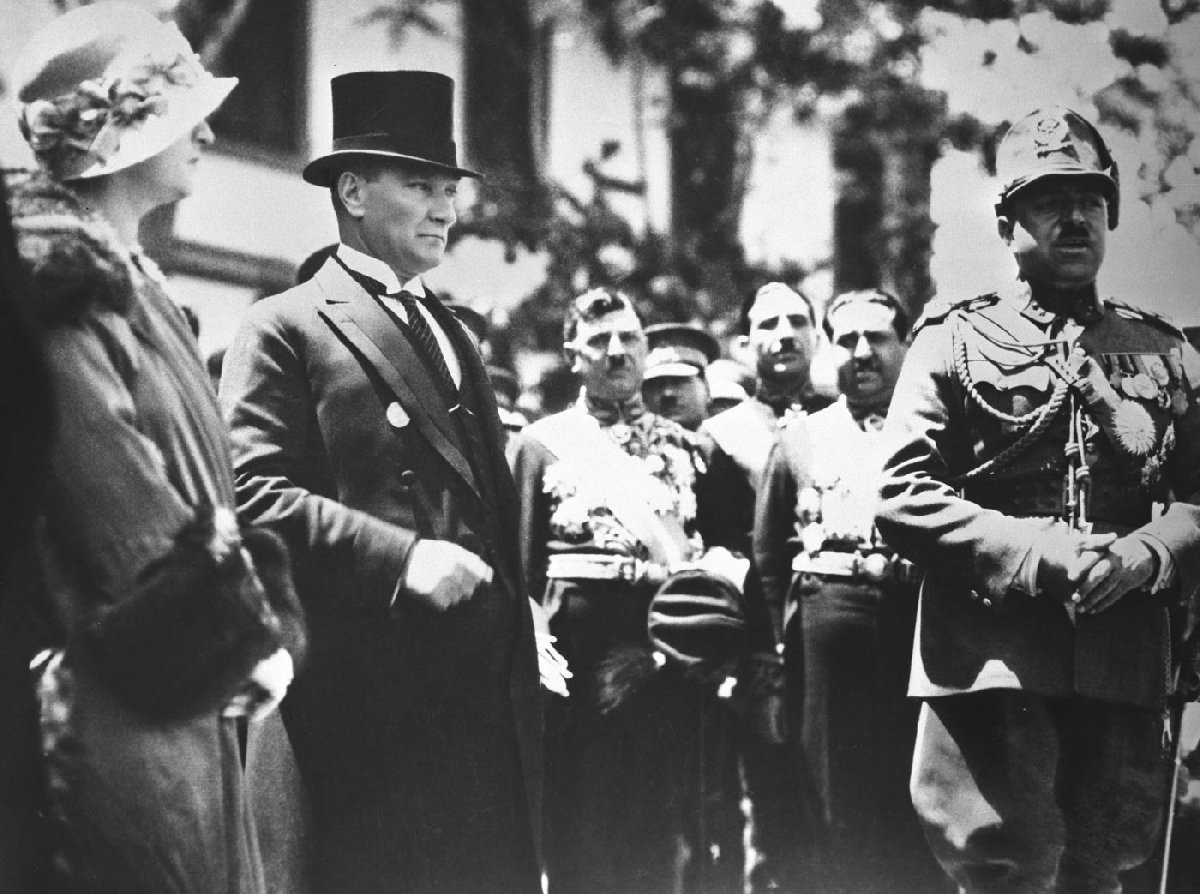
Rencontre entre Amanullah et Atatürk à Ankara.

Le gouvernement soviétique reconnait officiellement Urta Tagay comme faisant partie de l’État afghan le 15 août 1926. Il établit des relations diplomatiques avec la plupart des grands pays. À la suite d’une tournée en Égypte, en Europe (Italie, Vatican, France, Belgique, Allemagne, Grande-Bretagne, Pologne), et en Turquie qui signe son premier accord d’assistance technique avec l’Afghanistan, il introduit plusieurs réformes destinées à moderniser l’Afghanistan. Mahmoud Tarzi, ministre des Affaires étrangères et beau-père d’Amanullah, et ardent défenseur de l’éducation des femmes, est l’un des principaux instigateurs de ces réformes.

#### Guerre civile (1928-1929)

Animation de la guerre civile afghane chaque mois.

La tribu pachtoune Shinwari se révolte et assiège Jalalabad le 14 novembre 1928 afin de faire tomber le gouvernement d'Amanullah coupant les communications télégraphiques et coupant la route vers la capitale. Les rebelles rédigent ensuite un manifeste de dix griefs, dont cinq concernant le statut des femmes. Alors que l’armée afghane est occupée dans une bataille contre les shinwaris dans les provinces de Laghman et de Nangarhar à l’est du pays, les Saqqawistes, dirigés par Kalakânî, commencent à attaquer Kaboul non protégé au nord en décembre 1928. Le 25 décembre, Kalakânî est blessé et il est obligé de se retirer avec ses 2 000 hommes pour assiéger le fort de Murad Beg. Le 14 janvier 1929, Amanullah Khan remet son royaume à son frère Inayatullah et s’échappe de Kaboul en direction de Kandahar dans le sud. Le 16 janvier 1929, Kalakânî écrit une lettre au roi Inayatullah pour lui demander de se rendre ou de se préparer au combat. Inayatullah répond en expliquant qu’il n’a jamais voulu devenir roi et accepte d’abdiquer pendant que Kaboul était assiégé par les Saqqawistes. En janvier, Ali Ahmad se proclame émir et appelle les fidèles à Amanullah à le rejoindre. Malik Qays, khugyani, capture Ali et l’emmène à Kalakânî en échange de 17 000 roupies et du grade de lieutenant général, mettant fin au règne d’Ali le 9 février. Après sa prise de pouvoir, Kalakani, craignant une contre-attaque des loyalistes d’Amanullah, déplace rapidement le trésor à Kudhaman.

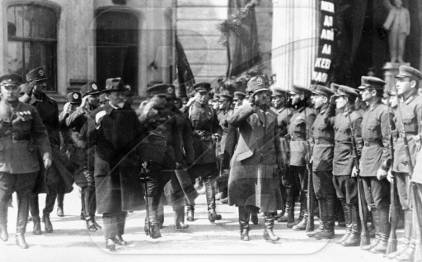
Amanullah à Moscou.

En mars et en avril, de nombreuses tribus refusent de prêter allégeance au roi et se révoltent. Staline accepte d'aider Amanullah en envoyant 2 000 hommes sur son territoire dirigés par Vitaly Primakov et Aleksandr Tcherepanov. Kalakânî s'allie à Ibrahim Bek. Les soviétiques contrôlent Balkh mais se retirent en mai quand Amanullah quitte l'Afghanistan. Mohammad Nadir prend part contre Kalakânî. Le 9 octobre, les forces de Nadir arrivent devant Kaboul et assiège la ville. Le 13 octobre, les forces de Nadir entrent dans le palais présidentiel de Kaboul mettant fin à la guerre civile. Le 15 octobre, Mohammed Nadir Shah arrive à Kaboul après avoir appris la défaite de Kalakânî. Il envisage de gracier Kalakânî, mais la pression des tribus loyales le conduit à exécuter Kalakânî, son frère et 9 autres saqqawistes le 1er novembre 1929.

#### Règne de Mohammad Nadir (1929-1933)
En tant que roi d’Afghanistan, Nadir abolit la plupart des réformes d’Amanullah, mais malgré ses efforts pour reconstruire une armée qui vient de s’engager dans la guerre civile, les forces sont restées faibles tandis que les chefs religieux et tribaux se sont renforcés. En février, ou mai, 1930, les shinwaris se révoltent une seconde fois. Les Shinwari cherchent à déposer Mohammad Nadir et à restaurer Amanullah en tant que roi d’Afghanistan,. Cet objectif est en opposition à leur rôle dans la révolte de 1928. La tribu affirment donc que la première révolte était contre les collecteurs d'impôts de Jalalabad. La rébellion est rapidement réprimée. En parallèle, une révolte pro-Amanullah a lieu de février à mi-avril. En 1930, la province de Badakhchan est toujours contrôlée par les basmatchis. Nadir demande aux basmatchis de déposer les armes mais ils refusent. L’Afghanistan et l’Union soviétique se mettent d’accord pour une seconde intervention. Les soviétiques envoient Yakov Melkumov pour faire fuir Ibrahim Bek et Utan Bek du Nord de l'Afghanistan. Les basmatchis sont définitivement repoussés d'Afghanistan le 30 juin. Purdil Khan, ancien ministre de la défense de l'émirat d'Afghanistan de Kalakânî, organise une nouvelle révolte. En juillet 1930, les Saqqawistes se sont battus contre les forces de l’État dans l’actuel district de Kohistan, dans la province de Kapissa. La rébellion est écrasée en une semaine. 3000 des rebelles ont été capturés et 11 des meneurs ont été exécutés. Purdil meurt quant à lui au combat. Le dernier bastion des Saqqawistes, Hérat, tombe aux mains du gouvernement afghan en 1931.
Il tente de moderniser son pays en créant des infrastructures. Il construit des routes, en particulier à travers l’Hindou Koush, il améliore les méthodes de communication, aide à créer l’Université de Kaboul, la première université d’Afghanistan en 1931, noue des liens commerciaux à l'étranger et remilitarise le pays en mobilisant 40 000 soldats. Le 8 novembre 1933, Nadir est en visite dans un lycée et est abattu par Abdul Khaliq Hazara lors d’une cérémonie de remise des diplômes.

#### Règne de Mohammad Zaher (1933-1973)
Mohammad Zaher est proclamé roi le même jour à 19 ans. Pendant les 20 premières années, il n’a pas gouverné efficacement, cédant plutôt le pouvoir à ses oncles paternels, Mohammad Hashim Khan et Shah Mahmud Khan, qui ont tous deux été premiers ministres consécutivement. Zahir Shah fournit également de l’aide, des armes et des combattants afghans aux rebelles musulmans ouïghours et kirghizes qui ont établi la première République du Turkestan oriental. À la fin des années 1930, des accords sur l’aide étrangère et le commerce avaient été conclus avec de nombreux pays, notamment avec les puissances de l’Axe, l’Allemagne, l’Italie et le Japon.
En 1938, la tribu Ghilzai se révoltent dans le but de remettre Amanullah sur le trône. Un parent d’Amanullah, Saïd al-Kailani marche sur Kaboul avec des guerriers Ghilzai. La rébellion est finalement écrasée à l'été 1938. Sous Zaher, les agriculteurs et les propriétaires de terres afghans devaient donner un tiers de leur récolte au gouvernement. En février 1944, Mazrak Zadran (en), un loyaliste d’Amanullah, mène une embuscade contre les troupes gouvernementales dans la province du Sud. Mazrak effectue de petits raids en Afghanistan et en Inde britannique depuis son nouveau quartier général à Surkot. Le 25 avril, le gouvernement afghan dépêche 6 avions Hawker Hind à Gardez pour faire face au soulèvement, qui revient le 21 juin. En juin 1945, la tribu Mangal prend les armes dans la ville de Gardez. D’autres opérations aériennes contre Mazrak, qui comprennent des vols de reconnaissance et de bombardement, ont lieu dans la vallée de Kunar du 24 juin au 31 octobre 1945. La tribu Safi de Salemai (en) se soulève à son tour avec 12 000 hommes après l'arrestation des chefs de leur tribus. Le 24 juin 1945, 4 avions sont envoyés à Jalalabad pour faire face aux Safi. Les bombes et les engins incendiaires causent d’importants dégâts aux villages safis. En novembre 1945, c'est aux Hazaras sous Muhammad Ibrahim (en) de se révolter à cause de l’introduction d’une nouvelle taxe imposée uniquement aux Hazaras. Après un siège qui dure environ une semaine, le quartier, ainsi que des armes et des munitions tombent aux mains des rebelles. Zaher décident d'accepter les exigences des Hazaras et les combats stoppent au printemps 1946. Le 23 novembre 1946, Mohammed Dauod Khan accorde aux dernières conditions de paix des Safis, bien que la plupart s'était rendu en octobre 1945, qui comprennent la restitution des fusils et des munitions d’armes légères pris aux troupes gouvernementales, la reddition de Shahswar, de Said Muhd, de Salim Khan et d’Allahdadd Khan, la vente de céréales au gouvernement à des taux raisonnables et l’envoi de jeunes Safi à Kaboul pour y recevoir des études. Le 11 janvier 1947, Zadran et son frère se rendent au gouvernement afghan. Les Hazaras reviennent à la charge en 1949. Le gouverneur de Kaboul et son bataillon écrasent la tribu. Leur chef, Qurban Zawar, est exécuté.

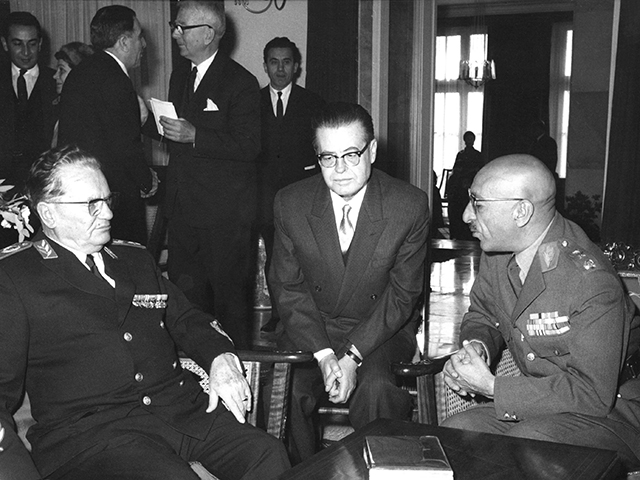
Rencontre entre Zaher et Tito en 1968.

Zahir Shah reconnait la nécessité de moderniser l’Afghanistan et recrute un certain nombre de conseillers étrangers pour l’aider dans ce processus. Il demande également une aide financière aux États-Unis et à l’Union soviétique, et l’Afghanistan est l’un des rares pays au monde à recevoir de l’aide des deux adversaires de la guerre froide. En effet, en 1956, un important accord d’armement avec l’Union soviétique permet à l’Afghanistan de moderniser son armée pour la première fois depuis la Seconde Guerre mondiale. Un accord de coopération économique et technique entre les deux pays est signé par Daoud Khan et Nikita Khrouchtchev en mai 1959. À la demande de Zader, la nouvelle Constitution de l’Afghanistan de 1964 est introduite, faisant de l’Afghanistan un État démocratique moderne en introduisant des élections libres, un parlement, les droits civils et politiques, les droits des femmes et le suffrage universel. La constitution interdit également aux membres de la famille royale d'occuper des fonctions politiques. Le 17 juillet 1973, l'ancien premier ministre Mohammad Daoud Khan fait un coup d'état à Kaboul contre le roi Zaher. Il aboutit à la création de la république d'Afghanistan. Pour éviter une guerre civile, Zaher envoie une lettre dans laquelle il abdique depuis Rome en août.

## Époque contemporaine

### La république d'Afghanistan (1973-1978)
Après l’établissement de la République d’Afghanistan en 1973, des membres du Parti démocratique populaire se sont vu attribuer des postes au sein du gouvernement. En 1974, le nouveau drapeau de l’Afghanistan est introduit, ainsi que son emblème, lors d’une cérémonie de lever du drapeau à l’extérieur du palais présidentiel de Kaboul. La première visite de Daoud en Union soviétique en 1974 est amicale, malgré désaccord sur la question du Pachtounistan. En 1975, le président Daoud Khan crée son propre parti politique, le Parti national révolutionnaire afghan (en). La même année, le Jamiat-e Islami, soutenu par le Pakistan et l'Iran, se révolte contre Daoud. En 1976, Daoud établit un plan économique de sept ans pour le pays. Il lance des programmes de formation militaire avec l’Inde et l’Égypte et entame des pourparlers de développement économique avec l’Iran. Daoud s’est également tourné vers les pays du Moyen-Orient riches en pétrole tels que l’Arabie saoudite, l’Irak et le Koweït, entre autres, pour obtenir une aide financière. En août 1976, les relations avec le Pakistan s’étaient considérablement améliorées. En octobre 1976, le chef de l’agence de renseignement pakistanaise, Jilani, informe un diplomate américain que l’Afghanistan ne crée plus de problèmes au Pakistan. En janvier 1977, une Loya Jirga approuve une nouvelle constitution. Lors d’une visite d’État en Union soviétique en avril 1977, Daoud Khan dit à Leonid Brejnev que l’Afghanistan resterait libre et que l’Union soviétique ne serait pas en mesure de dicter comment l’Afghanistan gouvernerait. En mars 1978, Daoud se rend à Islamabad et accepte de cesser de soutenir les groupes rebelles au Pakistan, ainsi que d’expulser les militants pakistanais à l’avenir. Il prévoit également que le personnel militaire afghan soit formé par les forces armées pakistanaises.

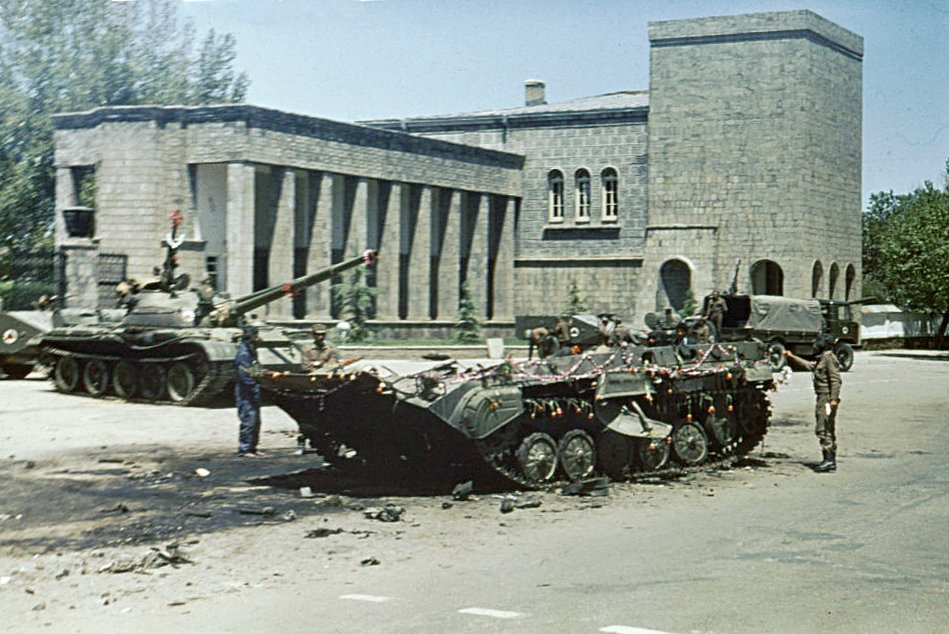
Un BMP-1 détruit par la Garde présidentielle lors de la révolution de Saur à Kaboul, 28 avril 1978.

Le 17 avril 1978, un membre éminent du parti populaire, Mir Akbar Khyber, est assassiné. Nour Mohammad Taraki, membre du parti, accuse le gouvernement d’être responsable. Le 27 avril, les membres du parti se révolte contre le gouvernement de Daoud. Le lendemain, les rebelles contrôlent Kaboul. Après une journée de combats, le lieutenant de l’armée de la 444e brigade commando Imamuddin entre dans le palais avec une unité de soldats pour arrêter Daoud. Le président refuse de les accompagner et tira un coup de pistolet sur les soldats. Les soldats répliquent en tuant Daoud et Naim.

### La république démocratique et l'invasion soviétique (1978-1989)
Dès son arrivée au pouvoir, le parti démocratique populaire impose de nombreuses réformes. Il agit pour promouvoir l'athéisme d'État interdisant les mosquées, le port de la burqa et de la barbe. La télévision nationale afghane est introduite le 19 août 1978, jour de l’indépendance de l’Afghanistan, lors d’une cérémonie présidée par Nour Mohammad Taraki. Taraki signe un traité d’amitié de vingt ans avec l’Union soviétique le 5 décembre 1978, qui augmente considérablement l’aide soviétique à son régime. Il lance également une réforme agraire le 1er janvier 1979 qui vise à limiter la quantité de terres qu’une famille peut posséder. La réforme fait chuter les récoltes agricoles et accroit le mécontentement de la population. Le gouvernement déclare que seules 40 000 familles, soit 4 % de la population, ont été affectées négativement par la réforme. Le parti tente de se débarrasser du féodalisme en interdisant les mariages forcés. L'âge minimum légal pour le mariage est rehaussée, l'école est rendue obligatoire pour les filles, les femmes obtiennent le droit de ne pas porter le voile, de circuler librement et de conduire.
Une révolte commence en octobre parmi les tribus nouristanis de la vallée de Kunar, dans le nord-est du pays, près de la frontière avec le Pakistan, et s’est rapidement propagée parmi les autres groupes ethniques. Au printemps 1979, 24 des 28 provinces connaissent des flambées de violence. La rébellion s'installe dans les villes : en mars 1979, à Hérat, les rebelles dirigés par Ismaïl Khan se sont révoltés. Le président Hafizullah Amin appellent plusieurs fois les Soviétiques de venir arrêter les rebelles moudjahidines.
Les troupes gouvernementales doivent faire face à l’aide moindre de l’URSS d’année en année et à une intensification des combats soutenus par le Pakistan voisin ainsi que par les États occidentaux dont les États-Unis. L’aide américaine aux rebelles, qui reçoivent plusieurs milliards de dollars de subsides et d’armements, devient décisive avec la livraison des missiles Stinger permettant d’abattre les hélicoptères et ruinant une stratégie soviétique de contre-guérilla jusqu’alors plutôt efficace.

### Guerres civiles et pouvoir taliban (1989-2001)
En 1989, la guerre civile d'Afghanistan débute après le retrait des troupes soviétiques d'Afghanistan. Les communistes afghans se défendent seuls contre les moudjahidines
Après le départ des soviétiques, les Moudjahidins, sûrs de leur victoire, refusent tout cessez-le-feu. Le 28 avril 1992, exactement 14 ans après le coup d'État communiste, les Moudjahidins entrent dans Kaboul, le gouvernement de Nadjibullah tombe, le pouvoir est confié à Sibghatullah Mojaddedi et le commandant Ahmed Chah Massoud est nommé ministre de la défense.
En juin, Burhanuddin Rabbani est nommé à la tête de l'état avec le soutien de Massoud.
Début juin 1992, Les premiers combats explosent brutalement entre Sayyaf, un extrémiste soutenu par Massoud et un général hazara du Hezb-i-Wahdat nommé par Modjadidi pour prendre le contrôle du bâtiment de la sécurité nationale
En août 1992, marquant le début d'une vraie guerre civile, Gulbuddin Hekmatyar bombarde systématiquement Kaboul pour tenter de reprendre les positions tenues par Massoud allié à Abdul Rachid Dostom, ce dernier s'étant rallié à Hekmatyar avant la fin de l'année 1992.
Le 27 septembre 1996, les talibans prennent le contrôle de Kaboul. À partir de ce moment, ils ont un contrôle presque total du pays. Les groupes armés moudjahidins décident de s'unir pour former l'Alliance du Nord, pour combattre les talibans.

### Chute et retour des talibans (2001-2021)
La guerre civile entre l'Alliance du nord et les talibans ne prit réellement fin qu'en 2001 après l'effondrement du régime taliban, et la mise au pouvoir de Hamid Karzai (1957-), par la coalition menée par les États-Unis.
Le nouveau pouvoir en place, présidé par Hamid Karzai, tente de rétablir l'ordre avec le soutien militaire des troupes de la coalition menée par les États-Unis.
Le 18 avril 2002, l'ancien roi d'Afghanistan Mohammad Zaher Shah (1914-2007) revient de son exil à Rome, en Italie. À la suite des pressions des États-Unis qui veulent faire de l'Afghanistan une démocratie, il renonce à régner à nouveau.
Le 13 juin, la Loya Jirga (« Grande assemblée » en français) élit officiellement Hamid Karzai chef du pouvoir exécutif pour un mandat de deux ans. Après, des élections nationales devront être organisées pour que le peuple puisse élire lui-même son président.
Le 11 août 2003, sous mandat de l'ONU jusqu'en 2005, l'OTAN prend officiellement le commandement de l'Force internationale d'assistance et de sécurité (International Security Assistance Force, ISAF), dont le mandat est renouvelé par l'ONU jusqu'en 2005.
En octobre 2004, la capitale Kaboul est le seul endroit du pays où le gouvernement d'Hamid Karzai est plus ou moins effectif.
Dans le reste du pays, les chefs de guerre, issus de l'ancienne Alliance du Nord, font tout pour conserver leur pouvoir. Plusieurs d'entre eux ont été intégrés au gouvernement provisoire. Mais à partir de mi-2004, Hamid Karzai et ses proches limogent petit à petit les chefs de guerre du gouvernement.
De leur côté, les quelques groupes talibans restants tentent de détruire le gouvernement d'Hamid Karzai en commettant des attentats.

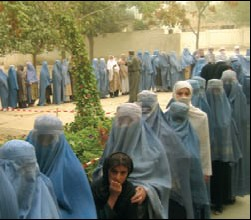
Vote des femmes à Kaboul lors de l'élection présidentielle du 9 octobre 2004.

Le 9 octobre 2004, les Afghans (hommes et femmes) sont appelés aux urnes pour élire leur président. Hamid Karzai est élu officiellement le 3 novembre, dès le premier tour, avec 55,4 % des voix. Son principal rival, Younous Qanouni, est battu avec 16,3 % des voix. L'élection fut entachée de quelques « problèmes », mais selon les observateurs internationaux, ces problèmes n'ont pas été assez importants pour fausser le résultat final.
Le 23 décembre, Hamid Karzai présente son nouveau gouvernement, qui compte au total 27 ministres. Sa volonté d'écarter du pouvoir les différents chefs de guerre afghans est maintenant entrée dans les faits. Le seul chef de guerre encore présent dans le gouvernement est Ismail Khan, en tant que ministre de l'énergie.
La violence n'est pas éteinte dans certaines régions : six policiers ont été décapités et quatre autres ont été tués le 9 juillet 2005 dans le sud du pays par des rebelles talibans.
Le 18 septembre 2005, 12,5 millions d'Afghans et d'Afghanes participent aux élections législatives. Emma Bonino, la responsable de la mission d'observation de l'Union européenne (UE), a émis des doutes sur le véritable impact sur la vie politique afghane : « Ces élections ne déboucheront pas sur une démocratie viable à cause des imperfections du système électoral, de l'influence des seigneurs de la guerre, de la mise à l'écart des partis politiques par Karzai et de la poursuite de la guerre civile dans certaines parties du pays, ce qui a empêché les observateurs de se rendre dans les bureaux de vote de 5 des 34 provinces. » Cependant, l'enthousiasme des Afghans pour ces élections peut être considéré comme exceptionnel. Certains n'ont pas hésité à parcourir à pied plusieurs kilomètres pour se rendre à leur bureau de vote et cela malgré les menaces des Talibans. Ces élections sont également les premières où des femmes peuvent siéger au Parlement, sur les 5 800 candidats pour les 249 sièges du Parlement et les 420 postes des conseils provinciaux, il y avait 565 femmes. Et quels que soient les résultats, normalement disponibles au mois d'octobre, 25 % des sièges du Parlement et 30 % de ceux des conseils municipaux leur sont réservés suivant la Constitution. Selon l'envoyé spécial du journal britannique The Independent, elles pourraient avoir un impact significatif sur la vie politique, car « il est largement admis parmi la population afghane que les femmes sont moins corruptibles et plus détachées des liens tribaux. Elles n'ont pas de sang sur les mains et n'ont pas été impliquées dans les atrocités qui ont marqué le pays. Ce dernier point est un atout qui pourrait même pousser les hommes à voter pour elles. »
Entre le 1er mai et le 15 août 2021, les talibans prennent 228 districts au gouvernement afghan, qui finit par s'effondrer. Le 15 août 2021, après la chute de Kaboul ; le président afghan s'enfuit en déclarant que « les talibans ont gagné la guerre », tandis que les Américains quittent le pays dans une opération très confuse,. Le nouveau gouvernement réprime particulièrement les femmes, et les personnes LGBT. Il doit faire face à la multiplication des attentats de l'EI, et à un blocus diplomatique et économique: le gel des réserves de la banque centrale afghane à l'étranger et la suspension de l'aide du FMI plongent le pays dans un marasme économique et sanitaire,. Les femmes sont progressivement écartées de l'espace public: interdites de travailler pour les ONG, d'accéder à l'enseignement secondaire, et supérieur.